# Chronologie de la Louisiane
Les événements en Louisiane, d'abord en Louisiane (Nouvelle-France) puis dans l'actuel État des États-Unis, par décennies et par années.
Sommaire :
- Années 1600 - Années 1700 - Années 1800 - Années 1900 - Années 2000
- Années 1610 - Années 1710 - Années 1810 - Années 1910 - Années 2010
- Années 1620 - Années 1720 - Années 1820 - Années 1920
- Années 1630 - Années 1730 - Années 1830 - Années 1930
- Années 1640 - Années 1740 - Années 1840 - Années 1940
- Années 1650 - Années 1750 - Années 1850 - Années 1950
- Années 1660 - Années 1760 - Années 1860 - Années 1960
- Années 1670 - Années 1770 - Années 1870 - Années 1970
- Années 1680 - Années 1780 - Années 1880 - Années 1980
- Années 1690 - Années 1790 - Années 1890 - Années 1990

## Louisiane (Nouvelle-France)

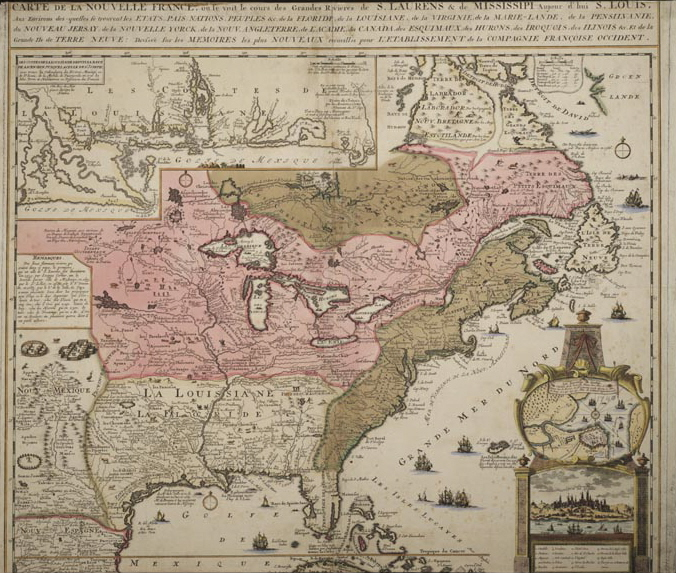
Carte des territoires colonisés ayant constitué la Nouvelle-France (le Canada y est indiqué en rose, s'étendant jusqu'à la frontière de la Louisiane). La carte de base est de Nicolas de Fer, et fut réalisée en 1719.

La Louisiane ou Louisiane française était un territoire de la Nouvelle-France, espace contrôlé par les Français en Amérique du Nord, du XVIIe au XVIIIe siècle. Elle fut baptisée en l'honneur du roi Louis XIV par l'explorateur Cavelier de La Salle. Immense espace allant des Grands Lacs au golfe du Mexique, elle était divisée en deux secteurs appelés « Haute-Louisiane » (au nord de la rivière Arkansas, appelée parfois le « Pays des Illinois ») et « Basse-Louisiane » (au sud). Le fleuve Mississippi constituait l'épine dorsale de la colonie. Aujourd'hui, l'État américain de la Louisiane ne représente qu'une partie du territoire contrôlé par les Français il y a trois cents ans.

### Années 1620

#### 1626
- La seigneurie de Notre-Dame des Anges est concédée aux Jésuites.

#### 1627
- 29 avril : jugeant que la Compagnie de Montmorency ne s’occupe pas adéquatement de la colonie, le Cardinal de Richelieu, la remplace par la Compagnie des Cent-Associés de la Nouvelle-France[1]. C'est la première à s'installer au Canada parmi les Compagnies européennes fondées au XVIIe siècle.

#### 1629
- Samuel de Champlain devient Lieutenant de la Compagnie en Nouvelle-France. Sous l'Ancien Régime français, chaque communauté est gouvernée par un seigneur et un prêtre en plus d'un magistrat désigné par le seigneur et le prêtre.

#### Images de la décennie

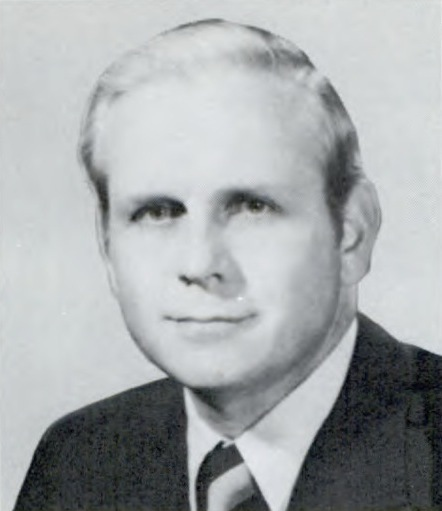
Dave Treen
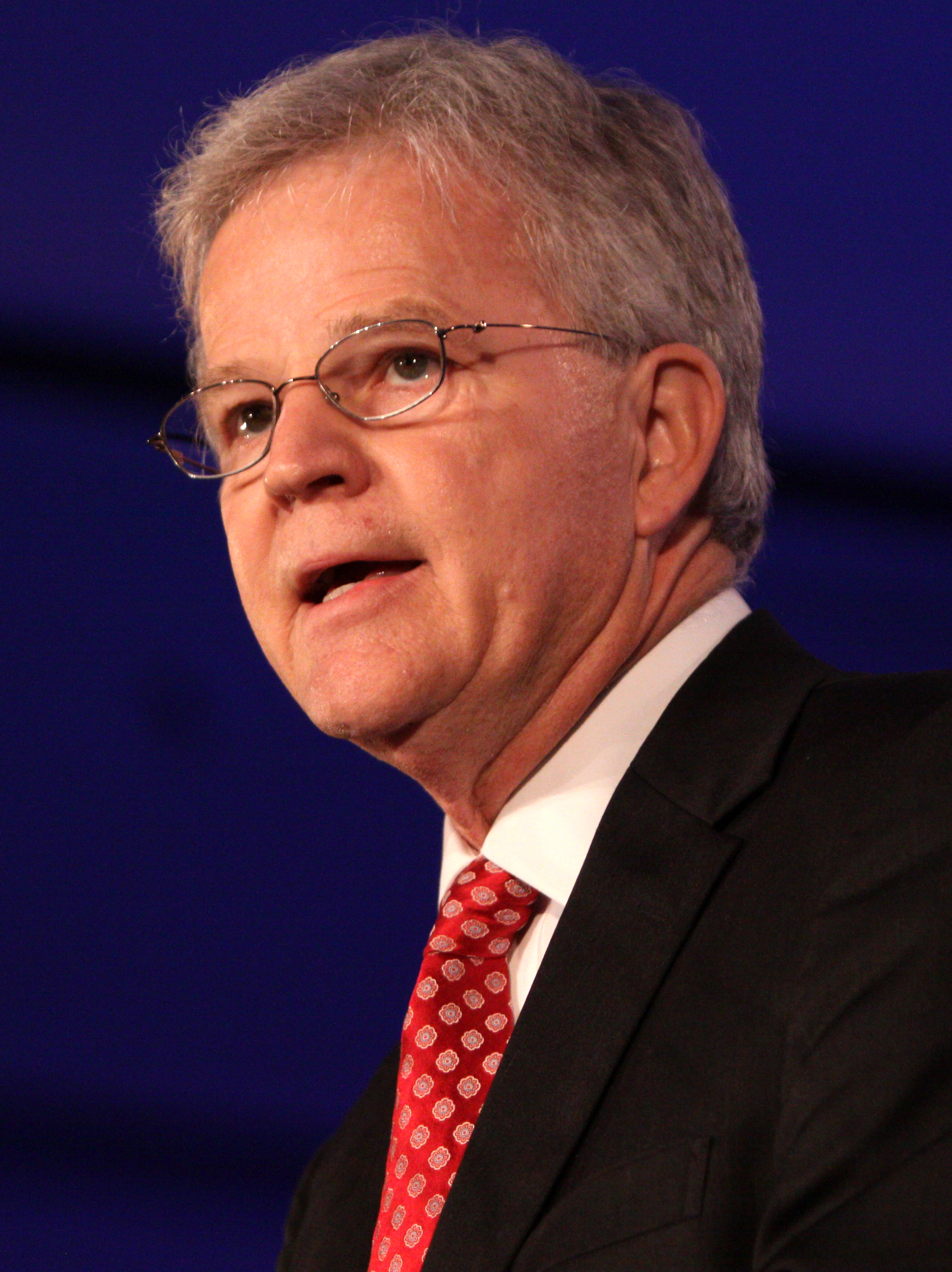
Buddy Roemer

Cette carte sur vélin de style portulan a été établie par Champlain lui-même en 1607, afin de la présenter au roi de France. La carte de Nouvelle-France établit la première délimitation approfondie de ce qui deviendra la Nouvelle-Angleterre et les côtes atlantiques du Canada, de Cap-Sable à Cap Blanc (Cape Cod). On y indique Port-Royal, la Baye Blanche (baie de Cap Cod), la Baye Françoise, les fleuves Saint-Jean, Sainte-Croix et Penobscot, ainsi que la baie de la rivière Kennebec et l'île des Monts Déserts.
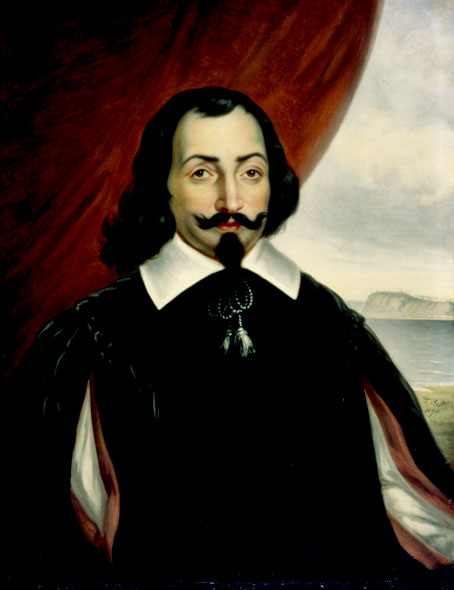
Samuel de champlain
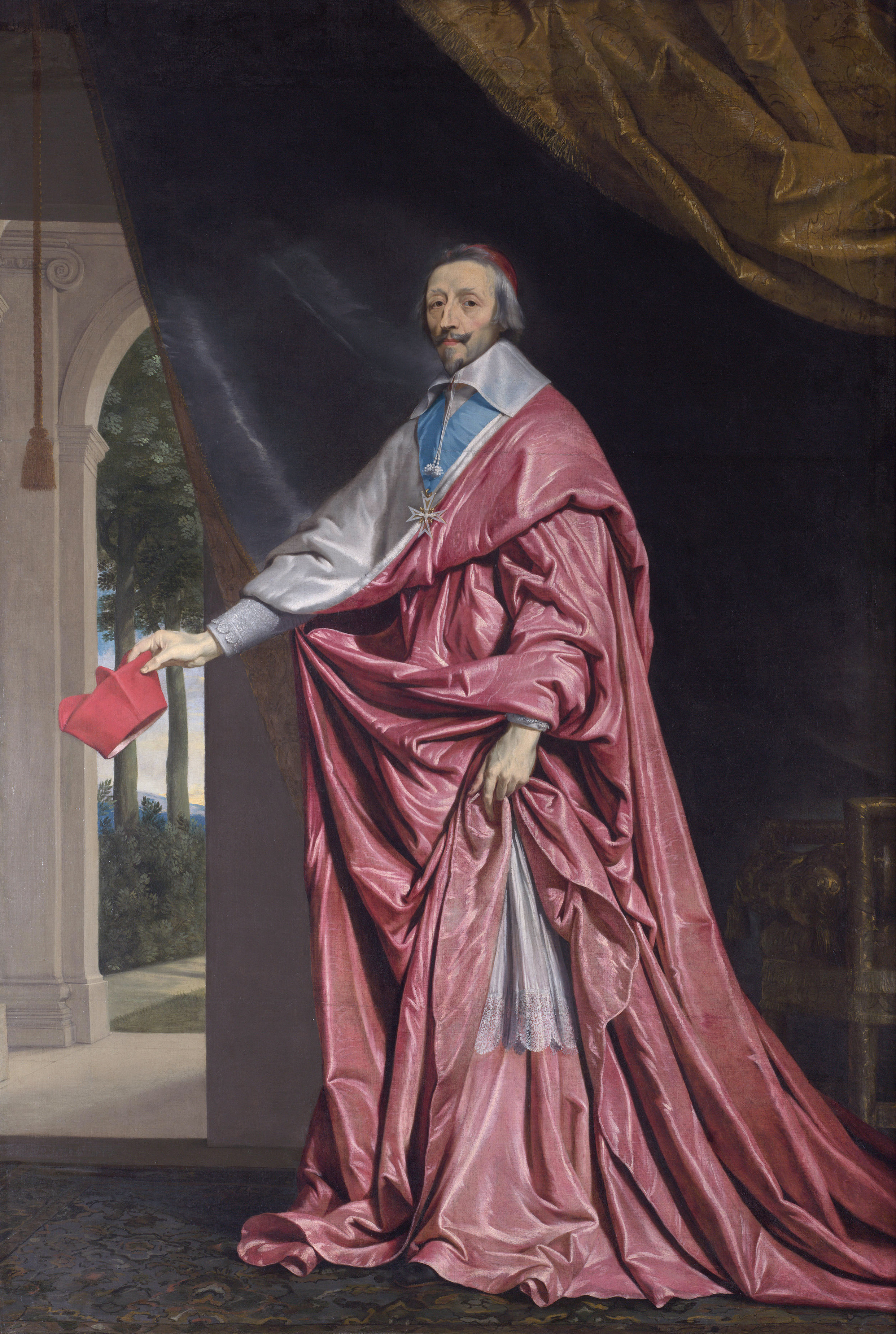
Le cardinal de Richelieu

### Années 1640

#### 1645

##### Naissances
- 21 septembre : Louis Jolliet (né près de Québec et mort entre le 4 mai et le 18 octobre 1700 sur la rive nord du fleuve Saint-Laurent) est un explorateur français.

#### Images de la décennie

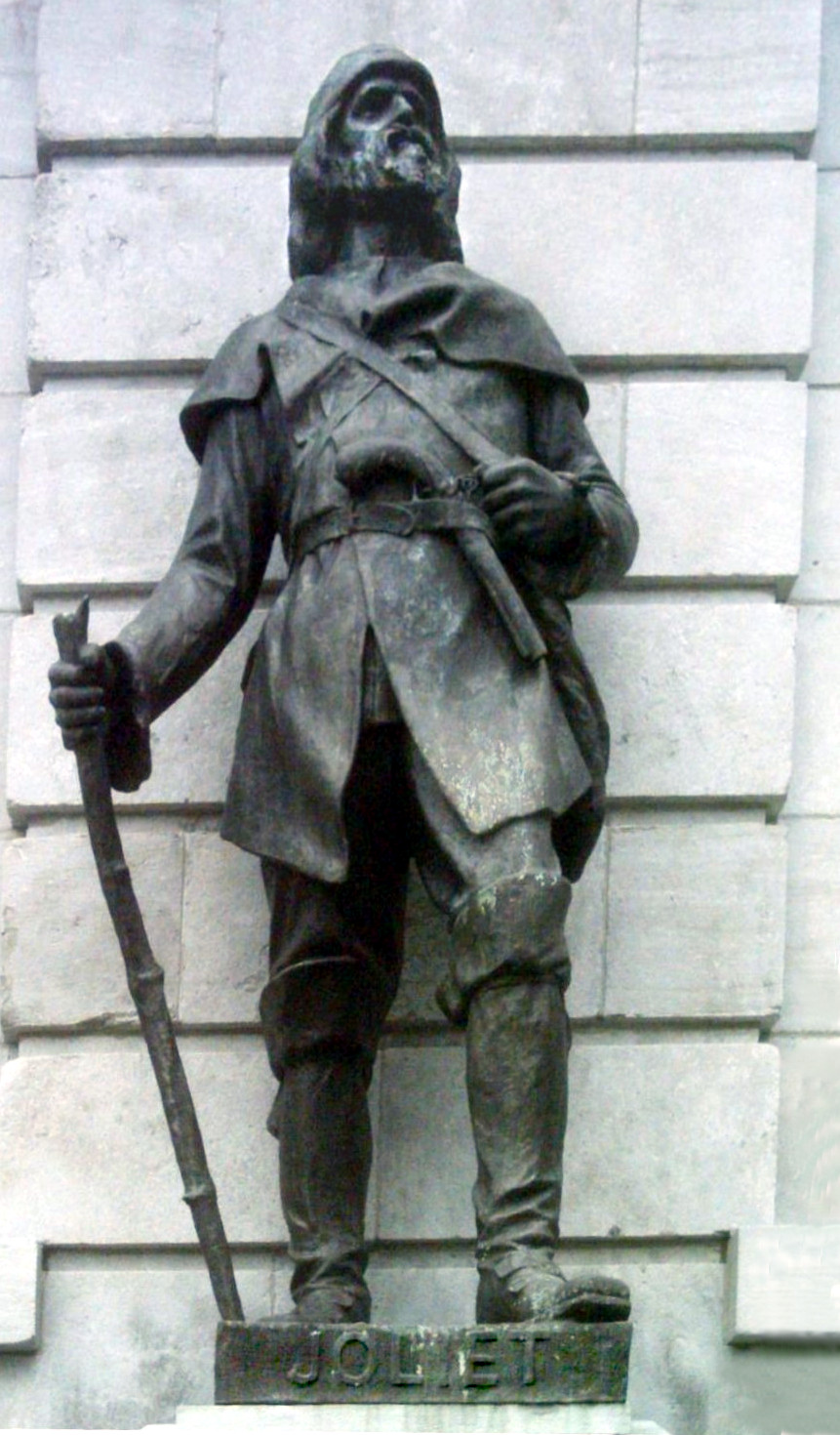
Statue de Louis Jolliet devant l'hôtel du Parlement du Québec

### Années 1660

#### 1663
- Avril : le Conseil souverain de la Nouvelle-France est une institution établie par Louis XIV[2]. La création de ce conseil signe la fin du contrat de la Compagnie de la Nouvelle-France, mise sur pied par le cardinal Armand de Richelieu, qui avait failli, selon les vue royales, à sa tâche d'établir une colonie de peuplement en Amérique. À l'époque, il y a 69 seigneuries tenues par 62 individus et sept institutions religieuses (les Jésuites, Sulpiciens et Ursulines, les Hospitalières de Québec et de Montréal, la Fabrique de la paroisse de Québec et les Amérindiens chrétiens de Sillery)[3].

#### 1665
- Louis Jolliet enseigne l'orgue à partir de 1665 au Séminaire de Québec [4]
- 23 mars : Jean Talon reçoit du roi la charge d'Intendant pour le Canada, l'Acadie et Terre-Neuve[5].
- 12 septembre :
  - Daniel de Rémy de Courcelles arrive au Canada, sans aucune expérience du terrain et des conditions climatiques extrêmes, cet officier fougueux lancera une campagne d'hiver contre les Indiens, initiative vouée naturellement à l'échec.
  - Jean Talon débarque à Québec[6].

#### 1666
- Talon réalise le premier recensement qui indique une population de 3 173 habitants d'origine européenne[7]
- Restauration du Conseil souverain[8]
- 2 juillet : Louis Jolliet soutient une thèse de philosophie en présence de monseigneur de Laval, du gouverneur Rémy de Courcelles et de l'intendant Jean Talon.
- 6 décembre : la première séance du Conseil souverain voit Talon à la troisième place en importance en son sein, après le gouverneur Courcelles et Monseigneur de Laval, ce dernier étant "Conseiller perpétuel".

#### 1667
- Louis Jolliet quitte le séminaire et, quelques semaines plus tard, s'embarque pour la France, où il séjourne surtout à Paris et à La Rochelle.
- affaire des Dames de la Sainte-Famille.
- Talon met en place un Livre terrier, ce qui lui permit de distribuer soixante fiefs non concédés et de créer de nouveaux établissements à proximité de Québec.
- Talon est l'auteur du Mémoire sur l'état présent du Canada.

#### 1668
- Louis Jolliet est de retour à Québec où il décide de devenir trafiquant après avoir acheté de la marchandise de traite au commerçant Charles Aubert de La Chesnaye.
- Restauration de la justice seigneuriale.

#### Images de la décennie

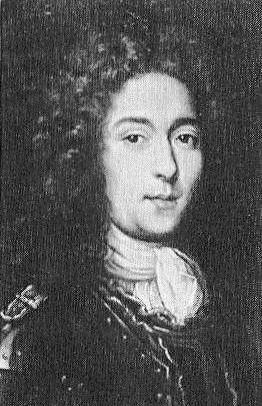
Daniel Remy de Courcelles
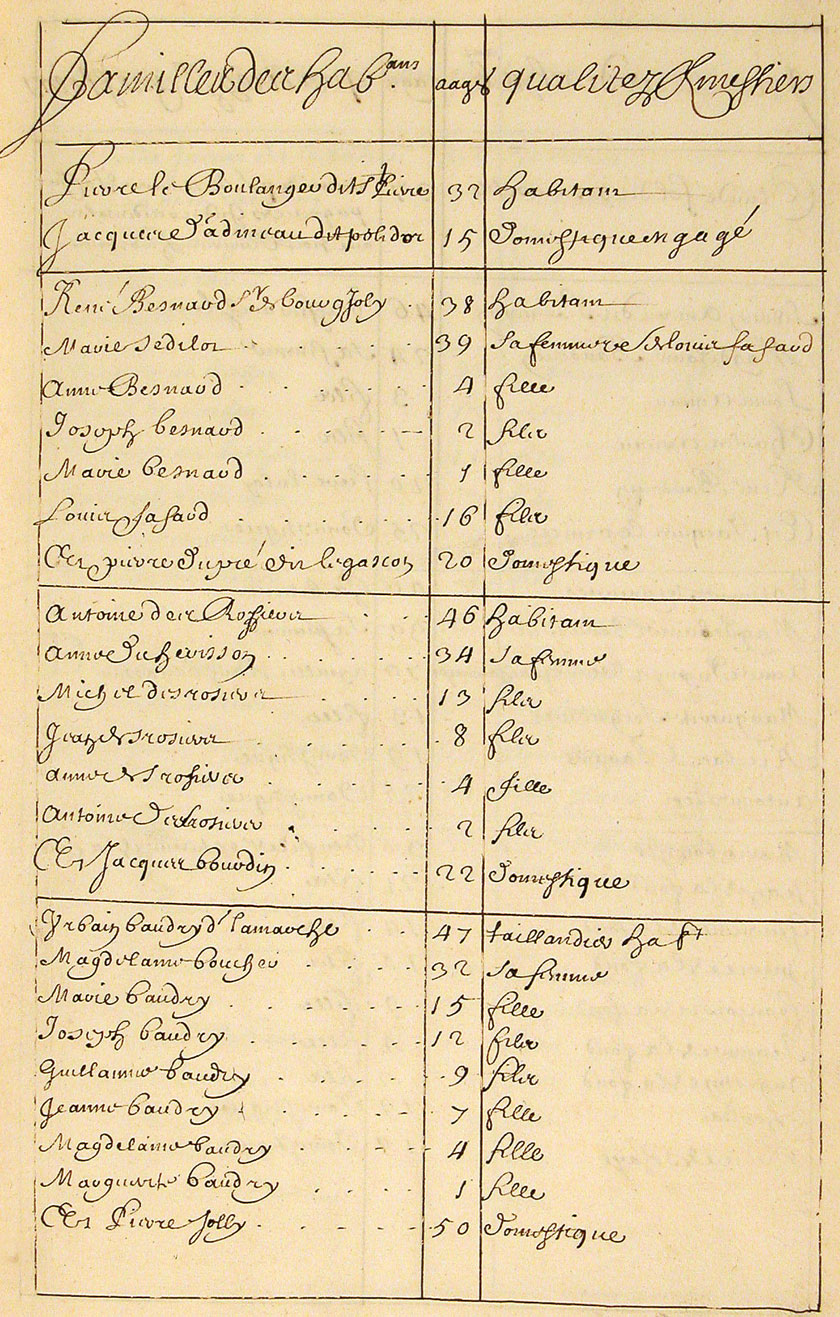
Document de recensement de la population du Québec par Jean Talon. Manuscrit.
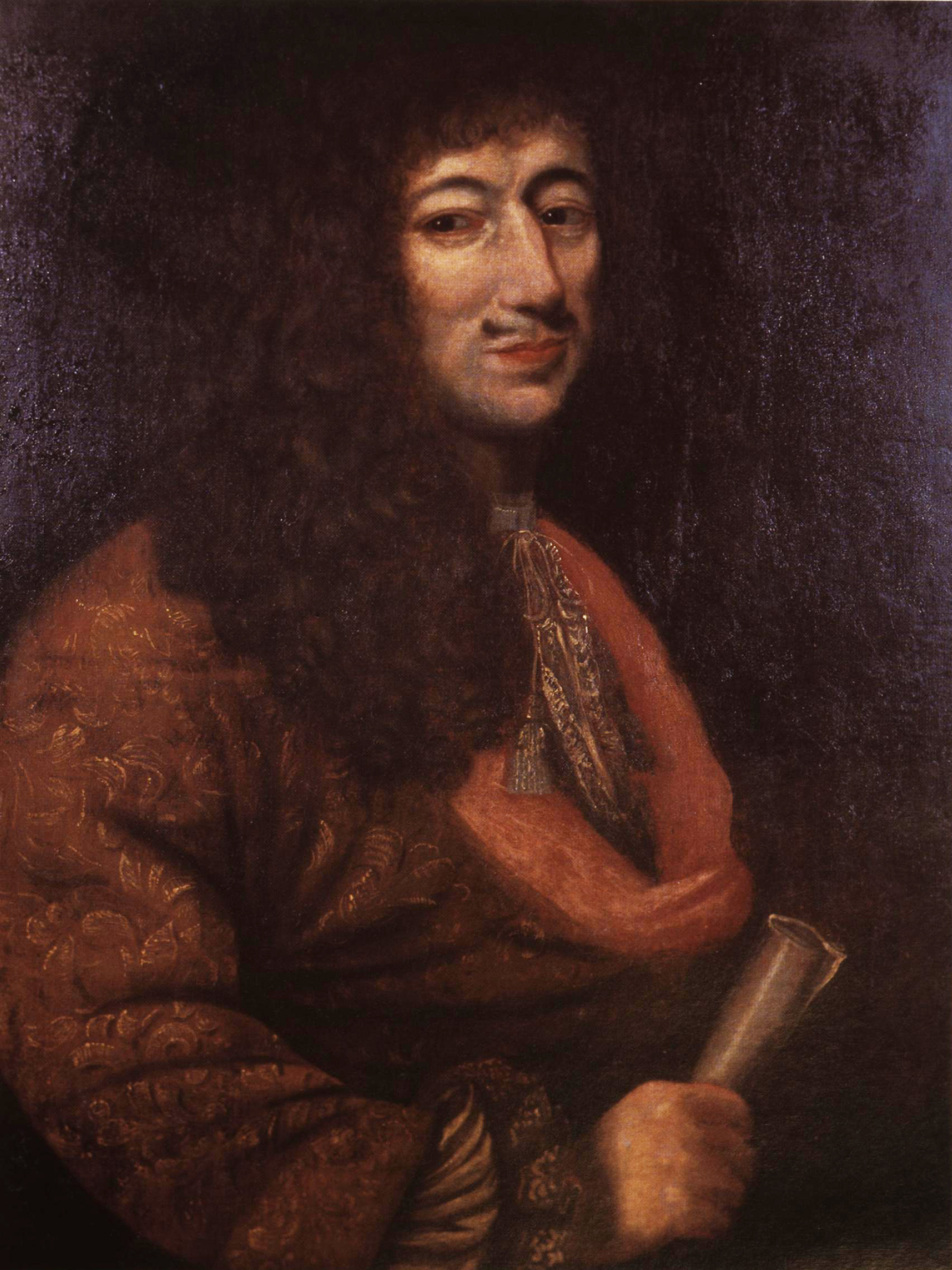
Portrait de Jean Talon
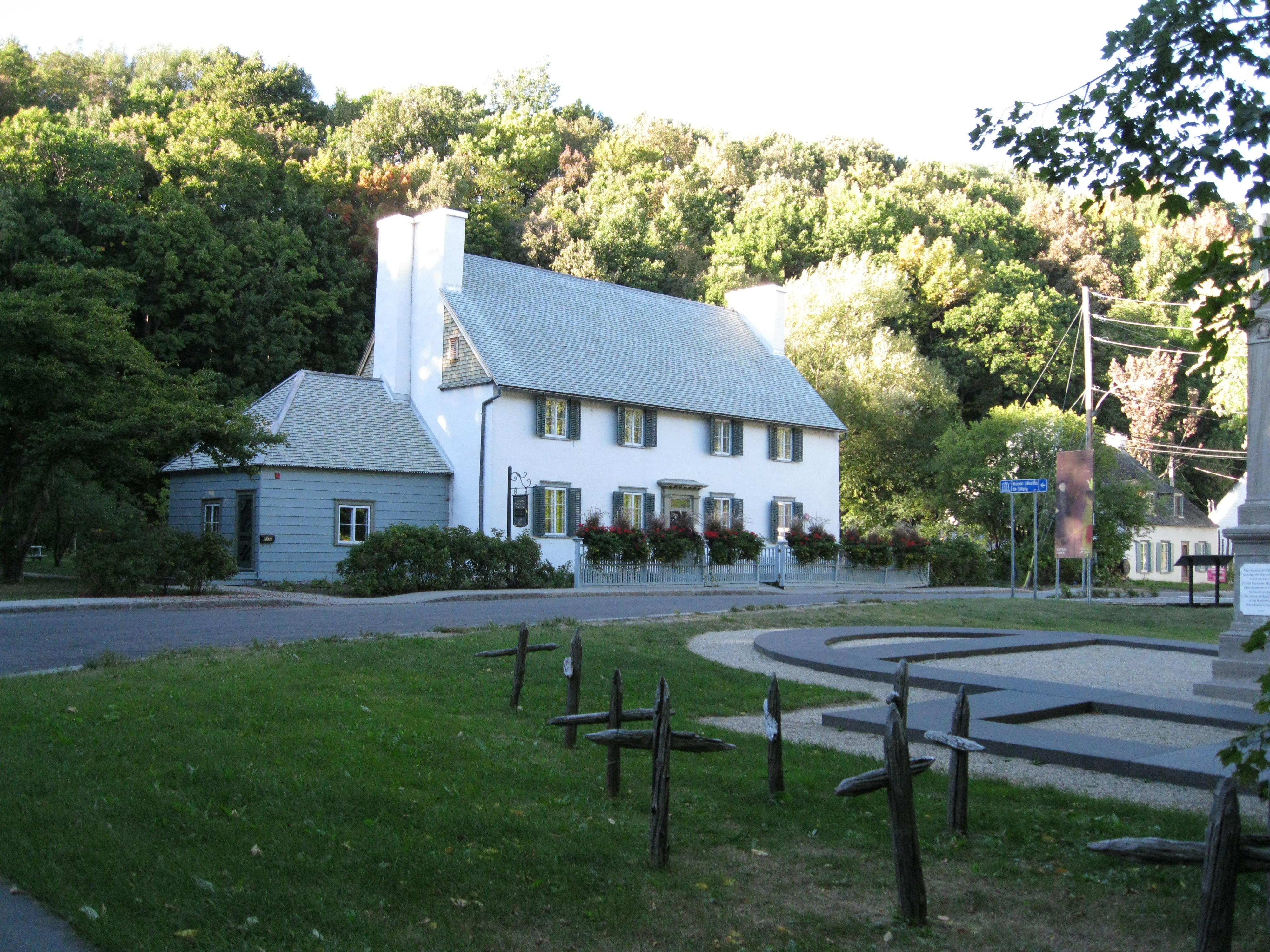
Maison des Jésuites de Sillery

### Années 1670

#### 1671
- Talon reçoit de Colbert une lettre datée du 11 février 1671 lui annonçant que ses terres constituaient désormais une baronnie et qu'il détenait le titre de baron des Islets.

#### 1672
- 8 décembre, Louis Jolliet est à Michillimakinac, à l'angle des lacs Huron, Supérieur et Michigan. Il remet au jésuite Jacques Marquette une lettre du père Claude Dablon lui ordonnant de se joindre à l'expédition montée pour explorer le fleuve Mississippi.

#### 1673
- le Français né en Nouvelle-France Louis Jolliet et le Français Jacques Marquette commencent l'exploration du fleuve Mississippi.
- septembre : Louis Jolliet et Jacques Marquette sont les premiers Blancs à traverser la rivière Chicago.
- 17 octobre : Louis Jolliet épouse Claire-Françoise Byssot, 19 ans, fille de François Byssot et de Marie Couillard. Il désire s'établir au pays des Illinois, mais Jean-Baptiste Colbert lui oppose son refus.

#### 1678
- Louis Jolliet reçoit une terre dans la région de Sept-Îles où il s'installe.

#### 1679
- Frontenac charge Louis Jolliet de se rendre à la baie d'Hudson afin de tenter de nouer des liens commerciaux avec les Indiens du nord et d'enquêter sur leurs contacts avec les Anglais qui y sont installés.

#### Images de la décennie

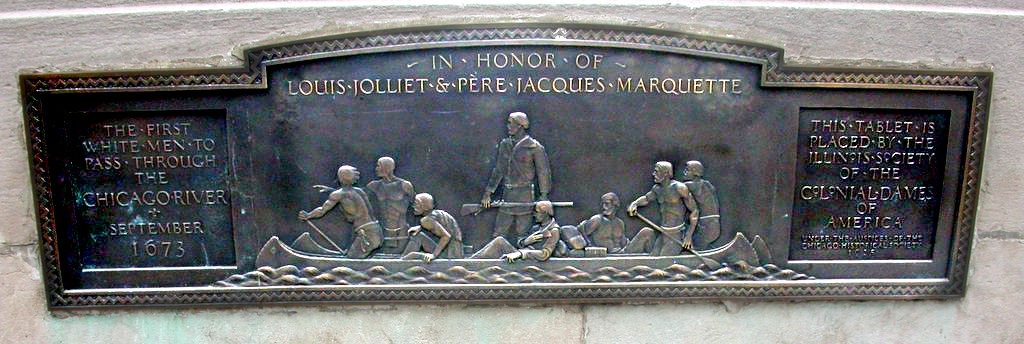
Plaque commémorative de la première traversée de la rivière Chicago par des blancs
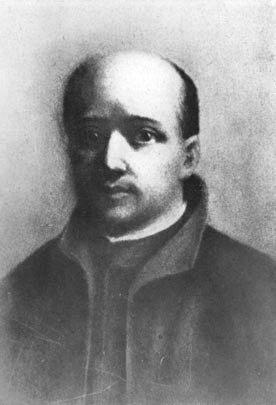
Le père Jacques Marquette
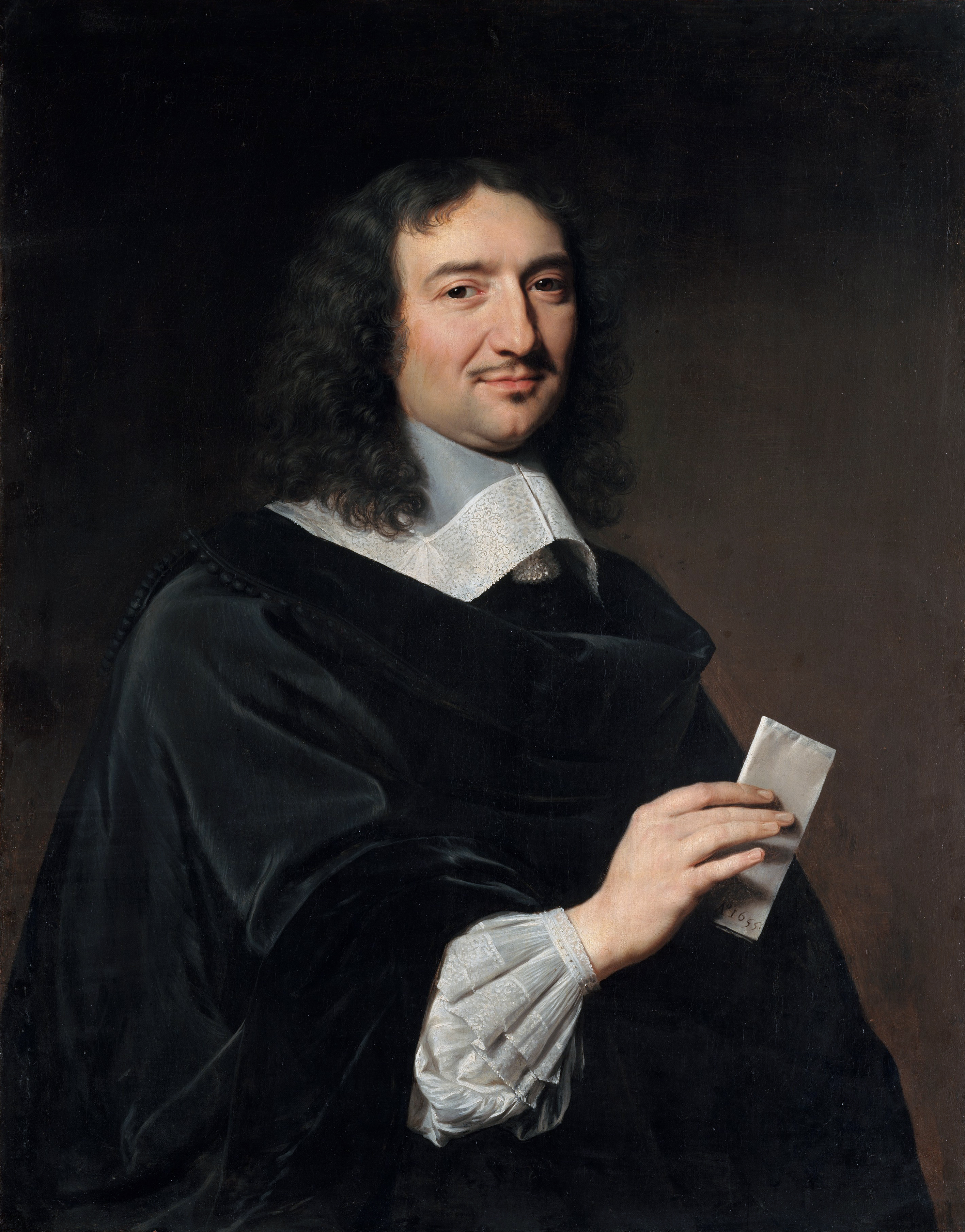
Jean-Baptiste Colbert

### Années 1680

#### 1682
- Cavelier de La Salle descend le Mississippi jusqu'à son embouchure. Le 9 avril prise de possession de la Louisiane au nom de Louis XIV

#### 1683
- La Salle fonde Saint-Louis des Illinois

#### 1684
- 24 juillet : La Salle quitte le port de La Rochelle avec le titre de gouverneur de la Louisiane et à la tête d’une expédition composée de quatre bateaux et près de 300 colons parmi lesquelles des soldats, des artisans, six missionnaires, huit commerçants, et plus d'une douzaine de femmes et d'enfants[9],[10]. Louis XIV lui a accordé le navire de guerre le Joly et une longue barque - sorte de corvette ou de petite frégate - La Belle. Pour transporter les colons, soldats et hommes d'équipage, sans compter le chargement, La Salle doit louer deux autres navires : la frégate L'Aimable et le ketch Le Saint François.

#### 1685
- fondation du Fort Saint-Louis au Texas, fondé par l'explorateur français René Robert Cavelier de La Salle et les membres de son expédition, parmi lesquels le missionnaire jésuite Zénobie Membre, sur les berges de la Garcitas Creek, à quelques kilomètres à l'intérieur des terres depuis l'embouchure du fleuve Lavaca. La Salle avait l'intention de créer la colonie à l'embouchure du Mississippi, mais des cartes imprécises et des erreurs de navigation conduisirent ses navires à plus de six cents kilomètres à l'ouest, sur les côtes du Texas.

#### 1687

##### Décès
- 19 mars : René Robert Cavelier de La Salle, né à Rouen (de nos jours dans la Seine-Maritime) le 22 novembre 1643 et mort dans le sud de la colonie française de Louisiane, dans l’État américain actuel du Texas.

#### Images de la décennie

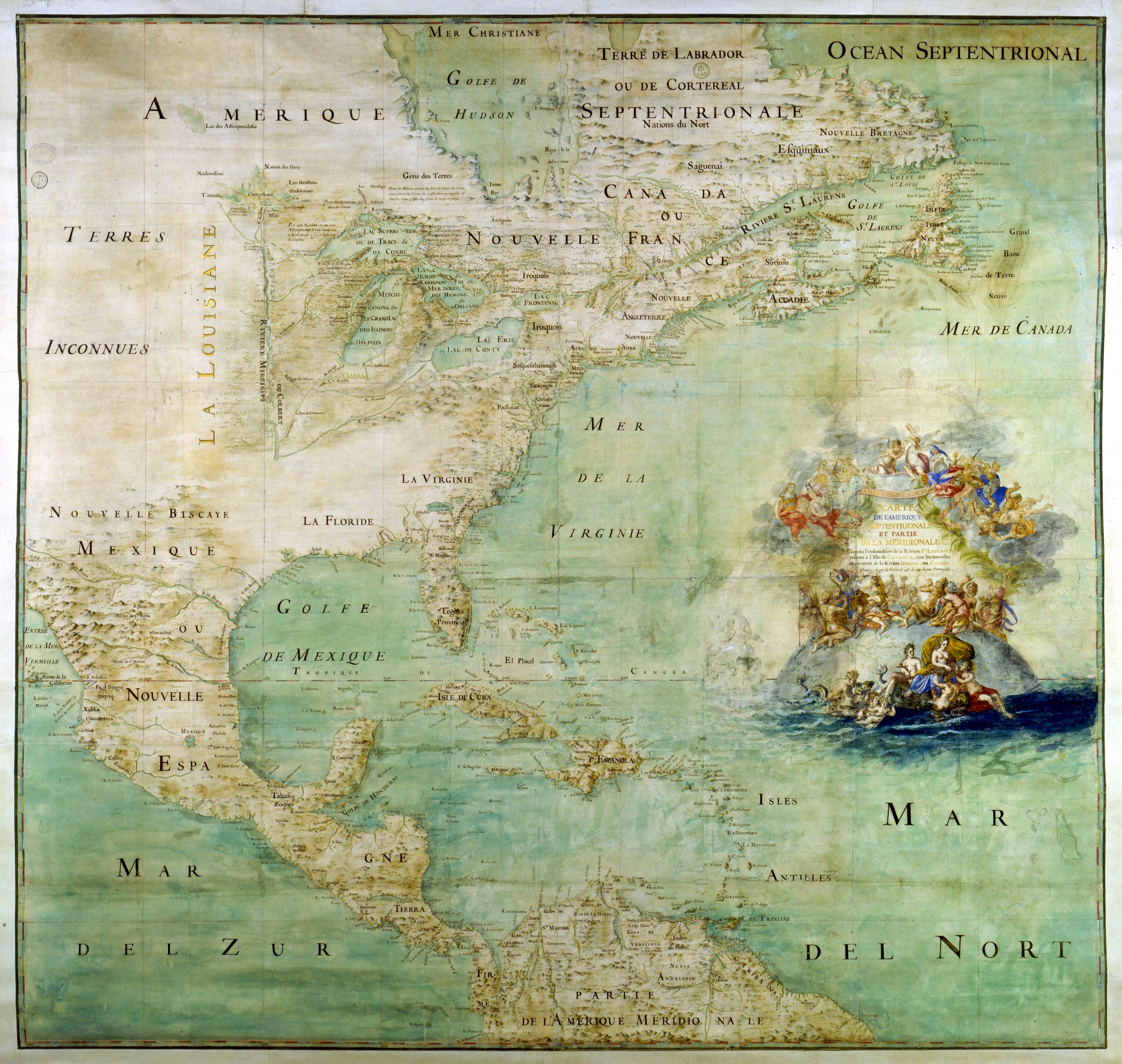
Carte française de 1681, attribuée à l'abbé Claude Bernou, représentant l'Amérique du Nord.
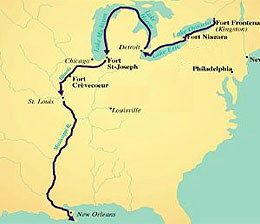
Voyage du Fort Frontenac à l'embouchure du Mississippi
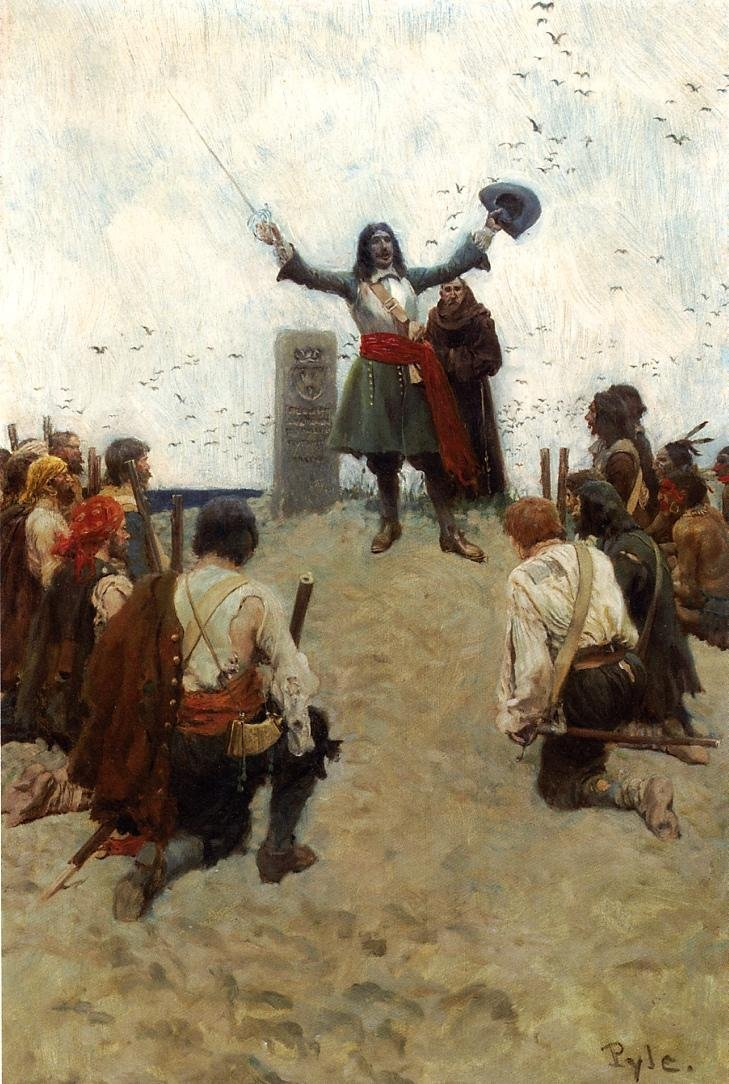
Cavelier de La Salle prend possession de la Louisiane au bord du Mississippi.
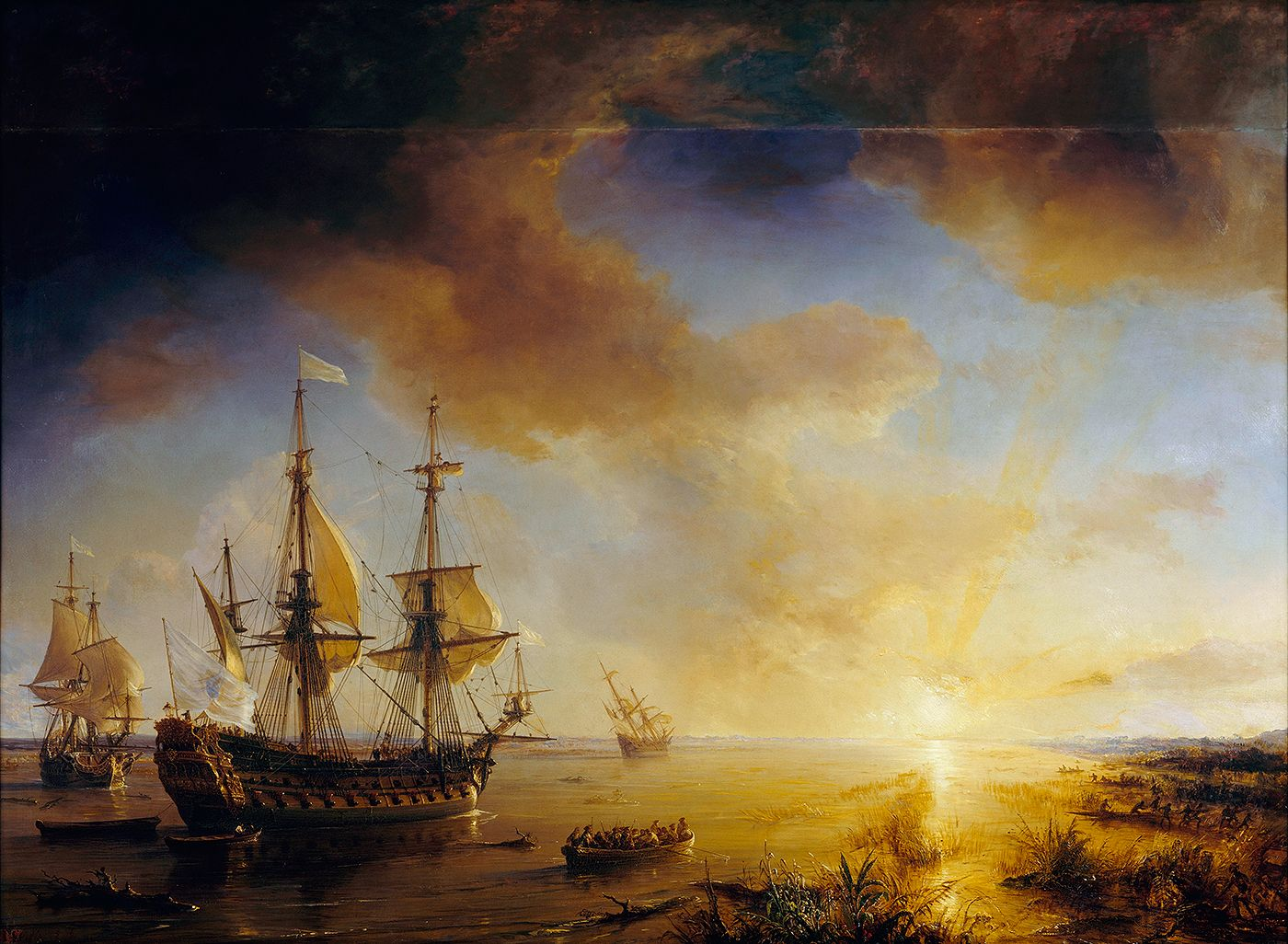
Expédition de Robert Cavelier de La Salle à la Louisiane en 1684, peint en 1844 par Théodore Gudin. La Belle est sur la gauche, Le Joly au centre et L'Aimable[11] est échoué à droite
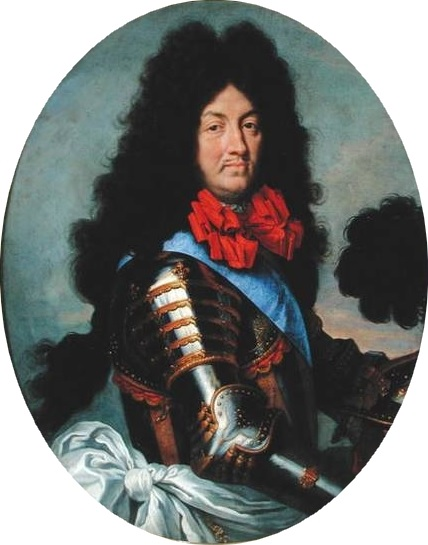
Louis XIV en 1684
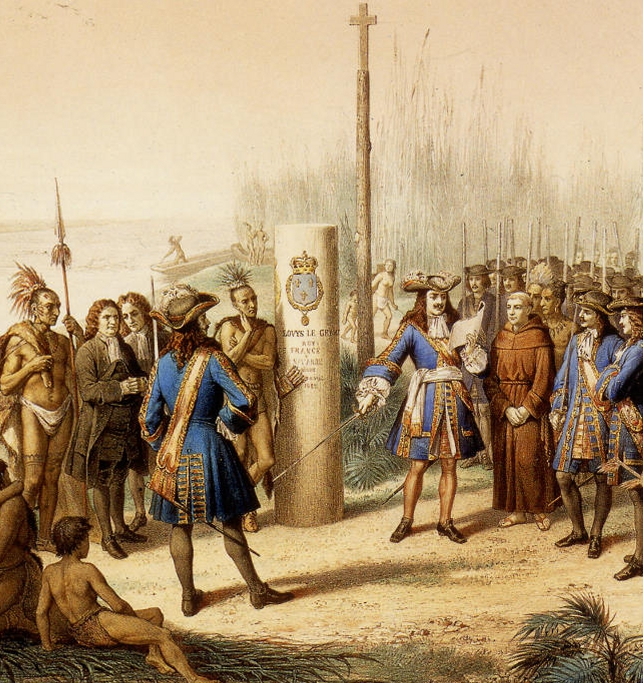
Prise possession de la Louisiane par de la Salle au nom du royaume de France
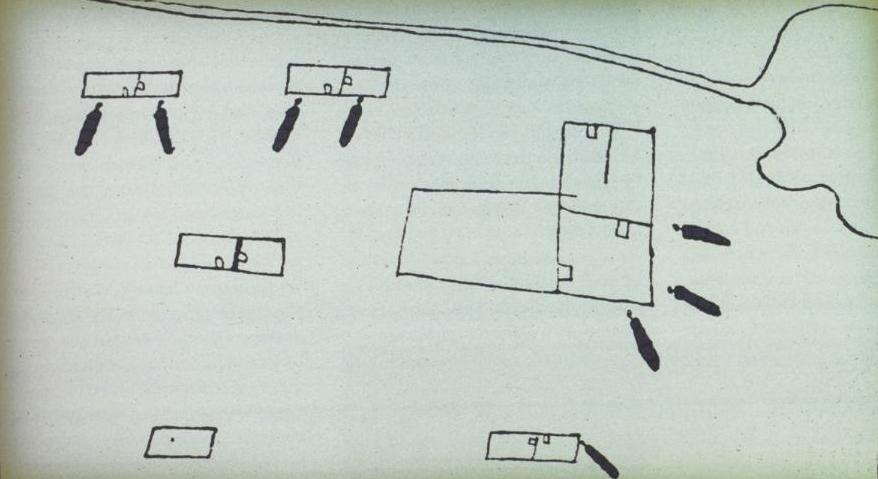
Plan du fort Saint Louis dessiné par un membre de l'expédition espagnole qui le découvrit en 1689. On y remarque la rivière, les bâtiments et l'emplacement des canons.

### Années 1690

#### 1694
- Louis Jolliet explore la côte du Labrador qu'il décrit et cartographie. Son document, conservé, contient seize croquis cartographiques dont une première description du littoral entre le cap Charles et Zoar.

#### 1697
- Pierre LeMoyne d'Iberville est choisi par le ministre français de la Marine comme chef d’une expédition d’exploration afin de redécouvrir l'embouchure du fleuve Mississippi et de coloniser la Louisiane que les Britanniques convoitaient.

#### 1699
- Pierre Le Moyne d'Iberville reconnaît la côte de la Louisiane

#### Images de la décennie

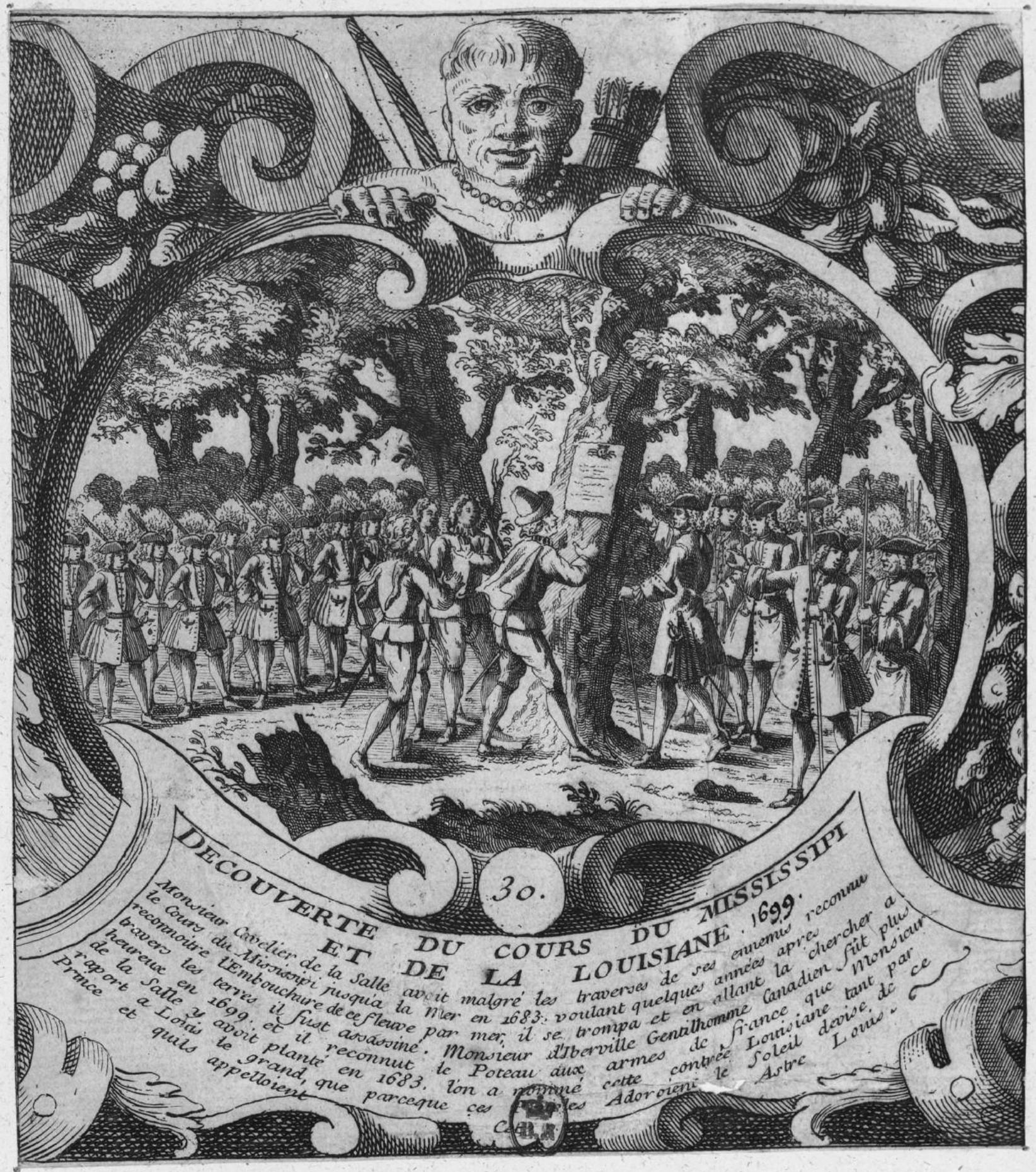
Estampe de 1699 rappelant l'exploration du Mississippi et la fondation de la Louisiane par Cavelier de la Salle et d'Iberville.
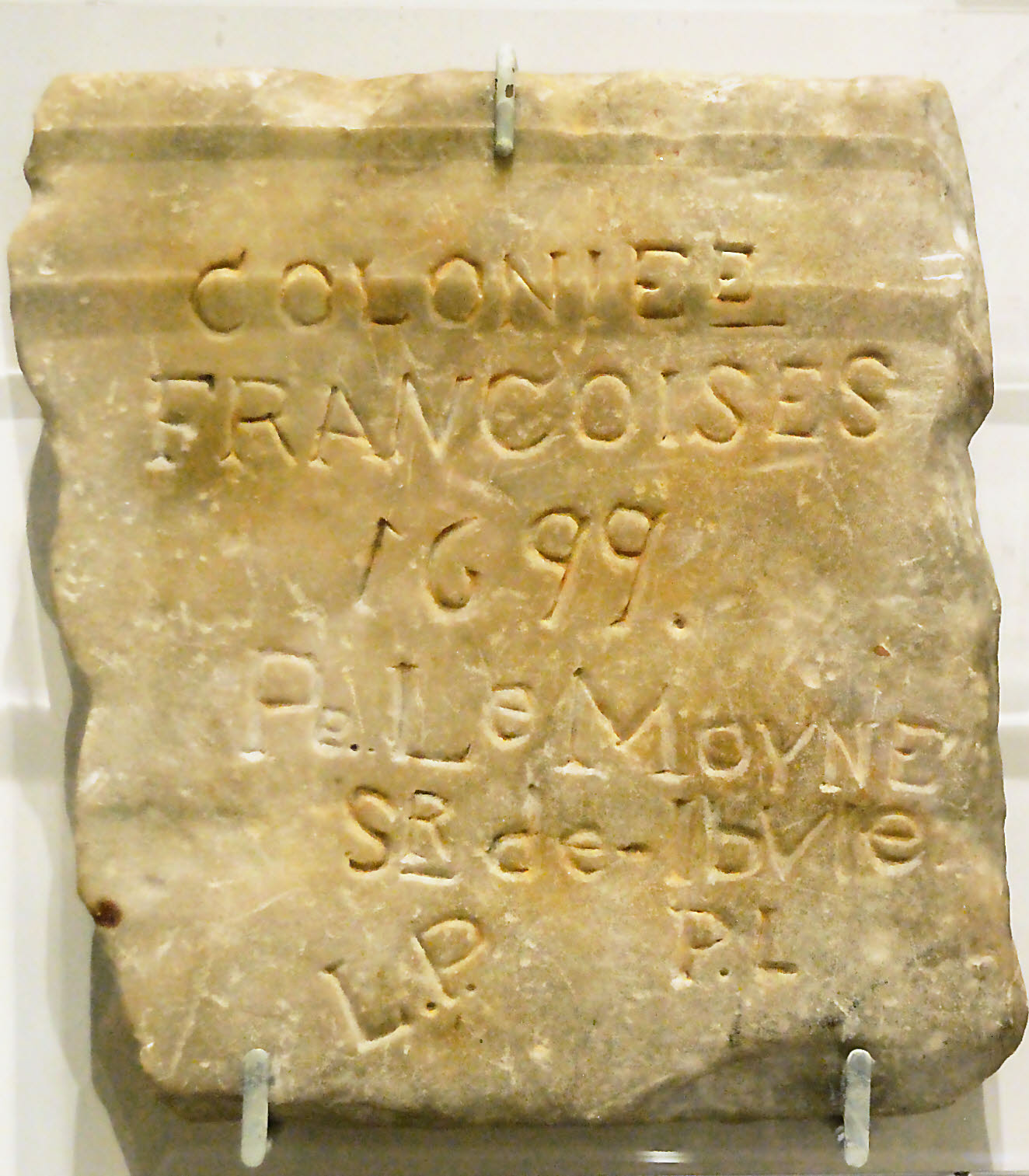
Plaque que Pierre Le Moyne, Sieur d'Iberville plaça pour marquer le premier établissement permanent de la Louisiane à Biloxi
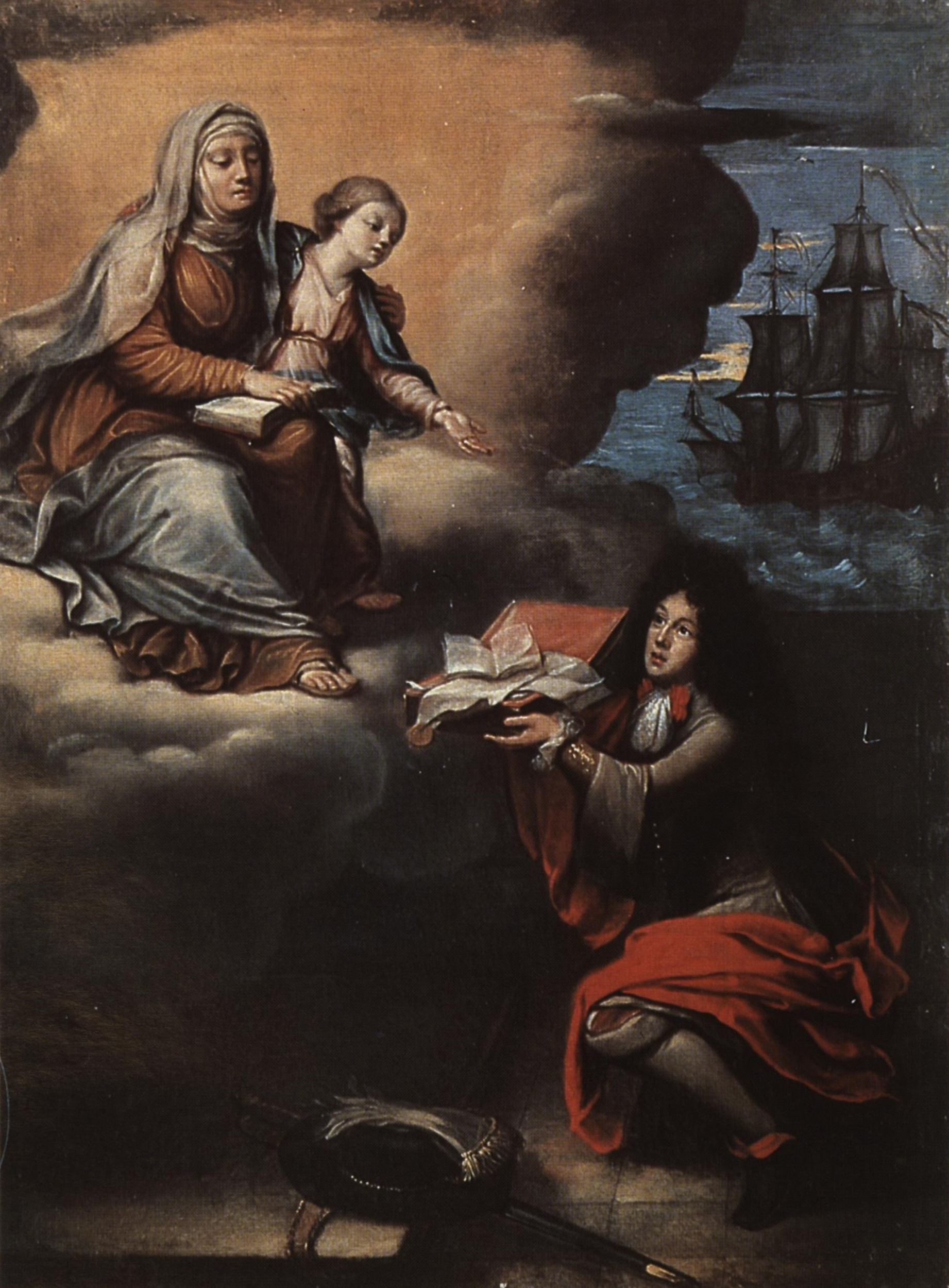
Ex-voto dit de Pierre Le Moyne d'Iberville

### Années 1700

#### 1700

##### Décès
- entre le 4 mai et le 18 octobre 1700 : Louis Jolliet (né le 21 septembre 1645 près de Québec) décédé sur la rive nord du fleuve Saint-Laurent est un explorateur français.

#### 1701
- Cadillac fonde Détroit

#### 1702
- L'établissement français de La Mobile, alors connue sous le nom de Fort Louis de la Louisiane, commence en cette année, près de la rivière Mobile, comme première capitale de la colonie française de la Louisiane. Elle est fondée par les frères canadiens Pierre Le Moyne et Jean-Baptiste Le Moyne de Bienville, qui établissent une administration coloniale en Louisiane.

#### 1703
- 16 juin : le nombre de membres du Conseil souverain de la Nouvelle-France est révisé et passe à 12. À partir de cette date, le roi de France ne désigne plus l'institution que sous le nom de Conseil supérieur. L'usage des expressions Conseil supérieur de la Nouvelle-France, Conseil supérieur de Québec ou simplement Conseil de Québec est fréquent. Conseil souverain du Canada est aussi parfois employé.

#### 1707
- le roi de France, Louis XIV nomme le capitaine des troupes de Marine, Nicolas Daneau de Muy gouverneur de la Louisiane française en remplacement de Jean-Baptiste Le Moyne de Bienville.Il reçoit la croix de Saint-Louis. Alors qu'il est en route pour le Fort Louis de la Mobile (colonie de la Mobile, capitale de la Louisiane française avant la Nouvelle-Orléans), il décède en mer le 22 ou 25 janvier au large de La Havane (île de Cuba). Il ne pourra donc pas prendre son poste de gouverneur et Jean-Baptiste Le Moyne de Bienville reprendra le titre de gouverneur de la Louisiane française.

#### 1708
- 6 mai : décès de saint François de Montmorency-Laval ou Monseigneur de Laval, né le 30 avril 1623 à Montigny-sur-Avre (France) et mort à Québec (Nouvelle-France), est le premier évêque de Québec et le fondateur du Séminaire de Québec. Il a été déclaré Saint par le pape François le 3 avril 2014, lequel a utilisé le rare processus de canonisation équipollente[12]

#### Images de la décennie

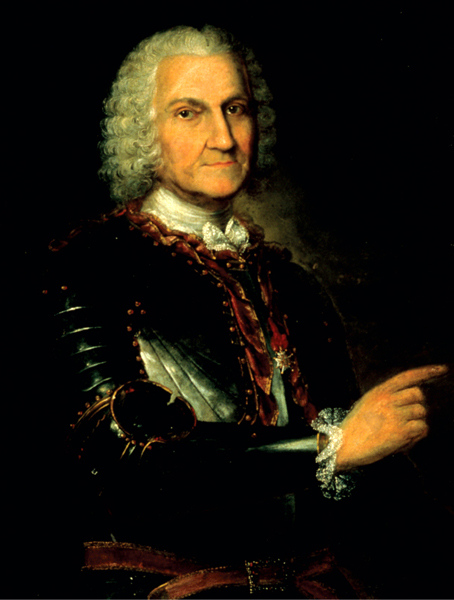
Jean-Baptiste Le Moyne, Sieur de Bienville, Gouverneur de Louisiane

### Années 1710

#### 1710
- La Mobile devient la capitale de la Louisiane

#### 1712
- début du monopole d'Antoine Crozat. Louis XIV lui accorde le privilège du commerce de la Louisiane française, où vivaient des « gens de couleur » ayant fui Saint-Domingue, des boucaniers et des trappeurs. Premier propriétaire privé et directeur de la colonie de 1712 à 1717, il y est actionnaire à hauteur de 0,6 à 0,7 million de livres[13]

#### 1713
- début de la traite des Noirs en Louisiane.

#### 1717
- 23 août : début du monopole de la Compagnie d'Occident. La Louisiane est récupérée par le banquier écossais John Law, qui obtient la rétrocession des privilèges de la Compagnie de la Louisiane et de la ferme du tabac pour créer le système de Law, destiné à convertir l'énorme dette du royaume en actions de la Compagnie d'Occident qui devient bientôt la Compagnie du Mississippi, au capital de 100 millions de livres, réparti en 200 000 actions payables en emprunts d'État. Law rachète aussi de force la ferme des impôts indirects aux frères Pâris. Le Système de Law et ses spéculations se déroulent rue Quincampoix à Paris.

#### 1718
- Jean-Baptiste Le Moyne de Bienville commande une expédition française en Louisiane. Il fonde auprès du fleuve Mississippi la ville de La Nouvelle-Orléans, ainsi nommée en hommage au régent, le duc d’Orléans.
  - Les plans de La Nouvelle-Orléans furent dessinés par Adrien de Pauger [14] et Le Blond de la Tour sur le modèle traditionnel des villes nouvelles, c'est-à-dire un damier symétrique, dont la taille maximale devait être de 88 hectares divisés en 66 îlots[15]

#### 1719
- Guerre franco-espagnole de 1719. Les Français prennent la ville espagnole de Pensacola.

#### Images de la décennie

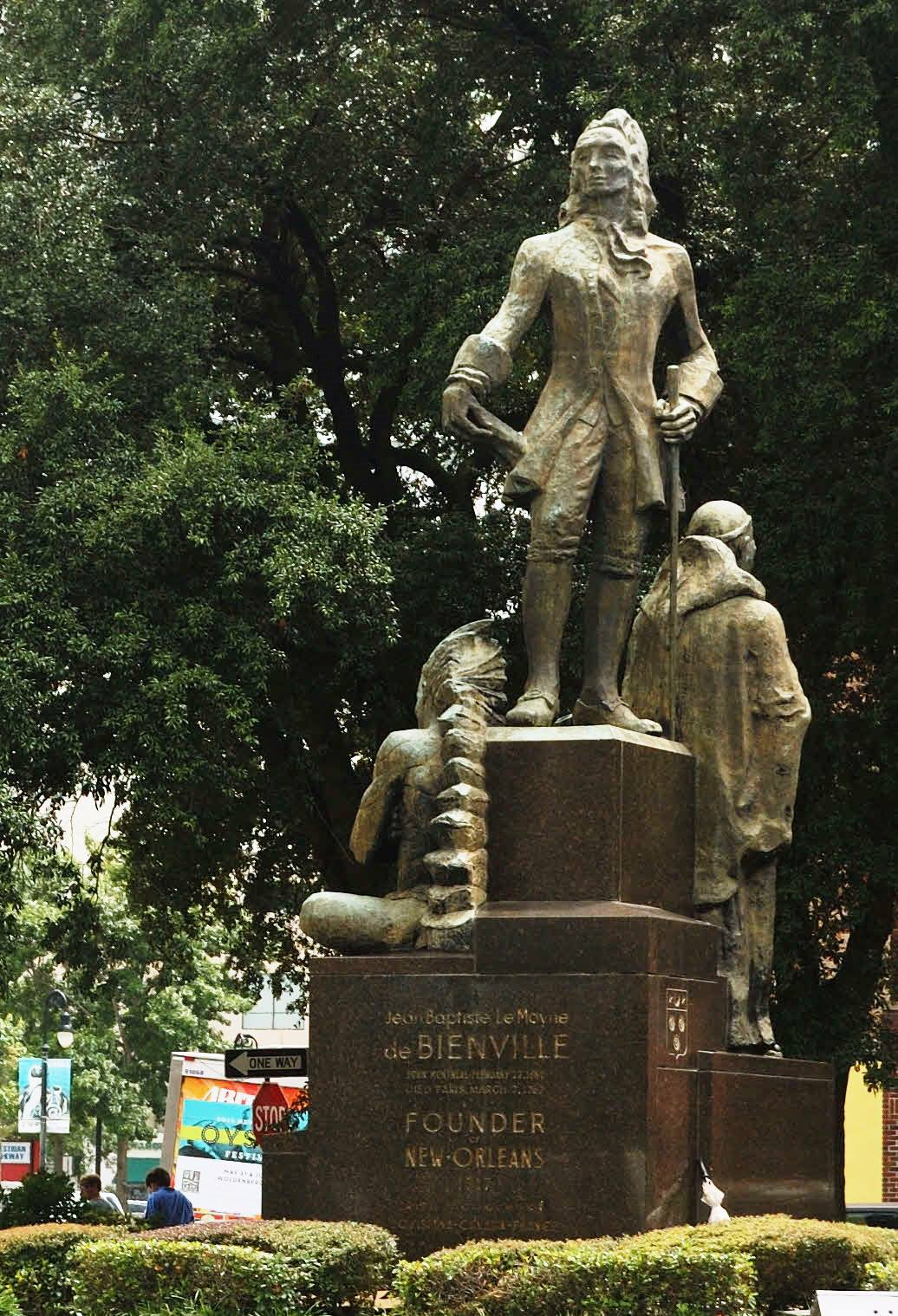
Monument à la mémoire de Jean-Baptiste Le Moyne de Bienville, Nouvelle-Orléans, Louisiane

### Années 1720

#### 1721
- effondrement de la Compagnie d'Occident qui devient une régie royale.

#### 1722
- Un ouragan cause d'énormes dommages à La Nouvelle-Orléans[16]. Le manque de main d'œuvre, les épidémies et les moustiques ralentirent également les travaux.

#### 1723
- La Nouvelle-Orléans devient officiellement la capitale de la Louisiane française

1726
Étienne de Perier devient gouverneur de la Louisiane.

#### Images de la décennie

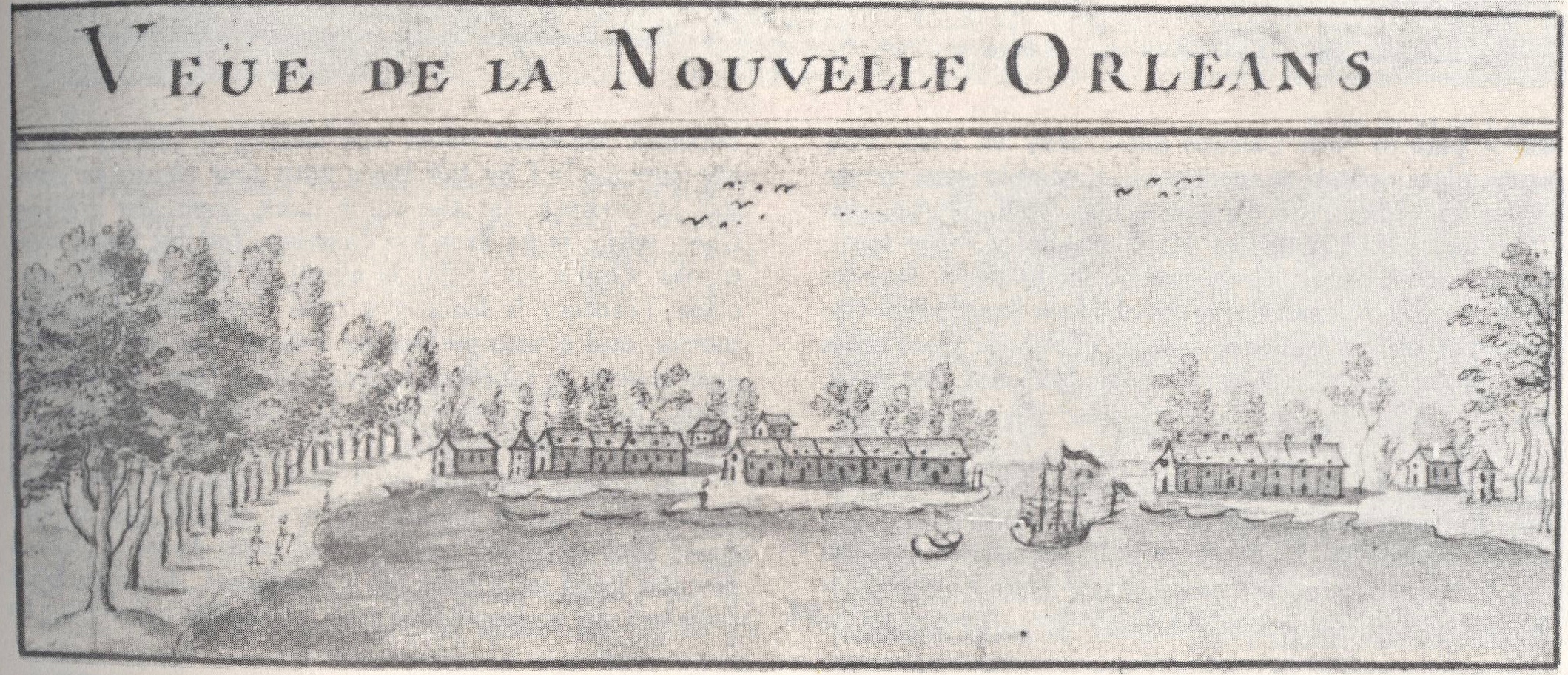
Vue de La Nouvelle-Orléans en 1720.
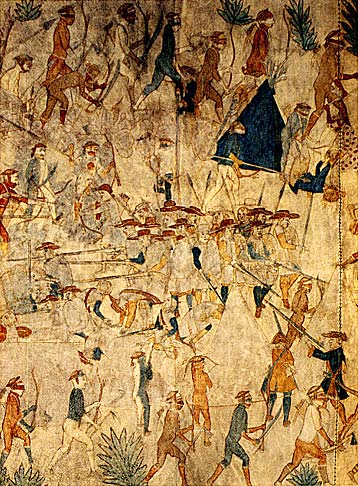
Combat entre les troupes espagnoles et les forces franco-pawnees, lors de l'Expédition Villasur, en 1720.
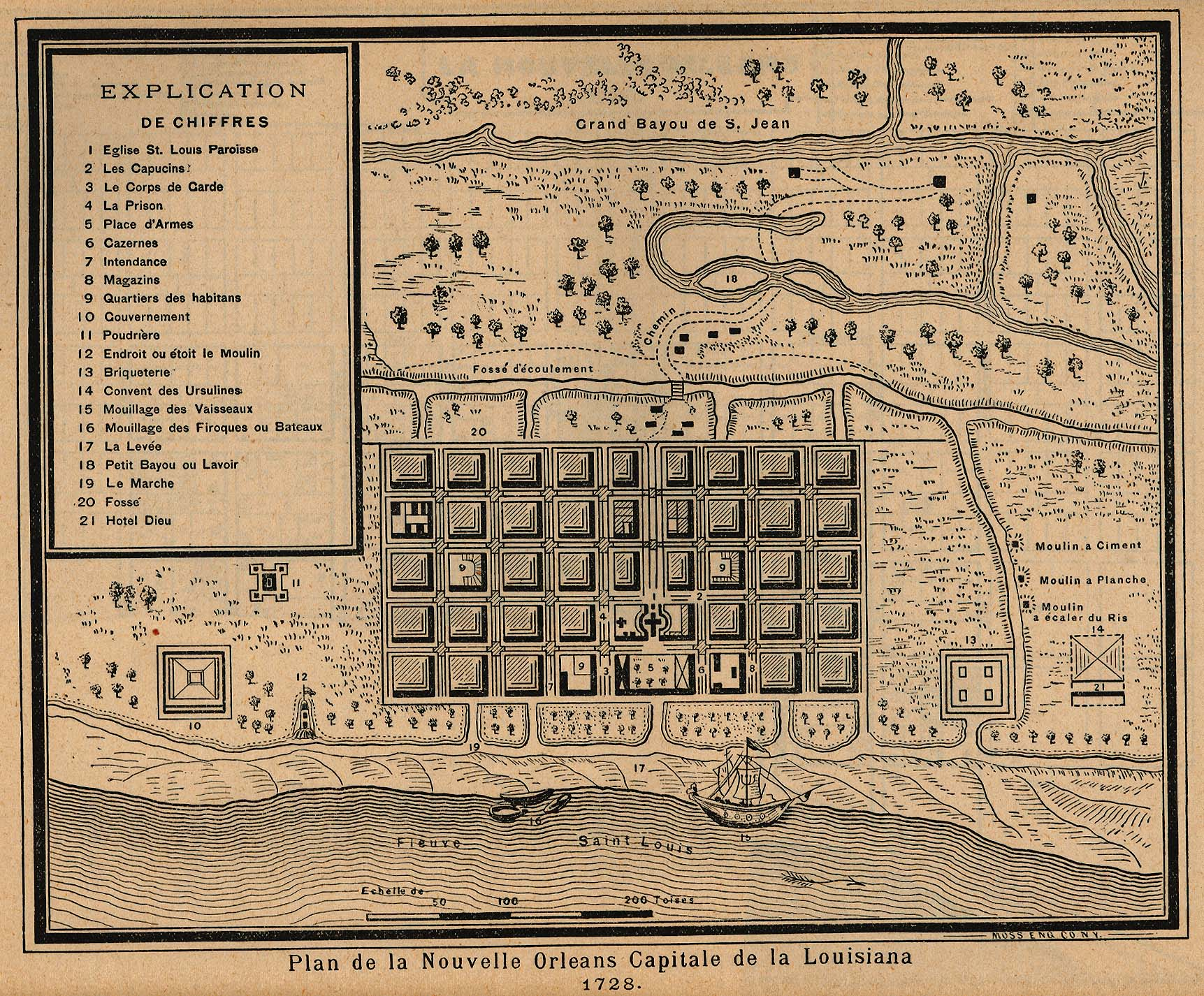
La Nouvelle-Orléans en 1728.

### Années 1730

#### 1730
- destruction des Natchez par les Français (Révolte des Natchez)

#### 1731
- rétrocession de la Louisiane à la Couronne.

#### 1732
Dans un des actes de vengeance contre les Français qui ont commis le massacre de Natchez en 1730, le fort des Natchitoches est assiégé pendant vingt-deux jours par une bande de guerriers Natchez survivants. Son commandant Louis Juchereau de Saint-Denis ne répond pas à leur attaque. Exaspérés, les Natchez brûlent vive une femme française capturée juste à l'extérieur du fort. Saint-Denis est tant choqué par cet acte qu'il opère une sortie avec 140 hommes dont 40 soldats blancs et 100 Amérindiens alliés. La bataille de la Colline Sang pour Sang s'engage : 92 guerriers et 4 de leurs chefs sont tués. Les survivants sont poursuivis jusqu'au bord d'un lac aujourd'hui à sec, à Derry près de Clouterville. Ils sont alors exterminés par les Français.

#### 1733
- Jean-Baptiste Le Moyne de Bienville remplace Étienne de Perier en tant que gouverneur de la Louisiane, La Nouvelle-Orléans a déjà la réputation d'une ville libre et joyeuse, avec ses fêtes, ses bonnes tables et ses danses. Durant la période qui suit, le français de France demeura la langue officielle de la colonie : c'était la seule langue des Blancs, mais les Noirs parlaient le créole (à base de français) et les amérindiens, leurs langues ancestrales.

#### 1736
- échec de la première expédition de Jean Baptiste Le Moyne de Bienville contre les Chicassa alliés aux Anglais .

### Années 1740

#### 1744
- début de la guerre de Succession d'Autriche

### Années 1750

#### 1756
- début de la guerre de Sept Ans

### Années 1760

#### 1760
- 28 avril :
  - dernière réunion du Conseil souverain de la Nouvelle-France,
  - Bataille de Sainte-Foy, bataille remportée par les franco-canadiens (aujourd'hui appelés Québécois) contre les troupes britanniques dans les environs de la ville de Québec le 28 avril 1760 dans le cadre de la Guerre de Sept Ans. À l'issue cette victoire, les franco-canadiens tentèrent de reprendre Québec des mains de l'occupant britannique mais échouaient dans cette entreprise en raison de l'arrivée de renforts au profit de ce dernier.

#### 1762
- Traité de Fontainebleau, un an avant la signature du traité de Paris, la France cède la Louisiane à l'Espagne pour ne pas avoir à la céder à la Grande-Bretagne.

#### 1763
- Traité de Paris, la France perd le Canada et l'est de la Louisiane au profit de l'Angleterre

#### 1764
- Fondation de Saint Louis (Missouri)

#### 1765
- En février, Jean-Jacques Blaise d'Abbadie, né en 1726, décède à La Nouvelle-Orléans.

#### 1766
- Antonio de Ulloa, premier gouverneur espagnol, arrive dans la colonie.

#### 1768
- Antonio de Ulloa est renversé par les colons français et canadiens mécontents et ils déclarent leur indépendance. (Rébellion de La Nouvelle-Orléans).

#### 1769
- le général O'Reilly reprend le pouvoir dans la colonie au nom de l'Espagne.
- Luis de Unzaga y Amézaga arrivé en Louisiane comme colonel du régiment de la Havane, reçoit la mission de former un régiment composé de citoyens de la colonie, appelé le régiment de la Louisiane. Il fut nommé officiellement gouverneur le 1er décembre 1769 de la Louisiane pour un mandat devant se terminer le 1er janvier 1777.

#### Images de la décennie

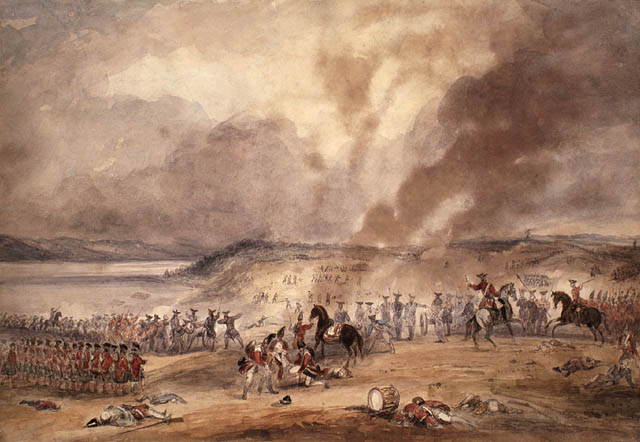
La bataille de Sainte-Foy par George B. Campion
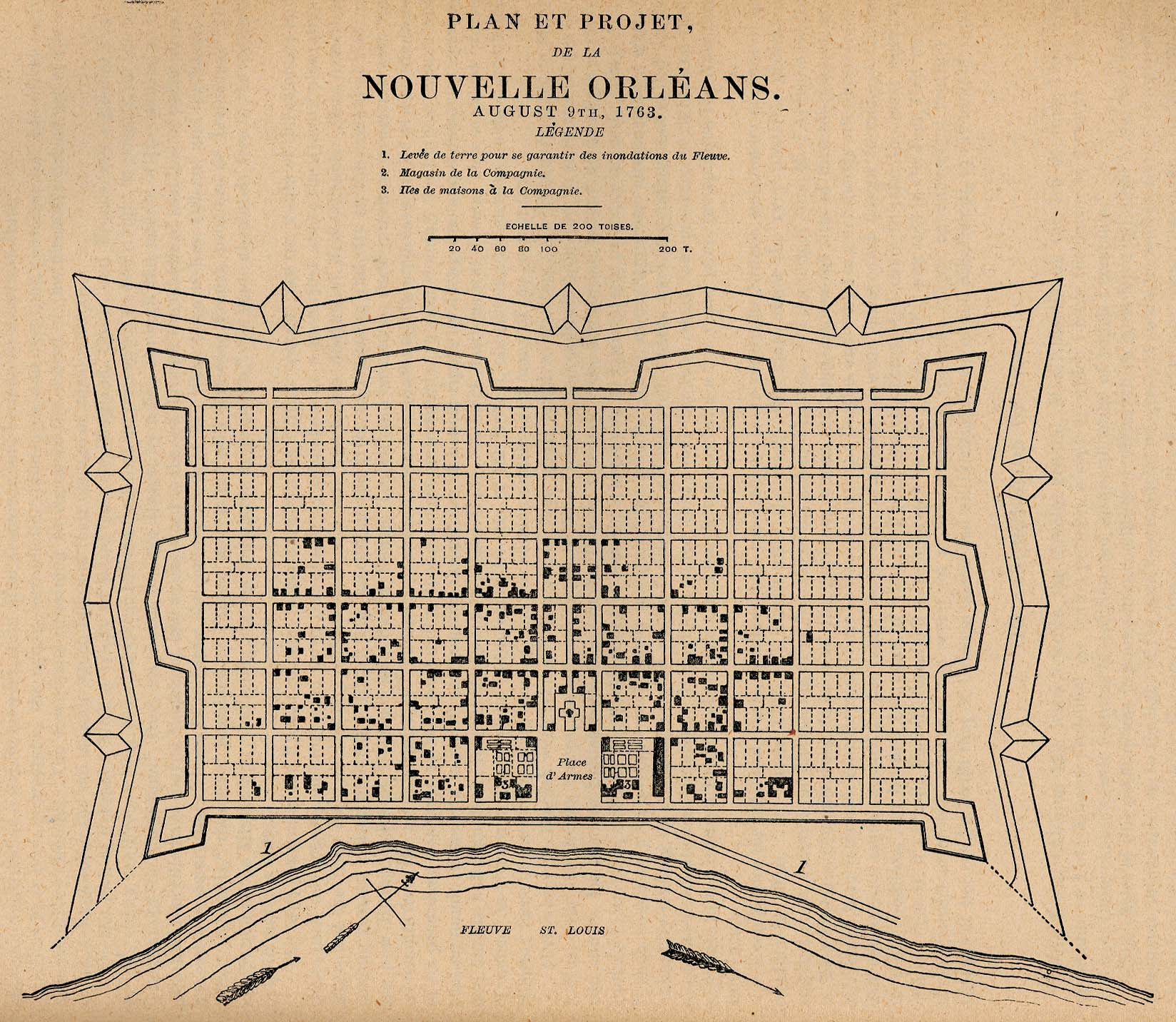
Plan de La Nouvelle-Orléans en 1763.

### Années 1770

#### 1778
- l'Espagne entre en guerre aux côtés de la France contre la Grande-Bretagne dans le cadre de la révolution américaine

#### 1779
- fondation de Chicago par Jean Baptiste Pointe du Sable

### Années 1780

#### 1785
- La population de La Nouvelle-Orléans se limite à 4 985 habitants, avec un total de 32 000 habitants pour toute la Louisiane, alors espagnole et englobant la partie occidentale de la Floride, en particulier le secteur de Biloxi[17].

#### 1788
- 21 mars : Un incendie détruisit 856 immeubles de La Nouvelle-Orléans et un autre 212 en décembre 1794. En conséquence, un règlement d'urbanisme imposa la brique en remplacement du bois pour les maisons à étage, et les tuiles pour les couvertures.

### Années 1790

#### 1791
- Le nouveau gouverneur de la Louisiane, Carondelet, impulsa une politique culturelle tout en développant l'amélioration et le confort des Louisianais, comme l'installation de l'éclairage des rues.

#### 1794
- Décembre : après celui de 1788 qui avait détruit 856 immeubles de La Nouvelle-Orléans, un nouvel incendie en détruit 212. En conséquence, un règlement d'urbanisme imposa la brique en remplacement du bois pour les maisons à étage, et les tuiles pour les couvertures.

#### 1795
- l'Espagne autorise les États-Unis à utiliser le port de La Nouvelle-Orléans.

### Années 1800

#### 1800
- traité secret de San Ildefonso, la France récupère l'Ouest de la Louisiane. Il était secret, et Bonaparte en a éventé une partie pour sa politique américaine. Les signataires étaient Don Mariano Luis de Urquijo pour l'Espagne et Louis Alexandre Berthier pour la France.

#### 1803
- Napoléon Bonaparte vend la Louisiane aux États-Unis.

#### Images de la décennie

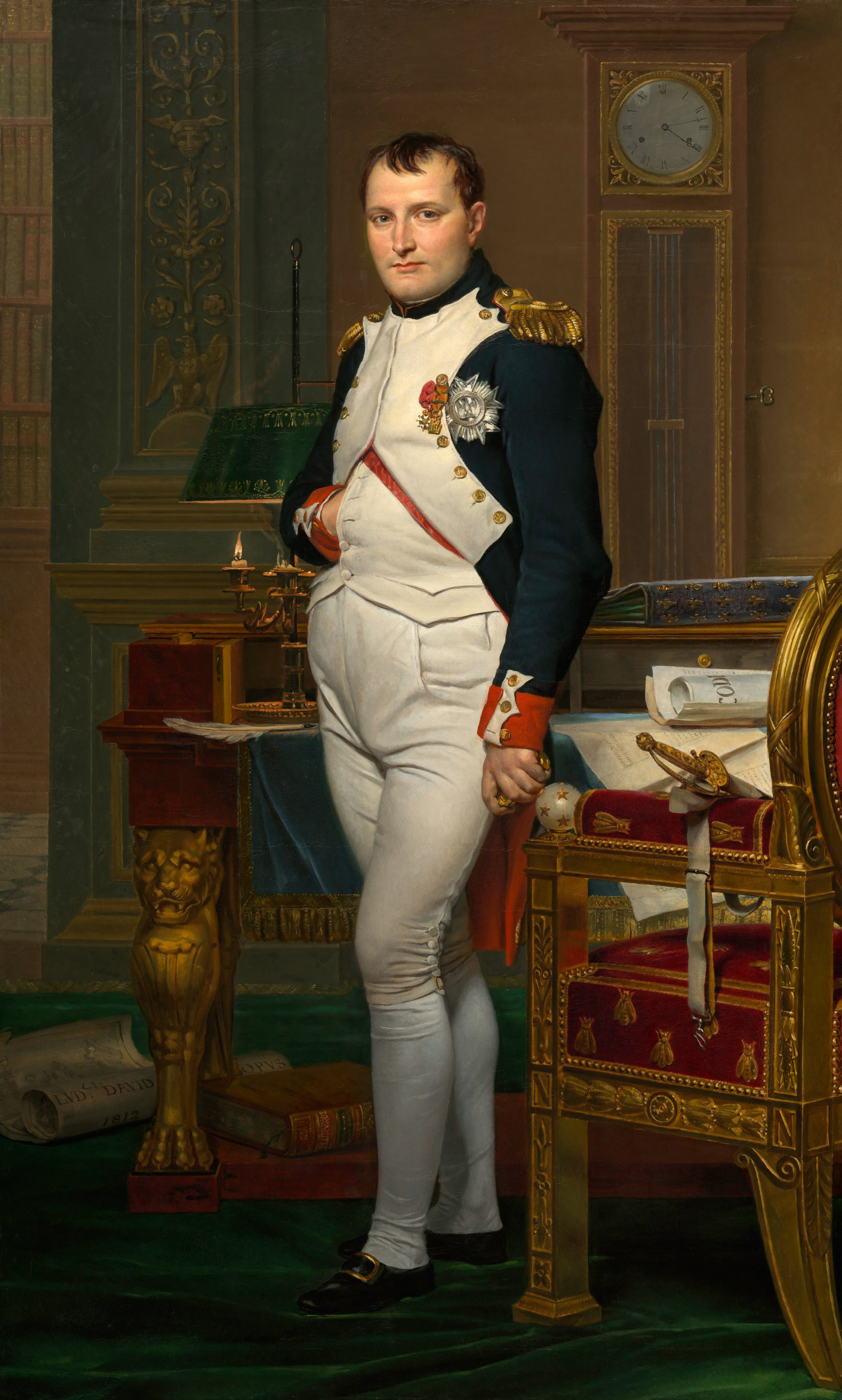
Napoléon Bonaparte.
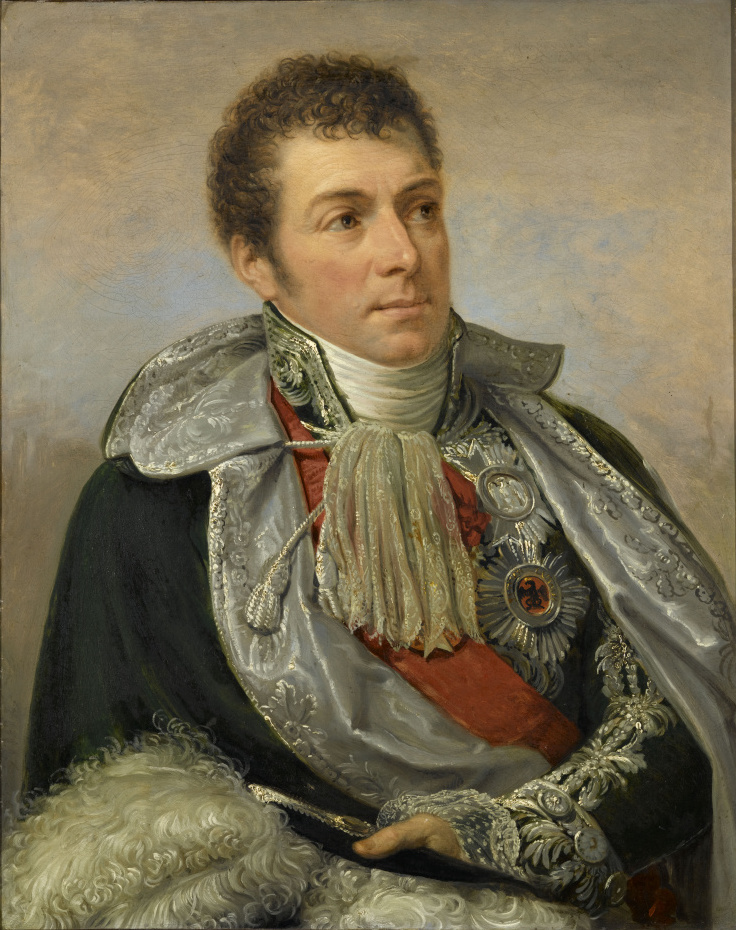
Maréchal Louis-Alexandre Berthier

## Depuis son entrée dans l'Union en tant qu'État

### Années 1810

#### 1812
- 30 avril : le Territoire d'Orléans est admis comme le dix-huitième État des États-Unis et devient la Louisiane[18],[19].
- La Louisiane est admise au sein de l’Union, le 30 avril 1812, devenant ainsi le 18e État américain. À cette époque, la Louisiane était le premier et le seul État de l’Union dans lequel un groupe non anglophone, les descendants d’Acadiens — les Acadiens — et de Français et d'Espagnols — les Créoles —, constituait une majorité linguistique. Grâce au juriste Louis Moreau-Lislet, un Code civil plus complet (que le précédent basé sur la Coutume de Paris) reposant sur le Code Napoléon fut adopté par le législateur du nouvel État. Ce code avait été rédigé en français, puis traduit en anglais. Le texte français prime encore aujourd'hui en cas de problèmes d'interprétation de la version anglaise.
- Ce même 30 avril 1812, William C. C. Claiborne (Républicain-Démocrate) est élu Gouverneur.
- Premier bateau à vapeur sur le Mississippi.
- La population augmente considérablement cette année, atteignant les 25 000 habitants en raison de l'arrivée massive de Français et Créoles fuyant l'île de Saint-Domingue, (l'ancienne colonie de Saint-Domingue devenu la République d'Haïti)[20].

#### 1813
- Gouverneur : William C. C. Claiborne (Républicain-Démocrate)

#### 1814
- Gouverneur : William C. C. Claiborne (Républicain-Démocrate)
- 14 décembre : durant la Guerre de 1812, les Britanniques capturent 5 canonnières et 2 croiseurs Américains sur le lac Borgne[21]. Les Britanniques y gagnent la commande des lacs (lac Borgne, lac Pontchartrain et lac Maurepas), mais le retard occasionné donne au Général Andrew Jackson du temps pour préparer ses défenses à la Nouvelle-Orléans.
- 23 décembre, Guerre de 1812, au sud : bataille de La Nouvelle-Orléans. Une force britannique débarque près de l'embouchure du fleuve Mississippi.

#### 1815
- Gouverneur : William C. C. Claiborne (Républicain-Démocrate)
- 8 janvier, Guerre de 1812 : bataille de La Nouvelle-Orléans[22]. L'assaut sur La Nouvelle-Orléans est lancé le matin, mais les Britanniques ont oublié les échelles et le matériel du génie nécessaire pour franchir un canal et escalader des fortifications. Pris sous le feu de l'artillerie américaine, l'assaut principal est repoussé avec de lourdes pertes pour les Britanniques. Le major général britannique Pakenham est mortellement blessé au cours du combat. Un assaut complémentaire sur la rive ouest du Mississippi a plus de succès, mais les Britanniques décident d'abandonner la position, qu'ils craignent de ne pouvoir tenir après la défaite de leurs forces principales sur l'autre rive.
- 9 - 18 janvier, Guerre de 1812 : les Britanniques n'arrivent pas à passer Fort Philip, sur le Mississippi, près de Triomphe (Louisiane), au sud-est de La Nouvelle-Orléans.
- 18 septembre : Louis II Dubourg (Louis Guillaume-Valentin Dubourg) est nommé évêque de la Louisiane et des Deux Florides.

#### 1816
- Gouverneur : William C. C. Claiborne, puis Jacques Villeré
- 16 décembre : Jacques Villeré (Républicain-Démocrate) succède à William Charles Cole Claiborne en tant que Gouverneur.

#### 1817
- Gouverneur : Jacques Villeré

#### 1818
- Gouverneur : Jacques Villeré

#### 1819
- Gouverneur : Jacques Villeré

#### Images de la décennie

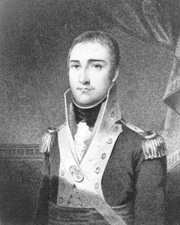
William C. C. Claiborne
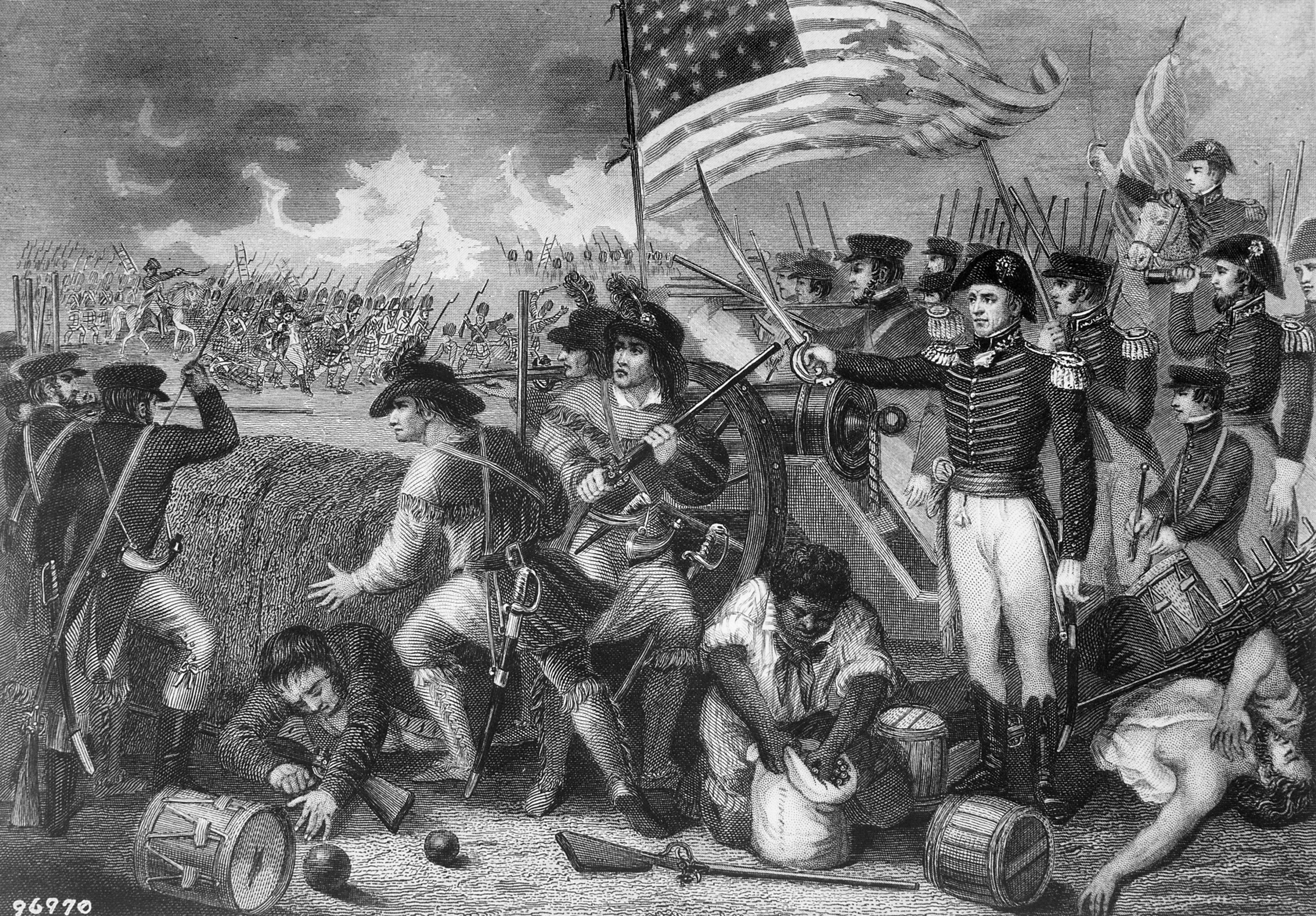
8 janvier : Bataille de La Nouvelle-Orléans.
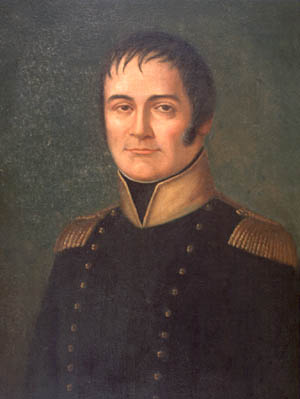
Jacques Villeré.

### Années 1820

#### 1820
- Thomas B. Robertson succède à Jacques Villeré en tant que Gouverneur.
- La population atteint 153 407 habitants, elle a triplé en quinze ans.
- La population de La Nouvelle-Orléans se monte à 17 242 habitants[23].

#### 1821
- Gouverneur : Thomas B. Robertson

#### 1822
- Gouverneur : Thomas B. Robertson

#### 1823
- Gouverneur : Thomas B. Robertson
- L'Assemblée législative autorise l'ouverture de six maisons de jeux à La Nouvelle-Orléans, moyennant une redevance annuelle de 5 000 piastres chacune, ce qui permet d'assainir les finances de l'État[24].

#### 1824
- Gouverneur : Henry Johnson, après une période d'intérim assurée par Henry S. Thibodaux succède à Thomas B. Robertson en tant que Gouverneur.

#### 1825
- Gouverneur : Henry Johnson
- En voyage en Amérique à l'invitation du gouvernement américain de juillet 1824 à septembre 1825, La Fayette, le héros de la Guerre d'indépendance, surnommé le « héros des deux mondes », reçoit, en ce début d'année un accueil triomphal à La Nouvelle-Orléans, l'une des 182 villes qu'il visite au cours de ce voyage[25].

#### 1826
- Gouverneur : Henry Johnson

#### 1827
- Gouverneur : Henry Johnson
- 1er septembre : création de L'Abeille de La Nouvelle-Orléans, journal francophone de La Nouvelle-Orléans fondé par François Delaup et dont le tirage cesse en 1925.

#### 1828
- Gouverneur :Henry Johnson, puis Pierre Derbigny
- Création de la Paroisse de Claiborne, à la suite de la scission de la Paroisse des Natchitoches

#### 1829
- Gouverneur : Pierre Derbigny puis Armand Beauvais
- 4 août : Léon-Raymond de Neckère (Léo Raymond De Neckère) est nommé évêque de La Nouvelle-Orléans.

#### Images de la décennie

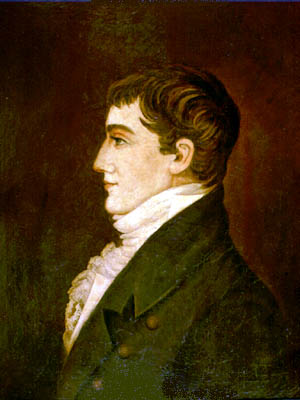
Thomas B. Robertson.
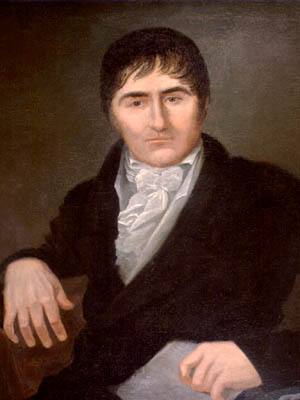
Henry S. Thibodaux
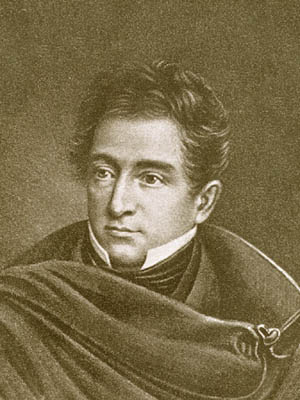
Pierre Derbigny
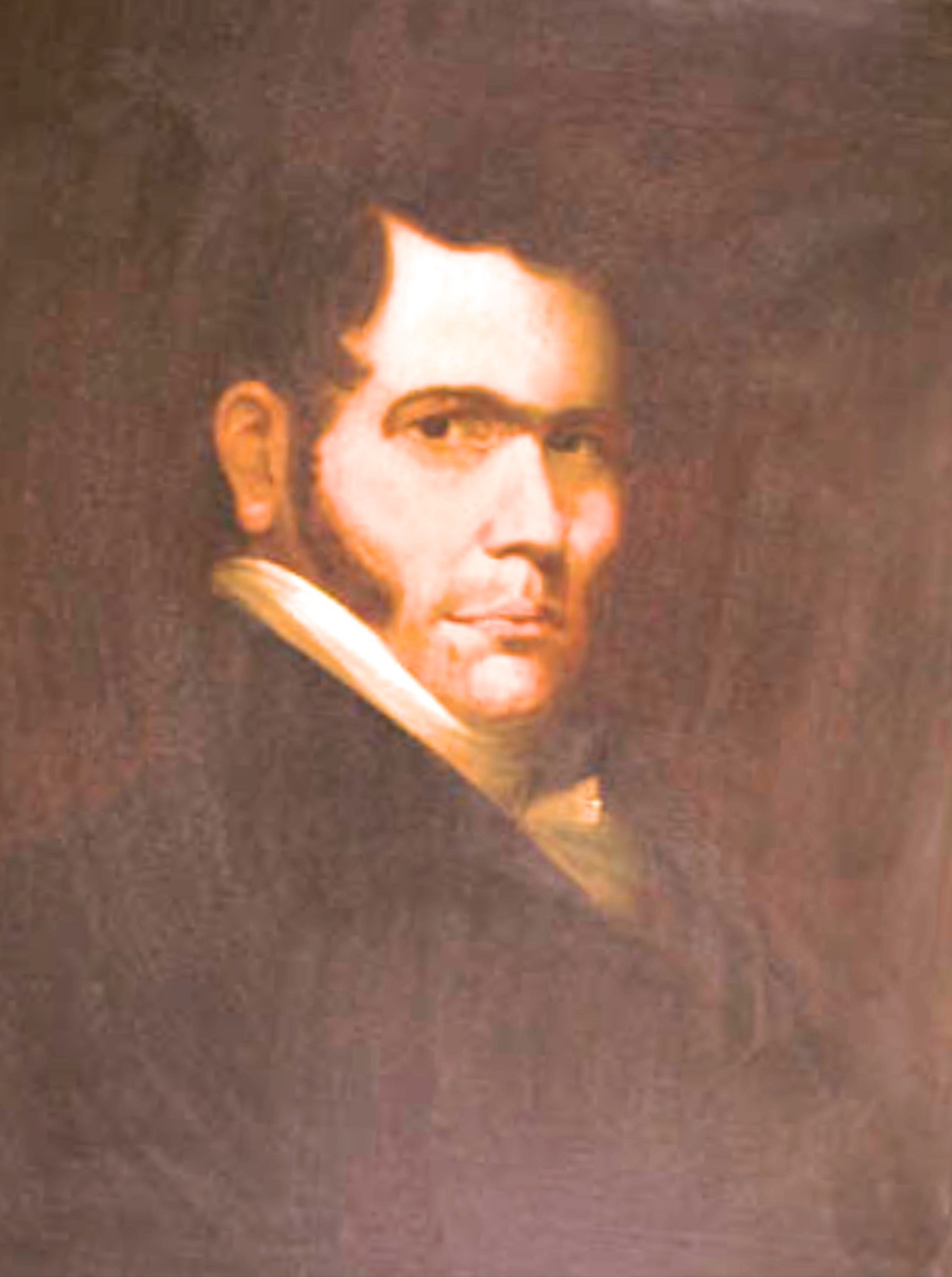
Armand Beauvais

### Années 1830

#### 1830
- Gouverneur : Jacques Dupré succède à Armand Beauvais
- Environ 21 000 esclaves travaillent dans les plantations de canne à sucre. Alors qu'en 1810 une étude sur la colonie dit qu’il y a 75 moulins à sucre, en 1830, il y en a 725[26].
- La population de La Nouvelle-Orléans se monte à 46 082 habitants.

#### 1831
- Gouverneur : Jacques Dupré puis André Bienvenu Roman
- 24 février : ratification du traité de Dancing Rabbit Creek, signé le 27 septembre 1830, par le président des États-Unis[27]. Treize mille Choctaws du Mississippi partent vers l’ouest. Plusieurs milliers d’entre eux sont tués par la famine et le choléra. Les sept mille Choctaws qui ne sont pas encore partis décident de ne pas bouger.

#### 1832
- Gouverneur : André Bienvenu Roman

#### 1833
- Gouverneur : André Bienvenu Roman

#### 1834
- Gouverneur : André Bienvenu Roman
- 30 juin : le Congrès des États-Unis adopte une loi qui fait de tout le territoire américain à l’ouest du Mississippi le domaine des Indiens. Les États du Missouri et de la Louisiane, les terres de l’Arkansas ne sont pas concernées[28]. Une vaste portion de territoire non-organisé est ajoutée au Territoire du Michigan, correspondant aux actuels Iowa, ouest du Minnesota, et est du Dakota du Nord et du Dakota du Sud[29].

#### 1835
- Gouverneur : André Bienvenu Roman puis Edward Douglass White (senior)
- Les terrains nécessaires à la fondation de Caddo Parish (Shreveport) sont achetés aux Indiens autochtones Caddos.
- 4 février : Edward Douglass White (senior) succède à André Bienvenu Roman en tant que Gouverneur.
- 19 juin : Anthony Blanc est nommé évêque de La Nouvelle-Orléans.

#### 1836
- Gouverneur : Edward Douglass White (senior)
- Construction de la plantation Glynnwood à Glynn près de Pointe Coupée en Louisiane, mis sur la liste du Registre national des lieux historiques.
- Fondation de Shreveport, troisième ville de Louisiane par sa population, par la compagnie Shreve Town, elle est située sur les berges de la Rivière Rouge du Sud, dégagée et rendue navigable par Henry Miller Shreve, qui commandait le corps des ingénieurs d'armée des États-Unis, et à qui la ville (et la compagnie Shreve Town) doivent leur nom.

#### 1837
- Gouverneur : Edward Douglass White (senior)
- Création du The Times-Picayune, également appelé New Orleans Times-Picayune, est un journal local américain de la ville de La Nouvelle-Orléans et de ses environs ayant une très large notoriété nationale. Il a été fondé par Francis Lumsden et George Wilkins Kendall et actuellement (2014) publié par Advance Publications.
- 4 octobre - 9 octobre : le Racer's storm, un des cyclones tropicaux les plus puissants et les plus dévastateurs du XIXe siècle, cause des dégâts importants dans plusieurs villes sur son parcours long de plus de 3 000 km (2 000 miles)[30]. Dans le sud–est de la Louisiane, le Racer's storm cause des dommages considérables aux constructions, avec 200 000 $ (dollars US de 1837, soit l'équivalent de 3,4 millions de dollars 2005) de dommages aux chemins de fer. À La Nouvelle-Orléans, le lac Pontchartrain grossit de près de 2,50 m et la plus grande partie de la ville est sous 60 cm d'eau[31],[32]. Le sud–est de l'État subit des dégâts importants dans les plantations de coton et de canne à sucre, la récolte est gravement touchée[31].

#### 1838
- Gouverneur : Edward Douglass White (senior)

#### 1839
- Gouverneur : André Bienvenu Roman redevient gouverneur succédant à Edward Douglass White (senior).
- 20 mars : Caddo Parish change de nom pour devenir Shreveport.

#### Images de la décennie

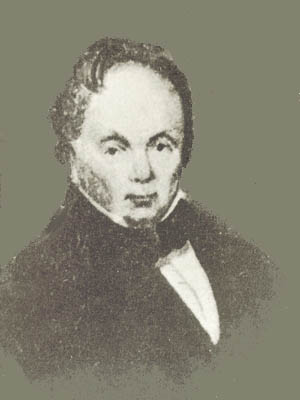
Jacques Dupré
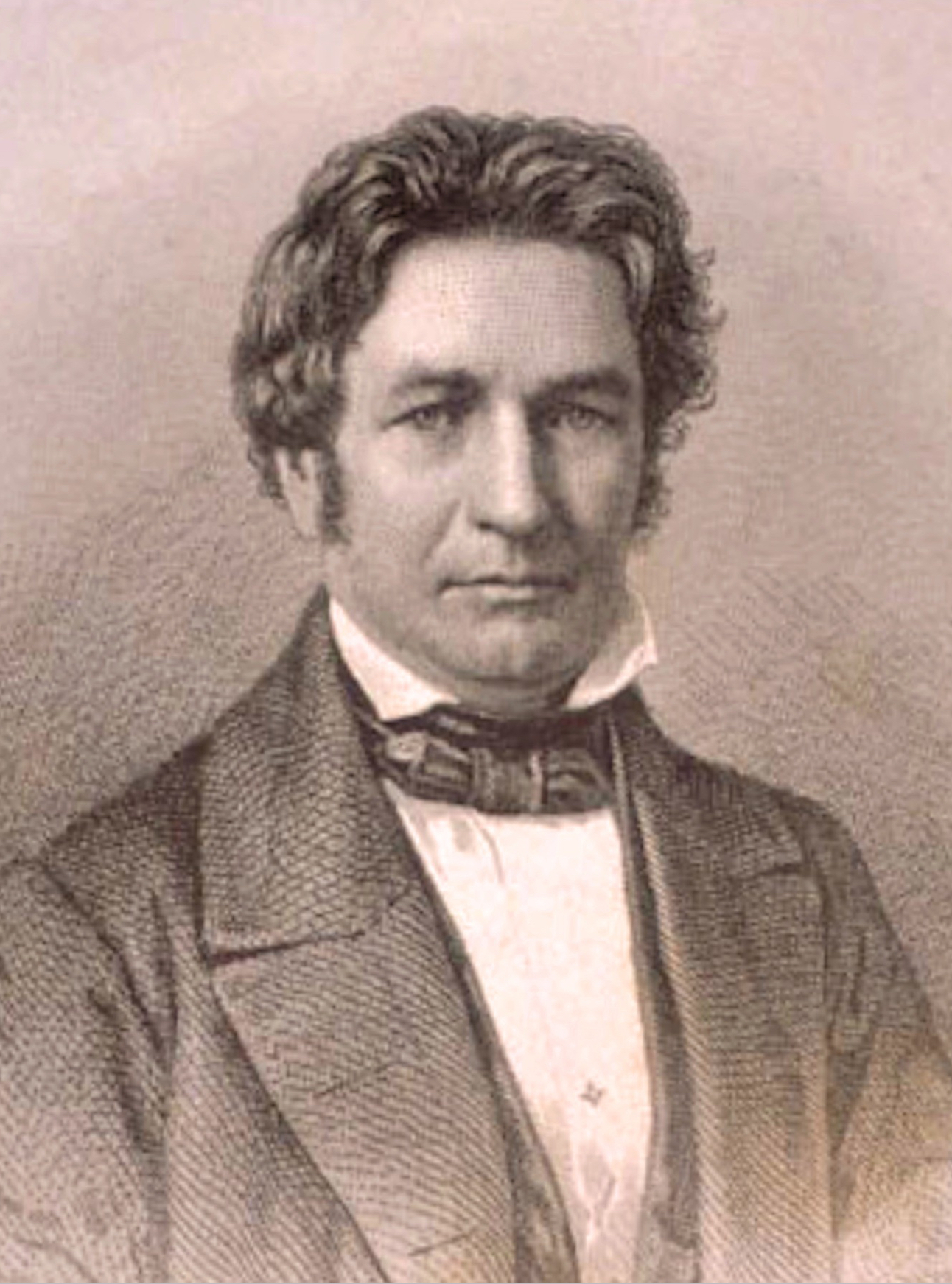
André Roman
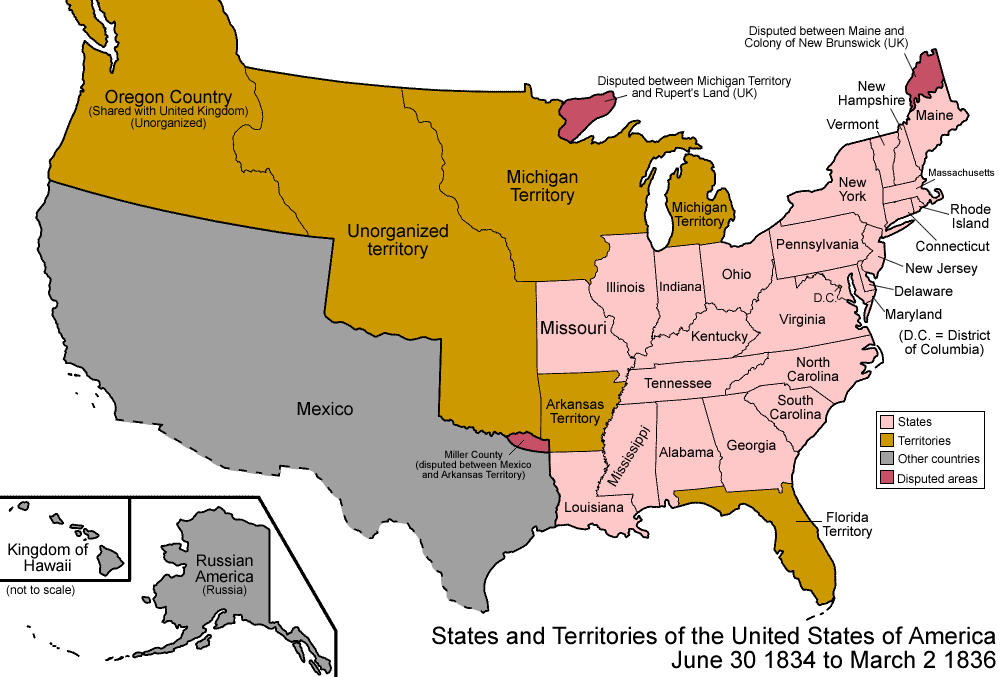
30 juin 1834 - 2 mars 1836

### Années 1840

#### 1840
- Gouverneur : André Bienvenu Roman
- Bâton-Rouge compte 2 269 habitants
- La population de La Nouvelle-Orléans se monte à 102 193 habitants.

#### 1841
- Gouverneur : André Bienvenu Roman

#### 1842
- Gouverneur : André Bienvenu Roman

#### 1843
- Gouverneur : André Bienvenu Roman puis Alexandre Mouton
- Fondation d'Abbeville (Louisiane) par des descendants Acadiens venus de Nouvelle-Écosse. D'après une carte datant de 1846, le village devait faire 160 000 m2 et était délimité au nord par le Boulevard Saint-Victor, au sud par le Boulevard Lafayette, à l'est par le Boulevard des Sœurs de la Charité, et à l'ouest par la rivière Vermilion.
- 25 juillet : la zone qui allait devenir Abbeville est achetée pour une somme de 900 dollars par son père fondateur : le prêtre capucin Antoine Désiré Mégret. Celui-ci la nomme Abbeville, en l'honneur de sa ville natale.

#### 1844
- Gouverneur : Alexandre Mouton

#### 1845
- Gouverneur : Alexandre Mouton

#### 1846
- Gouverneur : Alexandre Mouton puis Isaac Johnson

#### 1847
- Gouverneur : Isaac Johnson

#### 1848
- Gouverneur : Isaac Johnson
- Fondation du New Orleans Crescent sous le nom de Daily Crescent par Alexander H. Hayes.

#### 1849
- Gouverneur : Isaac Johnson
- Bâton-Rouge devient la capitale de l'État[33].

#### Images illustrant la décennie

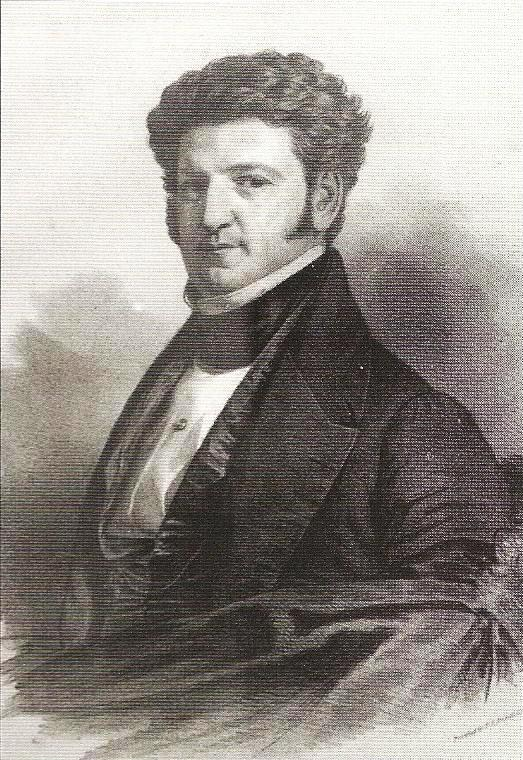
Alexandre Mouton (jeune)
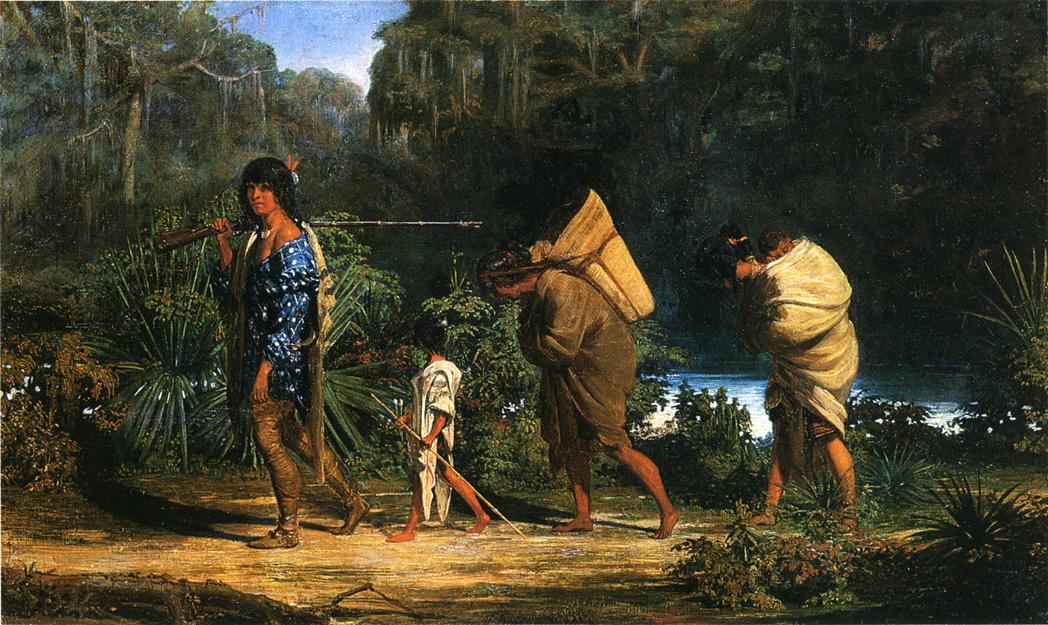
Des Indiens de la Louisiane marchant le long d'un bayou par Alfred Boisseau, peint en 1846.
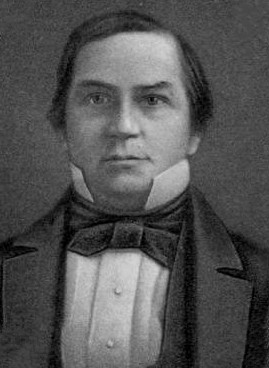
Isaac Johnson

### Années 1850

#### 1850
- Gouverneur : Isaac Johnson puis Joseph Marshall Walker
- La population de La Nouvelle-Orléans se monte à 116 375 habitants.
- Shreveport compte 1728 habitants.
- 19 juillet : Anthony Blanc est promu archevêque.

#### 1851
- Gouverneur : Joseph Marshall Walker

#### 1852
- Gouverneur : Joseph Marshall Walker

#### 1853
- Gouverneur : Joseph Marshall Walker puis Paul Octave Hébert
- 29 juillet : création de l'évêché de Natchitoches , par détachement de celui de La Nouvelle-Orléans. Auguste Martin (Auguste Marie Martin, en anglais Augustus Martin), évêque.

#### 1854
- Gouverneur : Paul Octave Hébert
- Construction de l'église Sainte-Marie-Madeleine à Abbeville[34].

#### 1855
- Gouverneur : Paul Octave Hébert

#### 1856
- Gouverneur : Paul Octave Hébert puis Robert Charles Wickliffe
- 10 août : un ouragan détruit Isle Dernière, une place de villégiature des riches planteurs pour fuir la chaleur et les insectes, et fait 400 morts.

#### 1857
- Gouverneur : Robert Charles Wickliffe

#### 1858
- Gouverneur : Robert Charles Wickliffe

#### 1859
- Gouverneur : Robert Charles Wickliffe

#### Images illustrant la décennie

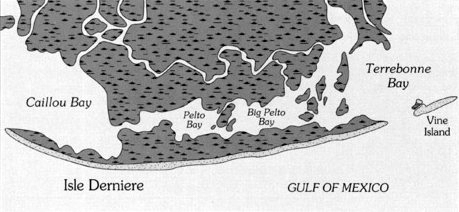
Isle Dernière, (Louisiane) en 1853.
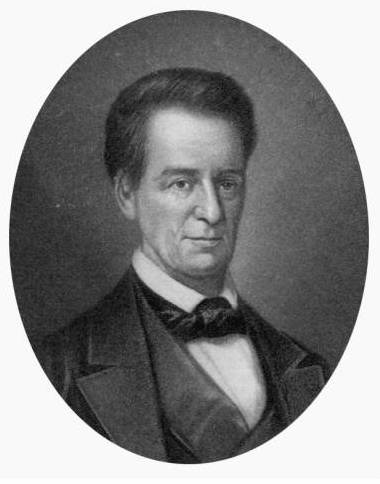
J. M. Walker
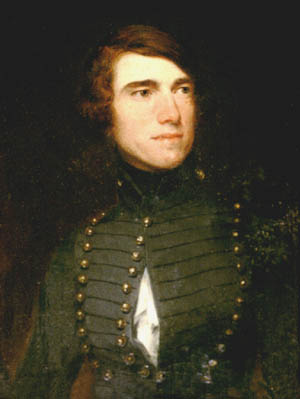
Paul Hebert
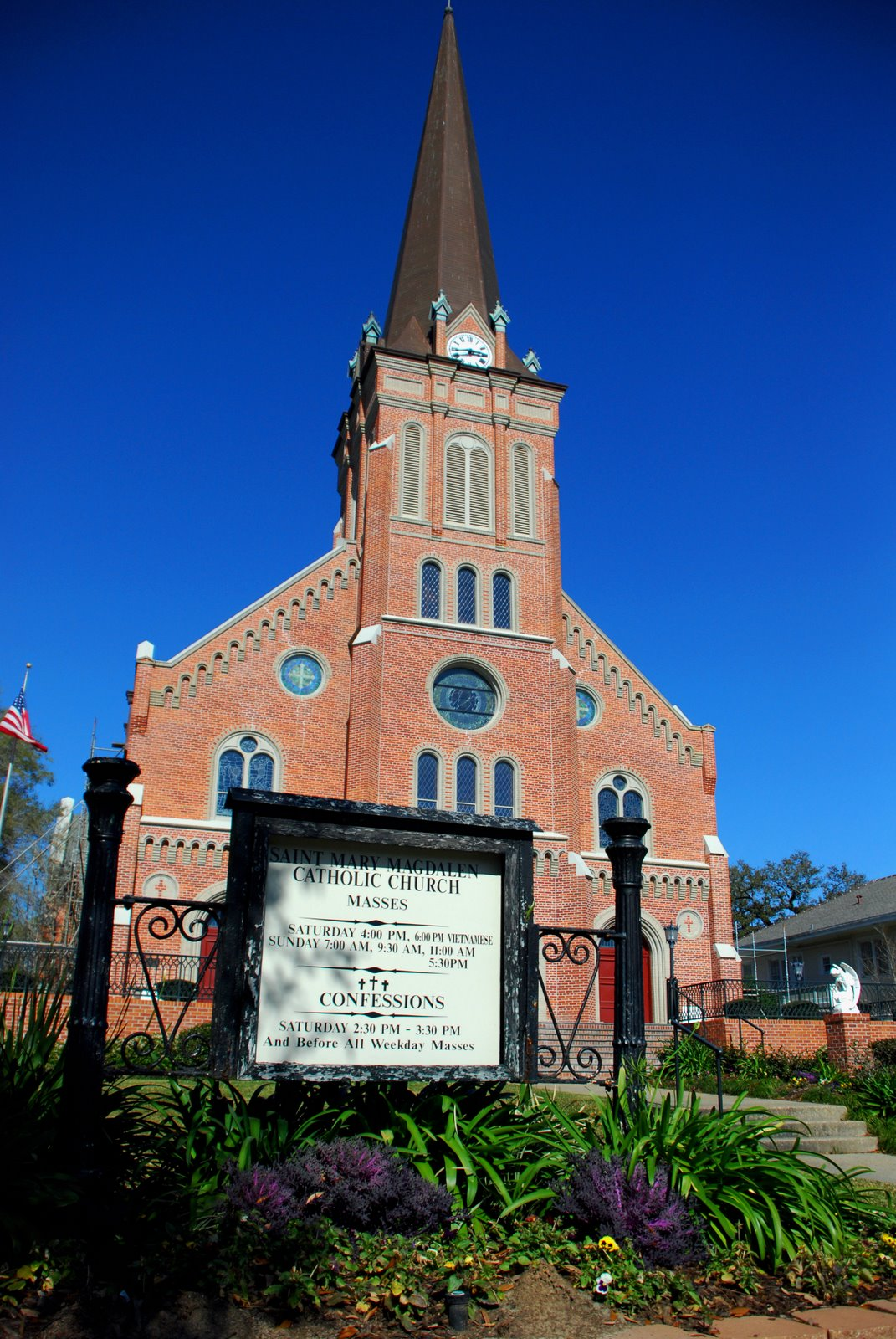
église Sainte Marie-Madeleine d'Abbeville

### Années 1860

#### 1860
- Gouverneur : Robert Charles Wickliffe puis Thomas Overton Moore
- La population de La Nouvelle-Orléans se monte à 168 675 habitants.
  - Lors de la guerre de Sécession, La Nouvelle-Orléans était la sixième ville par importance des États-Unis. Elle était la seule ville du Sud de plus de 100 000 habitants[35].
- En 1860, Shreveport a une population libre de 2.200 personnes et 1.300 esclaves[36].

#### 1861
- Gouverneur : Thomas Overton Moore
- De janvier à février : comme d'autres États esclavagistes (Le Mississippi, la Floride, l’Alabama, la Géorgie, le Texas) la Louisiane fait sécession. Celle-ci ne voulait pas libérer ses esclaves qui travaillaient dans les plantations et assuraient les richesses de ces exploitations gérées par les créoles blancs. En 1862, les troupes fédérales entrèrent en Louisiane et commencèrent à investir les forts Pike, Jackson et St. Philip. Les autorités Louisianaises firent appel au patriotisme des créoles blancs pour combattre le Nord.
- 26 janvier : sécession de la Louisiane.
- 15 février : Jean Ier Odin (Jean Marie Odin, ou John Mary Odin) est nommé archevêque de La Nouvelle-Orléans.

#### 1862
- Gouverneur : George F. Shepley devient gouverneur unioniste de la Louisiane, tandis que Thomas Overton Moore soutient la Confédération.
- 25 avril et le 1er mai : la bataille de La Nouvelle-Orléans fut l'une des batailles majeures de la guerre de Sécession et se traduisit par une victoire de l'Armée de l'Union.
- 1er mai (guerre de Sécession) : La Nouvelle-Orléans est prise par l’Union (les Nordistes) sans combat[37].

#### 1863
- Gouverneur : Thomas Overton Moore ; Gouverneur unioniste : George F. Shepley
- Shreveport devient la capitale de la Louisiane.
- « Bataille du Grand Coteau » ou « Bataille du Bayou Bourbeux »[38].

#### 1864
- Gouverneur : Thomas Overton Moore puis Henry W. Allen ; Gouverneur unioniste : George F. Shepley puis Michael Hahn
- Nouvelle constitution qui consacre l'anglais comme une des langues officielles pour protéger les droits des habitants anglophones.
- 10 mars - 22 mai : campagne de Red River. Série de batailles qui se déroulent le long du Rouge du Sud, en Louisiane. Cette campagne est une initiative de l'Union pour capturer Mobile (Alabama). Cette campagne est un échec pour l'Union.
- 8 avril : victoire décisive des Confédérés à la bataille de Mansfield en Louisiane.

#### 1865
- Gouverneur : Henry W. Allen puis James Madison Wells ; Gouverneur unioniste : Michael Hahn
- La Nouvelle-Orléans redevient la capitale de l’État de Louisiane jusqu’en 1880.
- Avril : Shreveport devient brièvement la capitale confédérée.
- 4 mai : le général confédéré Richard Taylor, commandant les armées de l'Alabama, du Mississippi, et de l'est de la Louisiane, se rend au général de l'Union, Edward Canby à Citronelle (Alabama), ce qui met effectivement fin à la résistance des confédérés à l'est du fleuve du Mississippi.

#### 1866
- Gouverneur : James Madison Wells

#### 1867
- Gouverneur : James Madison Wells puis Benjamin Flanders

#### 1868
- Gouverneur : Joshua Baker, puis Henry C. Warmoth, succèdent à Flanders.

#### 1869
- Gouverneur : Henry C. Warmoth

#### Images de la décennie

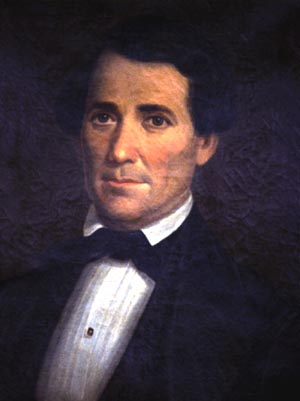
James Madison Wells
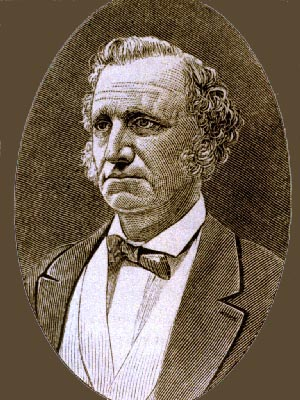
Benjamin Franklin Flanders

### Années 1870

#### 1870
- Gouverneur : Henry C. Warmoth
- La population de La Nouvelle-Orléans se monte à 191 418 habitants.
- Shreveport compte 4607 habitants.
- 25 mai : Napoléon Perché (Napoléon Joseph Perché) est nommé archevêque de La Nouvelle-Orléans.

#### 1871
- Gouverneur : Henry C. Warmoth

#### 1872
- Gouverneur : Pinckney Benton Stewart Pinchback devient gouverneur, succédant à Henry C. Warmoth.

#### 1873
- Gouverneur : Pinckney Benton Stewart Pinchback est remplacé par John McEnery, lui-même remplacé par William P. Kellogg.

#### 1874
- Gouverneur : William P. Kellogg

#### 1875
- Gouverneur : William P. Kellogg

#### 1876
- Gouverneur : William P. Kellogg
- 27 novembre : François-Xavier Leray (en anglais Francis Leray), est nommé évêque de Natchitoches.

#### 1877
- Gouverneur : William P. Kellogg puis Stephen B. Packard et Francis T. Nicholls
  - Élection du gouverneur : Stephen B. Packard fut déclaré victorieux par le Sénat de Louisiane bien qu'ayant obtenu 8 000 voix de moins que son adversaire Francis T. Nicholls. Il ne fut cependant pas reconnu par le gouvernement fédéral. Bien que déclaré perdant par le Sénat de Louisiane, Francis T. Nicholls forma son gouvernement et parvint à se faire reconnaitre comme gouverneur légitime par le gouvernement fédéral.
- 1er avril : les dernières troupes fédérales quittent le Sud. En quittant La Nouvelle-Orléans, elles mettent officiellement fin à la période dite de Reconstruction. Dès le début des années 1870, la plupart des États sudistes étaient de nouveau représentés au Congrès biens qu’ils eussent tout mis en œuvre pour priver les Noirs de leurs droits constitutionnels. Le retrait des troupes fédérales faisait partie du programme électoral de Hayes.

#### 1878
- Gouverneur : Francis T. Nicholls

#### 1879
- Gouverneur : Francis T. Nicholls

#### Images de la décennie

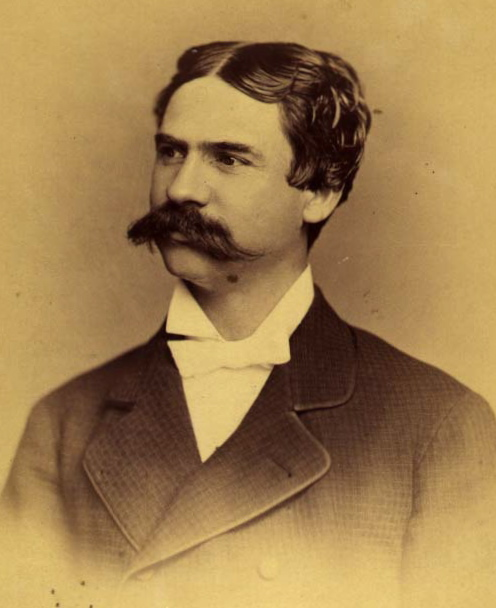
H C Warmoth
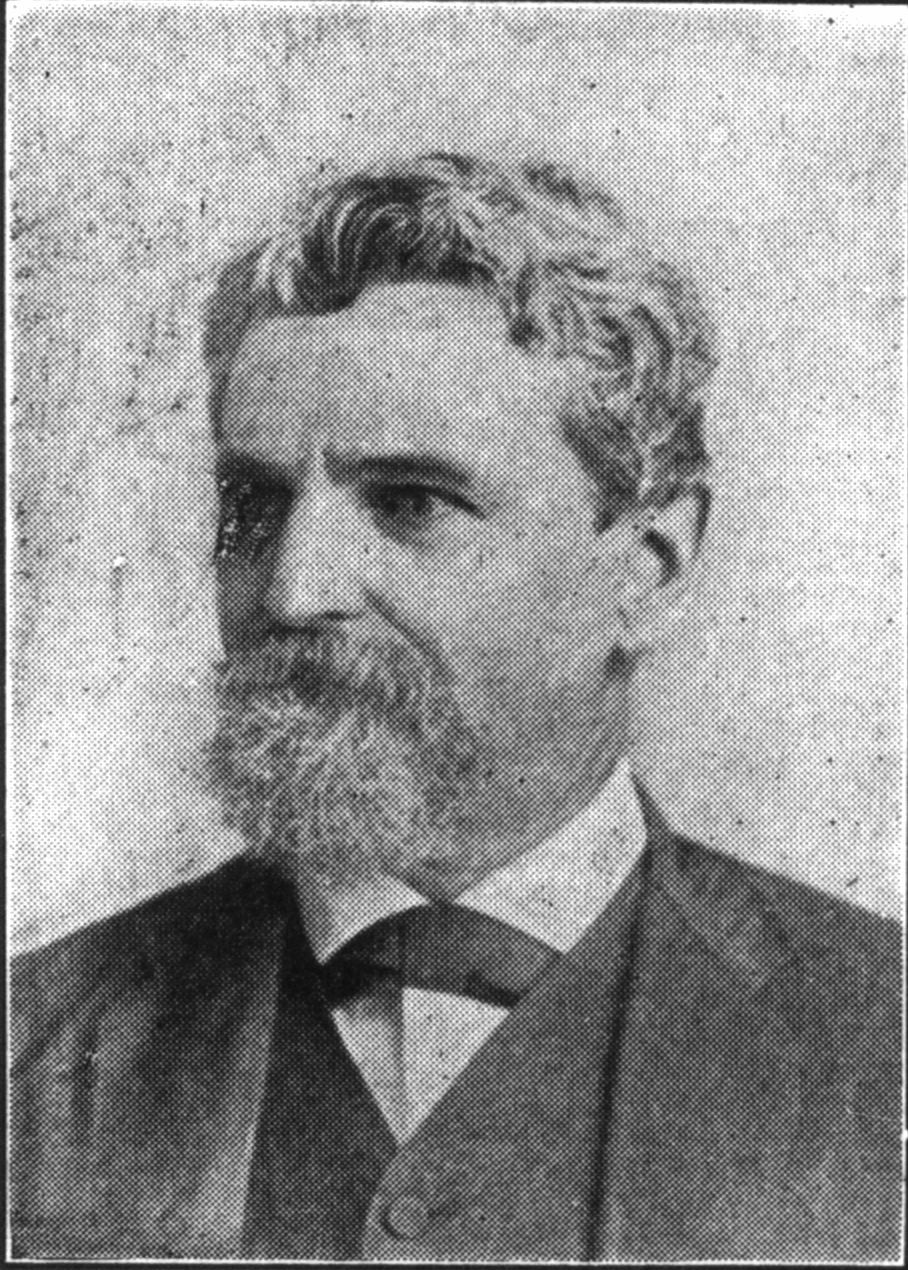
Francis T. Nicholls.

### Années 1880

#### 1880
- Gouverneur : Francis T. Nicholls puis Louis A. Wiltz
- La population de La Nouvelle-Orléans se monte à 216 090 habitants.
- Shreveport compte 8009 habitants.

#### 1881
- Gouverneur : Samuel D. McEnery devient gouverneur à la suite du décès de Louis A. Wiltz.

#### 1882
- Gouverneur : Samuel D. McEnery
- Bâton-Rouge compte une population de 7 197 habitants.

#### 1883
- Gouverneur : Samuel D. McEnery
- 28 décembre : Francis II Leray (Francis Xavier Leray) est nommé archevêque de La Nouvelle-Orléans.

#### 1884
- Gouverneur : Samuel D. McEnery
- 19 décembre : Anthony Durier est nommé évêque de Natchitoches.

#### 1885
- Gouverneur : Samuel D. McEnery

#### 1886
- Gouverneur : Samuel D. McEnery
- 11 janvier au 29 mars : le championnat du monde d'échecs 1886 est considéré comme le premier officiel. Le match opposa Wilhelm Steinitz et Johannes Zukertort. Le match se déroula en 1886 à New York, Saint-Louis et à La Nouvelle-Orléans.
- Septembre : loi martiale à Thibodaux, Louisiane, où se sont réfugiés des grévistes des plantations sucrières expulsés de leurs cabanes. Des affrontements éclatent dans la nuit du 22 septembre et font trente morts et une centaine de blessés parmi les grévistes noirs.

#### 1887
- Gouverneur : Samuel D. McEnery
- 1er novembre : grève de dix mille coupeurs de canne à sucre de Louisiane qui exigent une augmentation de salaire de 50 cents. Payés 65 cents par jour, ils ne perçoivent la plupart du temps que des bons d’achat valable dans les magasins des plantations. La milice mettra fin à la grève à la fin du mois.

#### 1888
- Gouverneur : Samuel D. McEnery puis Francis T. Nicholls, qui redevient gouverneur
- 7 août: François Janssens est nommé archevêque de La Nouvelle-Orléans.

#### 1889
- Gouverneur : Francis T. Nicholls

### Années 1890

#### 1890
- Gouverneur : Francis T. Nicholls
- La population de La Nouvelle-Orléans se monte à 242 039 habitants.
- Shreveport compte 11 979 habitants.

#### 1891
- Gouverneur : Francis T. Nicholls
- 14 mars : à la suite de l’assassinat du surintendant de la police David Hennessey à La Nouvelle-Orléans en octobre 1890, neuf Italiens sont accusés puis déclarés innocent pour insuffisance de preuve. Les pêcheurs italiens de la ville célèbrent l’événement, mais au matin du 14 mars, la foule dirigée par l’avocat William Pakerson, force l’entrée de la prison. Deux suspects sont pendus et neuf tués à coup de fusil. L’Italie envoie un vaisseau de guerre pour rapatrier les Italiens qui veulent abandonner la ville et suspend les relations diplomatiques avec les États-Unis.

#### 1892
- Gouverneur : Francis T. Nicholls puis Murphy J. Foster
- Juillet : grèves dans tous les États-Unis, dues à la dépression générale et à la montée du chômage : grève générale à La Nouvelle-Orléans, grève dans les mines de charbons du Tennessee, des aiguilleurs à Buffalo (État de New York), des aciéries Carnegie à Homestead (Pennsylvanie) et au district minier de Coeur d'Alene (Idaho)L. Ces deux dernières grèves seront brisées après l’intervention de la milice d’État.

#### 1893
- Gouverneur : Murphy J. Foster
- La Place Congo de La Nouvelle-Orléans devient la Place Beauregard en l'honneur de Pierre Gustave Toutant de Beauregard.
- 25 mars : la loi antitrust est invoquée contre des dirigeants syndicaux. Un procureur de La Nouvelle-Orléans a estimé que le syndicat peut être assimilé à une entente qui vise à restreindre la liberté de commerce, tombant sous le coup de la loi Sherman.

#### 1894
- Gouverneur : Murphy J. Foster

#### 1895
- Gouverneur : Murphy J. Foster

#### 1896
- Gouverneur : Murphy J. Foster

#### 1897
- Gouverneur : Murphy J. Foster
- 1er décembre : Placide Chapelle (Placide Louis Chapelle) est nommé archevêque de La Nouvelle-Orléans.

#### 1898
- Gouverneur : Murphy J. Foster

#### 1899
- Gouverneur : Murphy J. Foster
- 13 février : température la plus basse connue en Louisiane, à Minden, avec -27 °C .

#### Images de la décennie

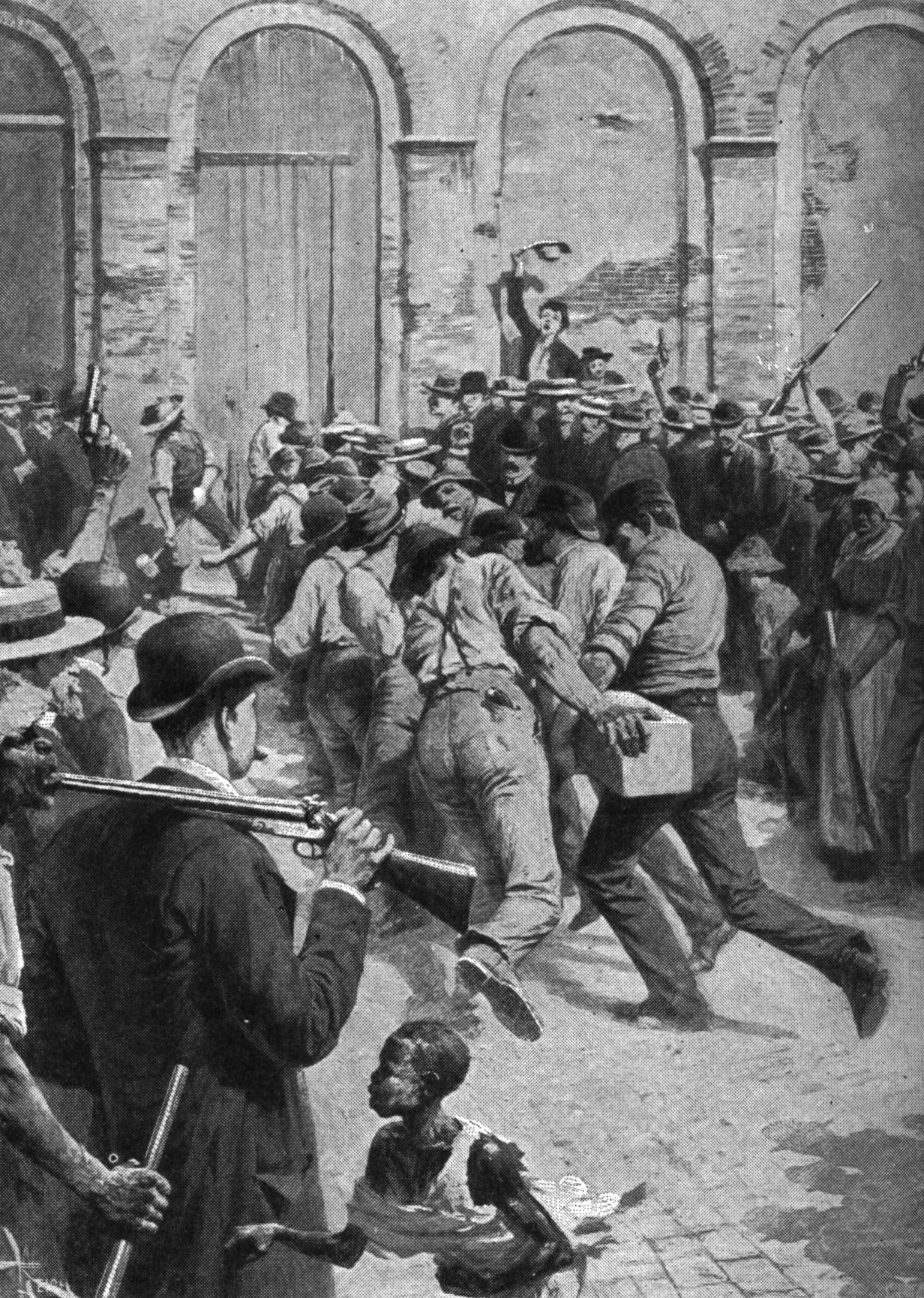
14 mars 1891 : lynchage de onze Italiens à La Nouvelle-Orléans.

### Années 1900

#### 1900
- Gouverneur : Murphy J. Foster puis William W. Heard

##### Événements
- La population de La Nouvelle-Orléans se monte à 287 104 habitants.
- Shreveport compte 16 013 habitants.

##### Naissances
- Amédé Breaux (ou Amédée Breaux), est un accordéoniste, auteur et compositeur de musique cadienne, né en 1900 à Robert's Cove, près de Rayne et mort en 1975[39]. Il est surtout connu pour son enregistrement de Ma blonde est partie (Jolie Blonde) en 1928 avec son frère Ophy et sa sœur Cleoma. Cette chanson a été rendue célèbre vers la fin des années 1940 par Harry Choates.
- Albert Nicholas est un clarinettiste et saxophoniste américain (La Nouvelle-Orléans, 1900-Bâle, 1973).
- 16 février : Vincent Coleman est un acteur américain né en Louisiane et mort le 26 octobre 1971 à Los Angeles (Californie).
- 13 juillet : George Lewis né à La Nouvelle-Orléans, mort le 31 décembre 1968 est un clarinettiste et saxophoniste de jazz américain.
- 28 septembre : Joe Falcon, de son nom complet Joseph Falcon (décédé le 19 novembre 1965) était un joueur d'accordéon cadien du sud-ouest de la Louisiane. Il est connu pour avoir, avec son épouse Cleoma Breaux, réalisé le premier enregistrement d'une chanson cadienne intitulée Allons à Lafayette le 27 avril 1928 à La Nouvelle-Orléans, avec La valse qui m'a porté en terre (face B du disque)[40].
- 26 octobre : Irene Whitfield, Irene Thérèse Whitfield Holmes pour l'état-civil, née à Rayne, dans la paroisse de l'Acadie et morte le 10 mai 1993 à Lafayette, paroisse de Lafayette, est une ethnologue et ethnomusicologue dont l'œuvre eut un impact majeur sur le renouveau et la connaissance de la musique cadienne et de la culture cadienne en général.

#### 1901
- Gouverneur : William W. Heard

##### Naissances
- 4 août : Louis Daniel Armstrong (prononcé « Louis » à la française), né le 4 août 1901[41] à La Nouvelle-Orléans en Louisiane et mort le 6 juillet 1971 à New York, également connu sous les surnoms de Satchmo (pour satchel-mouth, littéralement bouche-sacoche) ou Pops[42], est un musicien américain de jazz.

#### 1902
- Gouverneur : William W. Heard

##### Naissances
- 13 octobre : Arna Wendell Bontemps (Né à Alexandria (Louisiane)( Sa maison natale a été récemment restaurée et transformée en musée Bontemps African America Museum & Cultural Arts Center) - décédé le 4 juin 1973) est un poète et écrivain américain contemporain du mouvement culturel de la Renaissance de Harlem.

#### 1903
- Gouverneur : William W. Heard

##### Événements
- Centenaire de l'achat de la Louisiane.
- Newton C. Blanchard devient gouverneur.
- 24 octobre : Cornelius Van de Ven, évêque de Natchitoches, puis évêque d'Alexandria (6 août 1910).

#### 1905
- Gouverneur : William W. Heard puis Newton C. Blanchard

##### Événements
- 24 octobre : Cornelius Van de Ven, évêque de Natchitoches, puis évêque d'Alexandria (6 août 1910).

##### Naissances
- 24 mars : Oliver Francis Naquin, né à La Nouvelle-Orléans et mort sur la base d'Andrews le 13 novembre 1989, est un contre-amiral de la marine américaine. Diplômé de l'Académie navale d'Annapolis en 1925, il fait partie des 33 rescapés du naufrage du sous-marin USS Squalus en 1939. Il participe ensuite à la Seconde Guerre mondiale, et a un rôle controversé dans le naufrage du croiseur lourd USS Indianapolis le 30 juillet 1945.

#### 1906
- Gouverneur : Newton C. Blanchard

##### Événements
- 20 avril : James Hubert Blenk est nommé archevêque de La Nouvelle-Orléans.

##### Naissances
- 3 avril : Lucinda Ballard est une costumière et décoratrice américaine, née Lucinda Davis Goldsborough à La Nouvelle-Orléans, morte le 19 juin 1993 à New York (État de New York).
- 18 avril : Eurreal Wilford Montgomery, dit Little Brother Montgomery, était un pianiste chanteur de blues, né à Kentwood, décédé à Chicago, Illinois, le 6 septembre 1985 (à 79 ans).

#### 1907
- Gouverneur : Newton C. Blanchard

##### Naissances
- 6 janvier : James Domengeaux est un avocat et homme politique franco-américain, né à Lafayette où il est mort le 11 avril 1988.
- 6 juin : William Malcolm Dickey (décédé le 12 novembre 1993) était un joueur américain de la Ligue majeure de baseball né dans le village de Bastrop en Louisiane. Il joua durant toute sa carrière (de 1928 à 1946) en tant que receveur dans le même club : les Yankees de New York. Il est considéré comme l'un des meilleurs à ce poste de toute l'histoire du baseball. Il fut onze fois sélectionné pour le match des étoiles et gagna 8 fois la Série mondiale en 9 finales disputées avec les Yankees. En 1946 il devint en cours de saison le manager des Yankees[43], poste qu'il quitta à la fin de la saison pour entraîner l'équipe de Little Rock en Arkansas[44]. En 1949, il revint à New York pour y devenir instructeur[45] et prendre sous son aile le jeune receveur et future légende des Yankees Yogi Berra[46]. En 1954 il entra au Temple de la renommée du baseball.
- 20 décembre : Cousin Joe, de son vrai nom Pleasant Joseph, est un chanteur et pianiste de blues américain (né à Wallace, Paroisse de Saint-Jean-Baptiste et décédé le 2 octobre 1989).

#### 1908
- Gouverneur : Newton C. Blanchard puis Jared Y. Sanders, Sr.

##### Naissances
- 7 janvier : Red Allen (Henry ‘’Red’’ Allen Jr.) est un trompettiste américain, né à Algiers (Louisiane) (ou peut-être à La Nouvelle-Orléans) et mort à New York le 17 avril 1967.
- 29 février : Dee Brown, né Dorris Alexander Brown à Alberta (en)(décédé en 2002) est un romancier et historien américain, spécialiste du western.
- 7 septembre : Michael Ellis DeBakey (né à Lac Charles et mort le 11 juillet 2008 à Houston au Texas[47]) est un chirurgien cardiaque américain d'origine libanaise. Il fut l'un des premiers en 1964 à pratiquer le pontage aorto-coronarien.
- 6 novembre : Tony Canzoneri est un boxeur américain né à Slidell en Louisiane et mort le 9 décembre 1959 à Staten Island (New York).

#### 1909
- Gouverneur : Jared Y. Sanders, Sr.

##### Naissances
- 3 janvier : Daniel « Danny » Barker, né à La Nouvelle-Orléans et mort dans cette même ville le 13 mars 1994, était un banjoïste et un guitariste américain de jazz.
- 2 mars : Melvin Thomas Ott (né à Gretna, décédé le 21 novembre 1958 à La Nouvelle-Orléans, Louisiane) était un joueur américain de baseball qui a joué toute sa carrière (22 saisons) avec les Giants de New York en Ligue majeure de baseball. Il est le premier joueur de la Ligue nationale ayant frappé 500 coups de circuit, dépassant le total de coups de circuit de Rogers Hornsby. Son total restera le meilleur total de la Ligue nationale jusqu'en 1966 lorsque Willie Mays le dépasse. Il fut élu au temple de la renommée du baseball en 1951 avec 87 % du vote. Les Giants ont retiré le numéro 4 de son uniforme.
- 18 juin : Ray Bauduc (Raymond Bauduc) est un batteur de jazz américain, né à La Nouvelle-Orléans et mort 8 janvier 1988 à Houston (Texas).
- 14 juillet : Frank Glasgow Tinker (décédé le 13 juin 1939) est un pilote de chasse américain, qui a combattu (comme mercenaire) dans les rangs des Fuerzas Aéreas de la República Española en 1937, au début de la Guerre civile espagnole, et s'est particulièrement distingué

#### Images de la décennie

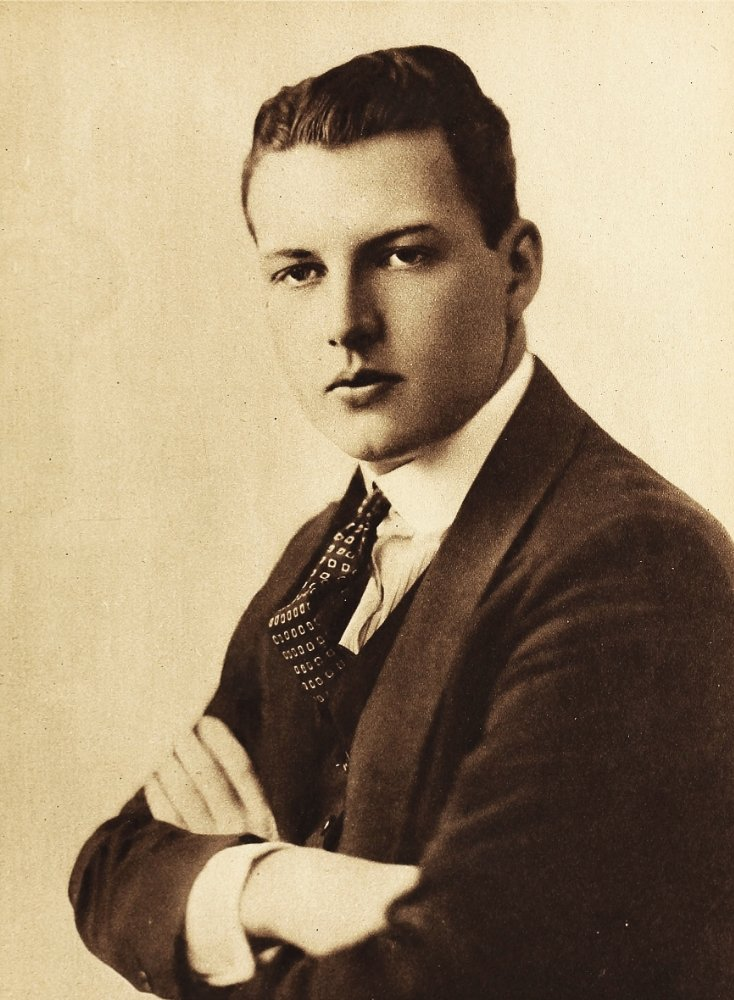
Vincent Coleman
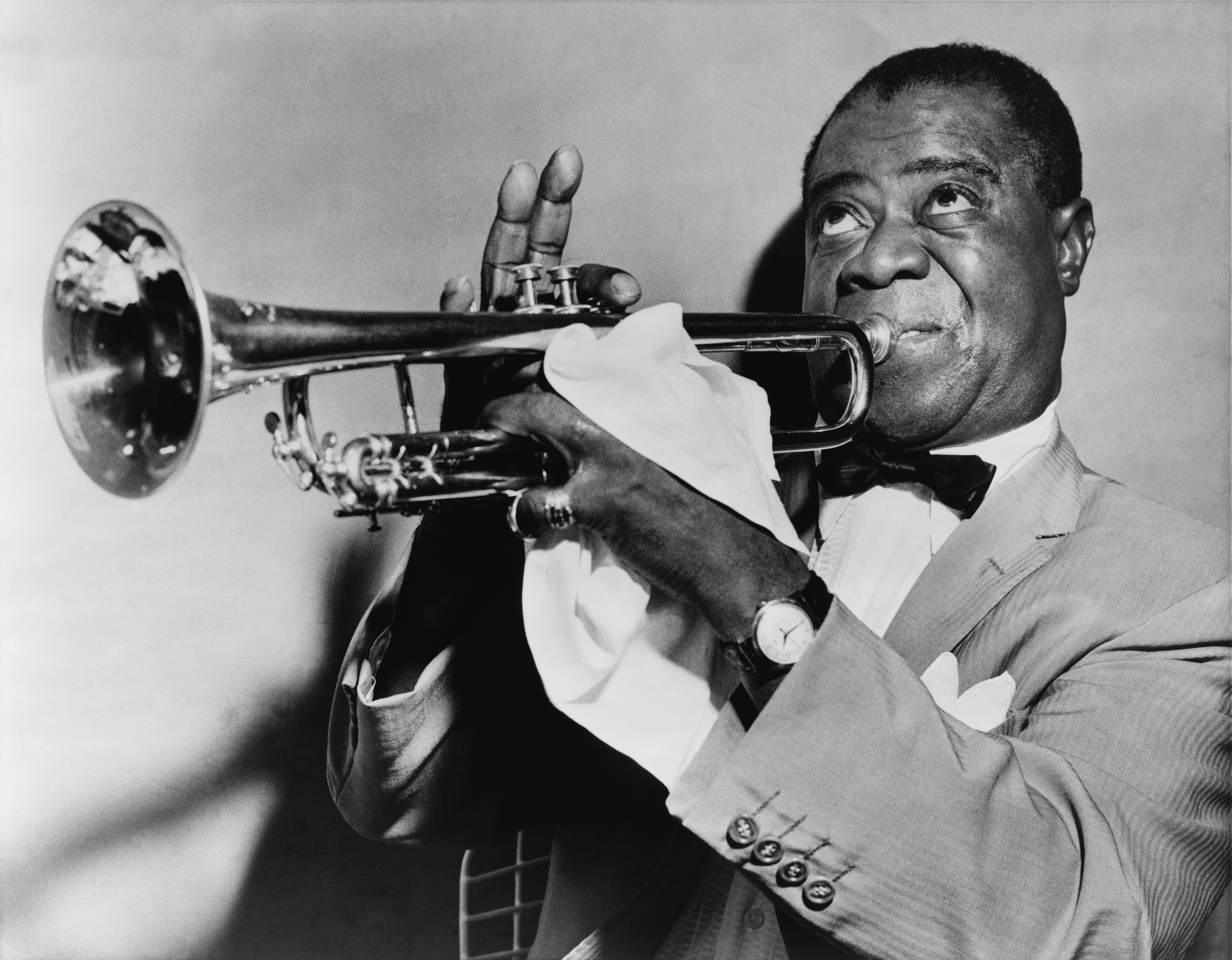
Louis Armstrong
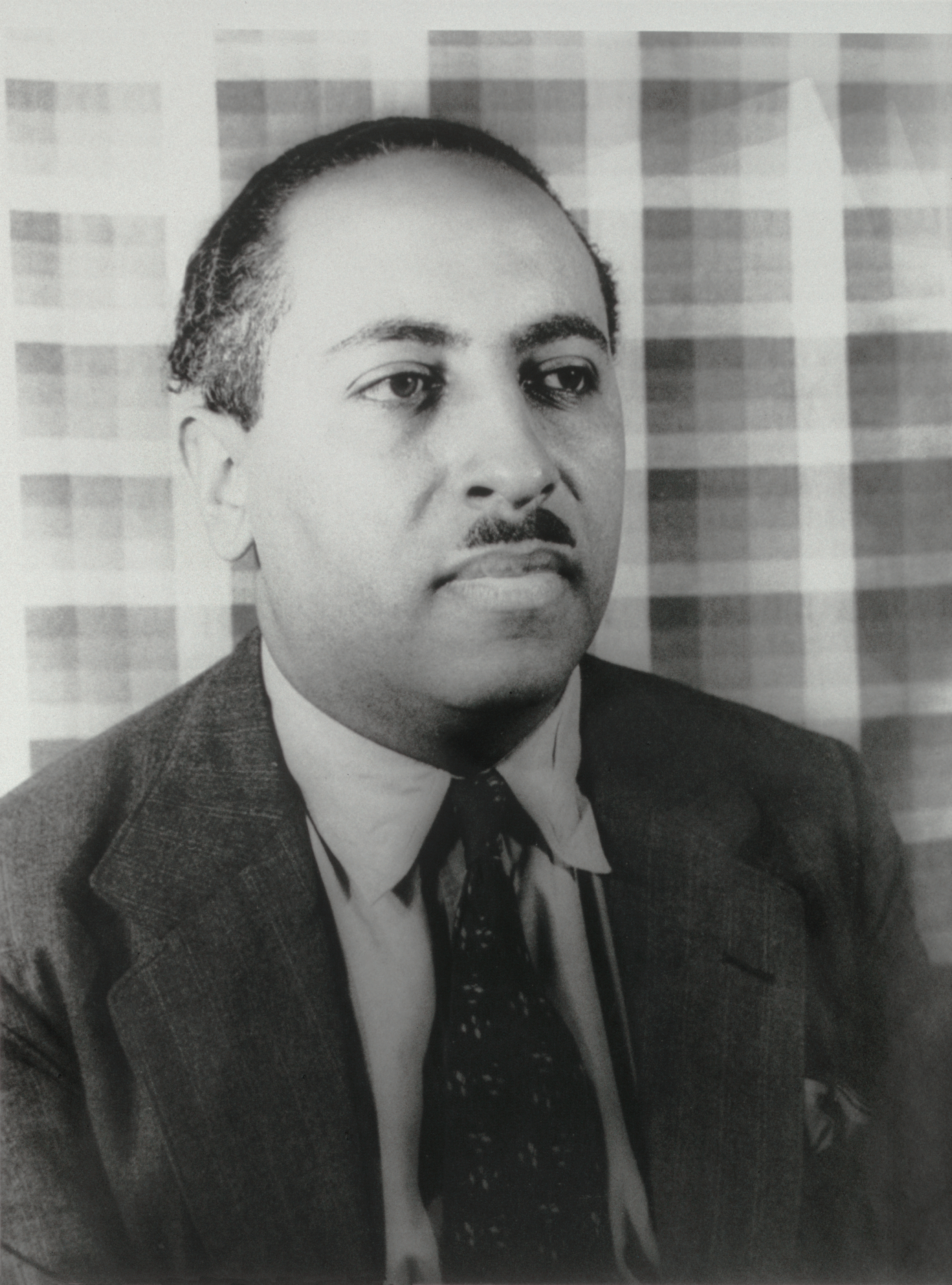
Arna Bontemps
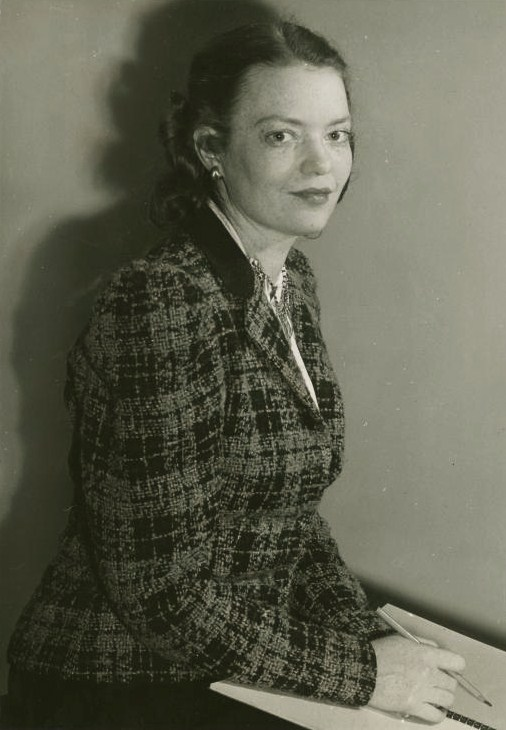
Lucinda Ballard
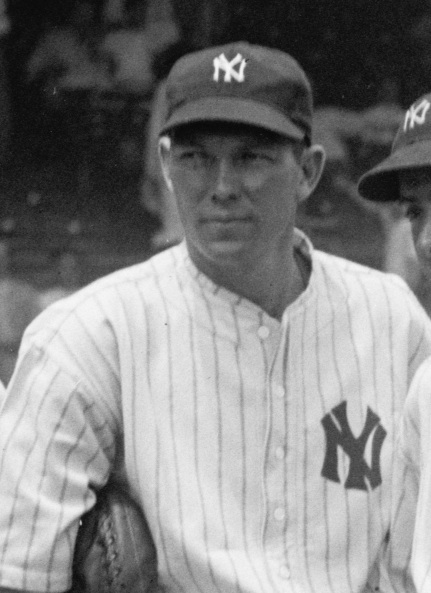
Bill Dickey
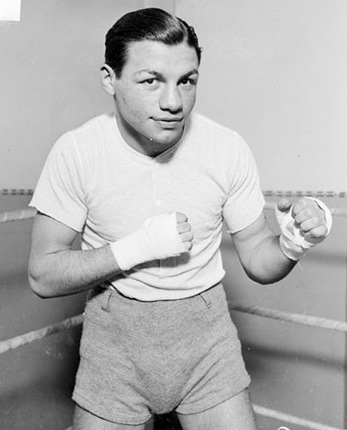
Tony Canzoneri
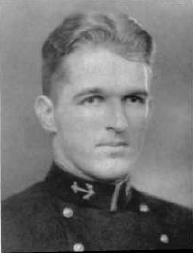
Frank Glasgow Tinker

### Années 1910

#### 1910
- Gouverneur : Jared Y. Sanders, Sr.

##### Événements
- La population de La Nouvelle-Orléans se monte à 339 075 habitants.
- Shreveport compte 28 015 habitants.
- 6 août : l'évêché de Natchitoches change de dénomination pour dévenir l'évêché d'Alexandria.

##### Naissances
- 4 juillet : William Thomas Dupree dit Champion Jack Dupree est un pianiste et chanteur de blues américain (né à La Nouvelle-Orléans - décédé à Hanovre, Allemagne, 21 janvier 1992).
- 18 août : Emile Meyer est un acteur américain né à La Nouvelle-Orléans, et décédé à Covington, Kentucky, États-Unis de la maladie d'Alzheimer, le 19 mars 1987. Il est inhumé à La Nouvelle-Orléans, au cimetière de Greenwood.
- 3 septembre : Kitty Carlisle est une actrice et chanteuse américaine, de son vrai nom Catherine Conn, née à La Nouvelle-Orléans, décédée à New York le 17 avril 2007.
- 7 décembre : Louis Prima (né à La Nouvelle-Orléans et mort le 24 août 1978 dans la même ville) est un chanteur, auteur-compositeur et trompettiste de jazz américain. Il a collaboré à la réalisation de plusieurs films de Disney en tant qu'acteur et doubleur. Surnommé « Le Roi des swingers » (King of the Swingers), Louis Prima épouse les tendances musicales de son temps en intégrant un orchestre New Orleans de sept musiciens dans les années 1920, puis un combo swing dans les années 1930, un big band dans les années 1940, un orchestre lounge à Las Vegas dans les années 1950 et un orchestre pop-rock dans les années 1960. Dans chacune de ces explorations musicales il fait preuve d'une exubérante personnalité mélodieuse.

#### 1911
- Gouverneur : Jared Y. Sanders, Sr.

#### 1912
- Gouverneur : Jared Y. Sanders, Sr. puis Luther E. Hall

##### Naissances
- 11 avril : John Levy est un contrebassiste américain de jazz né à La Nouvelle-Orléans. Après quelques années à jouer dans différents groupes il devient l'agent de musiciens. C'est en particulier sa collaboration avec George Shearing qui le fait connaître.
- 7 septembre : Alvin Alcorn (Alvin Elmore Alcorn) est un trompettiste de jazz américain né à La Nouvelle-Orléans et mort le 17 juillet 2003 dans cette même ville.

#### 1913
- Gouverneur : Luther E. Hall

##### Naissances
- Nathan Abshire (décédé en 1981) est un accordéoniste cadien. Il est connu surtout pour sa chanson Pine Grove Blues.
- 17 mars : Clay Laverne Shaw, né à Kentwood et mort le 14 août 1974 à La Nouvelle-Orléans en Louisiane), est un homme d'affaires américain, de La Nouvelle-Orléans, qui a été la seule personne à avoir jamais été poursuivie pour l'assassinat de John F. Kennedy et a été acquitté.
- 20 avril : Daisy Bufford est une actrice née à Franklin (Louisiane), et décédée le 18 décembre 1987 en Californie.
- 25 décembre : Candy Candido est un chanteur et acteur américain né à La Nouvelle-Orléans, décédé le 19 mai 1999 à Los Angeles (Californie).

#### 1914
- Gouverneur : Luther E. Hall

##### Naissances
- 9 août : Anita Gordon est une actrice américaine née à La Nouvelle-Orléans et morte le 12 septembre 2006 à Burbank (Californie).
- 10 septembre : Dorothy Lamour, de son vrai nom Mary Leta Dorothy Stanton, était une actrice et chanteuse américaine née à La Nouvelle-Orléans, et décédée le 22 septembre 1996 à Los Angeles (Californie).

#### 1915
- Gouverneur : Luther E. Hall

##### Naissances
- 15 novembre : Elliott Chaze, né à Mamou, et mort le 11 novembre 1990, est un écrivain américain de roman policier.
- 16 novembre : Alphonse « Bois sec » Ardoin (né à Duralde dans la paroisse d'Evangeline ; mort le 16 mai 2007 à Eunice en Louisiane) était un accordéoniste américain qui s'est spécialisé dans la musique cadienne et était influent dans ce qui est devenu musique de zydeco.

#### 1916
- Gouverneur : Luther E. Hall puis Ruffin G. Pleasant

##### Événements
- Interdiction d'utiliser le français dans les écoles de l'état.

#### 1917
- Gouverneur : Ruffin G. Pleasant
- Création du camp beauregard, Camp Beauregard Army National Guard, camp militaire étalé sur 12 500 hectares et appartenant à la Garde nationale de Louisiane.

#### 1918
- Gouverneur : Ruffin G. Pleasant

##### Événements
- 25 janvier : John II Shaw (John William Shaw) est nommé archevêque de La Nouvelle-Orléans.
- 18 juillet : Jules Jeanmard (Jules Benjamin Jeanmard) est nommé évêque de Lafayette

##### Naissances
- 22 mars : Herman Frederick « Fred » Crane (né à La Nouvelle-Orléans et mort le 21 août 2008 à Atlanta, Géorgie) est un acteur et animateur de radio américain. Il est surtout connu pour avoir joué le rôle de Brent Tarleton, en 1939, dans Gone with the Wind (Autant en emporte le vent).
- 14 avril : Mary Healy est une actrice et chanteuse américaine, née à La Nouvelle-Orléans.
- 19 décembre : Henry Roeland Byrd dit Professor Longhair (Bogalusa né en Louisiane - décédé le 30 janvier 1980[48]) est un musicien légendaire de blues de La Nouvelle-Orléans. Il a un style de piano unique, que l'on décrit comme une combinaison de rumba, mambo et calypso ainsi qu'une voix d'outre-tombe.

#### 1919
- Gouverneur : Ruffin G. Pleasant

##### Naissances
- 23 novembre : Peter Gennaro, né à Metairie (Louisiane) et mort le 28 septembre 2000 à New York, est un danseur et chorégraphe américain. Il a collaboré avec Jerome Robbins à la comédie musicale West Side Story en 1957 à Broadway.

#### Images de la décennie

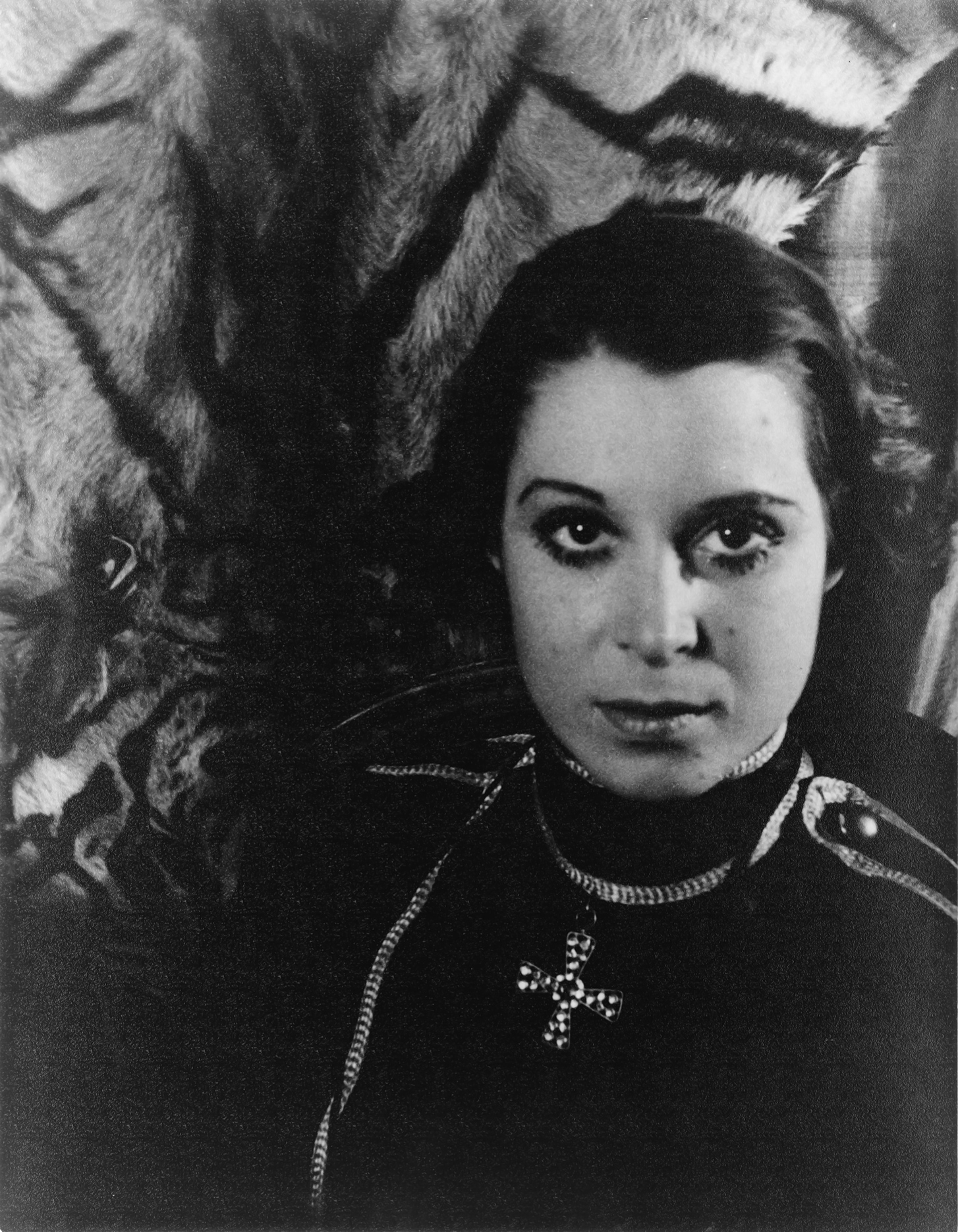
Kitty Carlisle
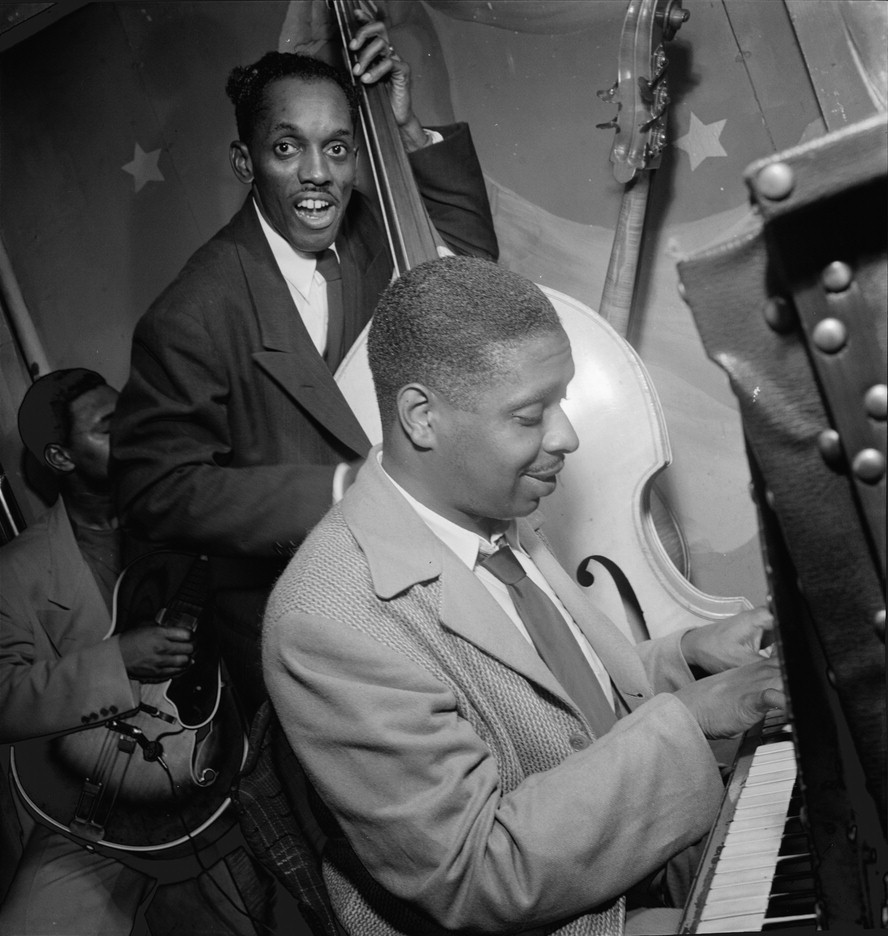
John Levy en 1947 (au second plan)
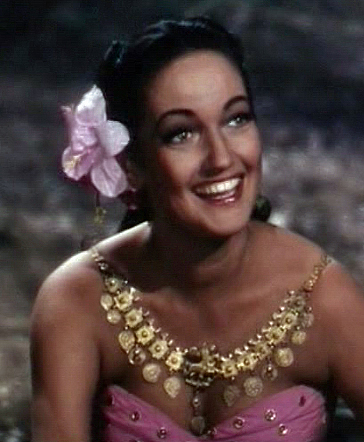
Dorothy Lamour
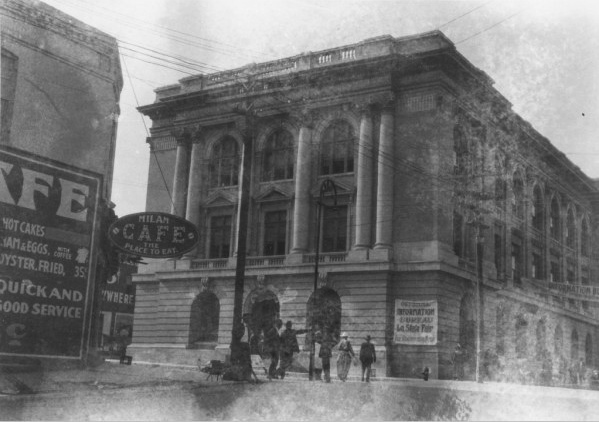
Centre de Shreverport en 1916, la mairie et le café Milan
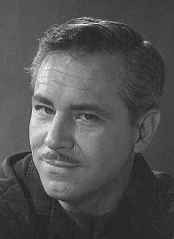
Fred Crane

### Années 1920

#### 1920
- John M. Parker devient gouverneur.
- La population de La Nouvelle-Orléans se monte à 387 219 habitants.
- Shreveport compte 43 874 habitants.
- la municipalité de La Nouvelle-Orléans fait édifier un auditorium donnant sur Congo Square.

#### 1921
- Gouverneur : John M. Parker
- La Constitution louisianaise n'autorise l'usage que de la seule langue anglaise.

#### 1922
- Gouverneur : John M. Parker

#### 1923
- Gouverneur : John M. Parker

#### 1924
- Gouverneur : John M. Parker puis Henry L. Fuqua

#### 1925
- Gouverneur : Henry L. Fuqua
- Fin du tirage de L'Abeille de La Nouvelle-Orléans, journal francophone de La Nouvelle-Orléans fondé par François Delaup en 1827.
- Ouverture à Shreveport du CE Byrd High School.

#### 1926
- Gouverneur : Henry L. Fuqua puis Oramel H. Simpson

#### 1927
- Gouverneur : Oramel H. Simpson

#### 1928
- Gouverneur : Oramel H. Simpson puis Huey Pierce Long
- 27 avril : premier enregistrement d'une chanson cadienne intitulée Allons à Lafayette à La Nouvelle-Orléans, avec La valse qui m'a porté en terre (face B du disque), par Joe Falcon et son épouse Cleoma Breaux.

#### 1929
- Gouverneur : Huey Pierce Long

### Années 1930

#### 1930
- Gouverneur : Huey Pierce Long
- La population de La Nouvelle-Orléans se monte à 458 762 habitants.
- Shreveport compte 76 665 habitants.

#### 1931
- Gouverneur : Huey Pierce Long

#### 1932
- Gouverneur : Alvin Olin King, puis Oscar Kelly (O.K.) Allen, succèdent à Huey Pierce Long, élu sénateur.

#### 1933
- Gouverneur : Oscar Kelly (O.K.) Allen
- Ouverture de Barksdale Air Force Base, située dans la paroisse de Bossier, proche de Shreveport. La base porte le nom de l'aviateur et lieutenant Eugène Hoy Barksdale. La base a été ouverte en 1933 et est devenue Barksdale Air Force Base en 1947. C'est le siège de la 8e armée de l'US Air Force.
- Formation du groupe de musique cadienne The Hackberry Ramblers (également connu sous le nom de The Riverside Ramblers), par le violoniste Luderin Darbonne et le guitariste et accordéoniste Edwin Duhon. Il interprète non seulement la musique cadienne mais aussi de la musique country et du rock 'n' roll. Il est toujours en activité ce qui fait de lui, selon les dires de ses musiciens : « le plus vieux groupe du monde ».
- Inauguration de Bringhurst Field, stade de baseball d'une capacité de 3500 places, situé à Alexandria. Il a été depuis son ouverture le domicile des Aces d'Alexandria, club de baseball professionnel ayant évolué tant en ligue mineure qu'en ligue indépendante.

#### 1934
- Gouverneur : Oscar Kelly (O.K.) Allen
- Fondation du Site historique d'État Longfellow-Evangeline au parc de Saint-Martinville.

#### 1935
- Gouverneur : Oscar Kelly (O.K.) Allen
- 9 mars : Joseph Rummel (Joseph Francis Rummel) est nommé archevêque de La Nouvelle-Orléans.
- 8 septembre : assassinat de Huey Long, qui avait annoncé son intention de se présenter à la primaire pour l'élection présidentielle de 1936.

#### 1936
- Gouverneur : Oscar Kelly (O.K.) Allen puis James A. Noe et Richard W. Leche
- James A. Noe, puis Richard W. Leche, occupent le poste de gouverneur.
- 10 août : température la plus haute connue en Louisiane, à Plain Dealing, avec 46 °C.

#### 1937
- Gouverneur : Richard W. Leche

#### 1938
- Gouverneur : Richard W. Leche

#### 1939
- Gouverneur : Richard W. Leche puis Earl K. Long
  - Richard W. Leche, gouverneur démocrate de Louisiane démissionne, accusé de fraude, il sera condamné à 5 ans de prison. Earl K. Long lui succède.

### Années 1940

#### 1940
- Gouverneur : Earl K. Long puis Sam H. Jones
- La population de La Nouvelle-Orléans se monte à 494 537 habitants.
- Shreveport compte 98 167 habitants.
- 1941 - 1945 : les louisianais participent à la Seconde Guerre mondiale ; les jeunes francophones sont privilégiés sur le continent européen.

#### 1941
- Gouverneur : Sam H. Jones

#### 1942
- Gouverneur : Sam H. Jones

#### 1943
- Gouverneur : Sam H. Jones
- Création à La Nouvelle-Orléans de la 4e division des Marines, division de réserve d'infanterie du Corps des Marines des États-Unis dont les éléments sont dispersés à travers les États-Unis, mais dont le quartier général se situe en Louisiane.

#### 1944
- Gouverneur : Sam H. Jones puis Jimmie H. Davis

#### 1945
- Gouverneur : Jimmie H. Davis

#### 1946
- Gouverneur : Jimmie H. Davis
- 15 janvier : Charles Greco (Charles Pasquale Greco) devient évêque d'Alexandria.

#### 1947
- Gouverneur : Jimmie H. Davis

#### 1948
- Gouverneur : Jimmie H. Davis puis Earl K. Long, qui retrouve le poste qu'il avait occupé en 1939-1940
- Iry LeJeune, accordéoniste de musique cadienne enregistre Love Bridge Waltz (Valse De Pont d'Amour) et Evangeline Special.

#### 1949
- Gouverneur : Earl K. Long

### Années 1950

#### 1950
- Gouverneur : Earl K. Long
- La population de La Nouvelle-Orléans se monte à 570 445 habitants.
- Shreveport compte 127 206 habitants.

#### 1951
- Gouverneur : Earl K. Long
- Ervin "Vin" Bruce, chanteur et guitariste cadien, signe chez Columbia et se produit au Grand Ole Opry en compagnie de Chet Atkins et Hank Williams.

#### 1952
- Gouverneur : Earl K. Long puis Robert F. Kennon

#### 1953
- Gouverneur : Robert F. Kennon

#### 1954
- Gouverneur : Robert F. Kennon

#### 1955
- Gouverneur : Robert F. Kennon

#### 1956
- Gouverneur : Robert F. Kennon puis Earl K. Long, qui redevient une troisième fois gouverneur
- 13 mars : Maurice Schexnayder est nommé évêque de Lafayette.

#### 1957
- Gouverneur : Earl K. Long

#### 1958
- Gouverneur : Earl K. Long

#### 1959
- Gouverneur : Earl K. Long

### Années 1960

#### 1960
- Gouverneur : Earl K. Long puis Jimmie H. Davis, qui retrouve le poste qu'il avait occupé de 1944 à 1948
- La population de La Nouvelle-Orléans se monte à 627 525 habitants.
- Shreveport compte 164 372 habitants.
- Fondation de l'Université d'État de Louisiane à Alexandria (Louisiana State University at Alexandria, LSU Alexandria ou LSUA), université américaine située à Alexandria en Louisiane.

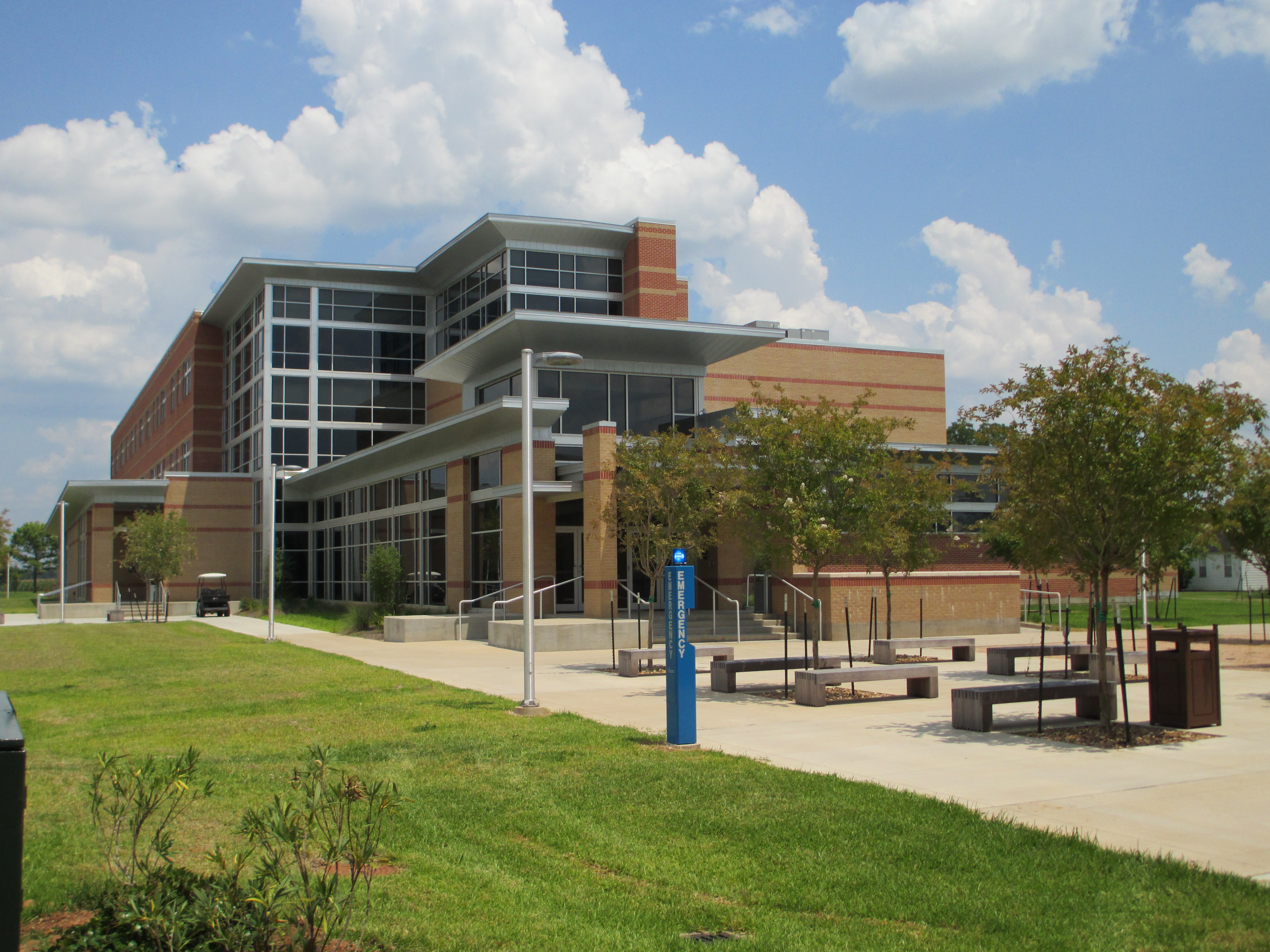
Centre académique polyvalent de la LSUA
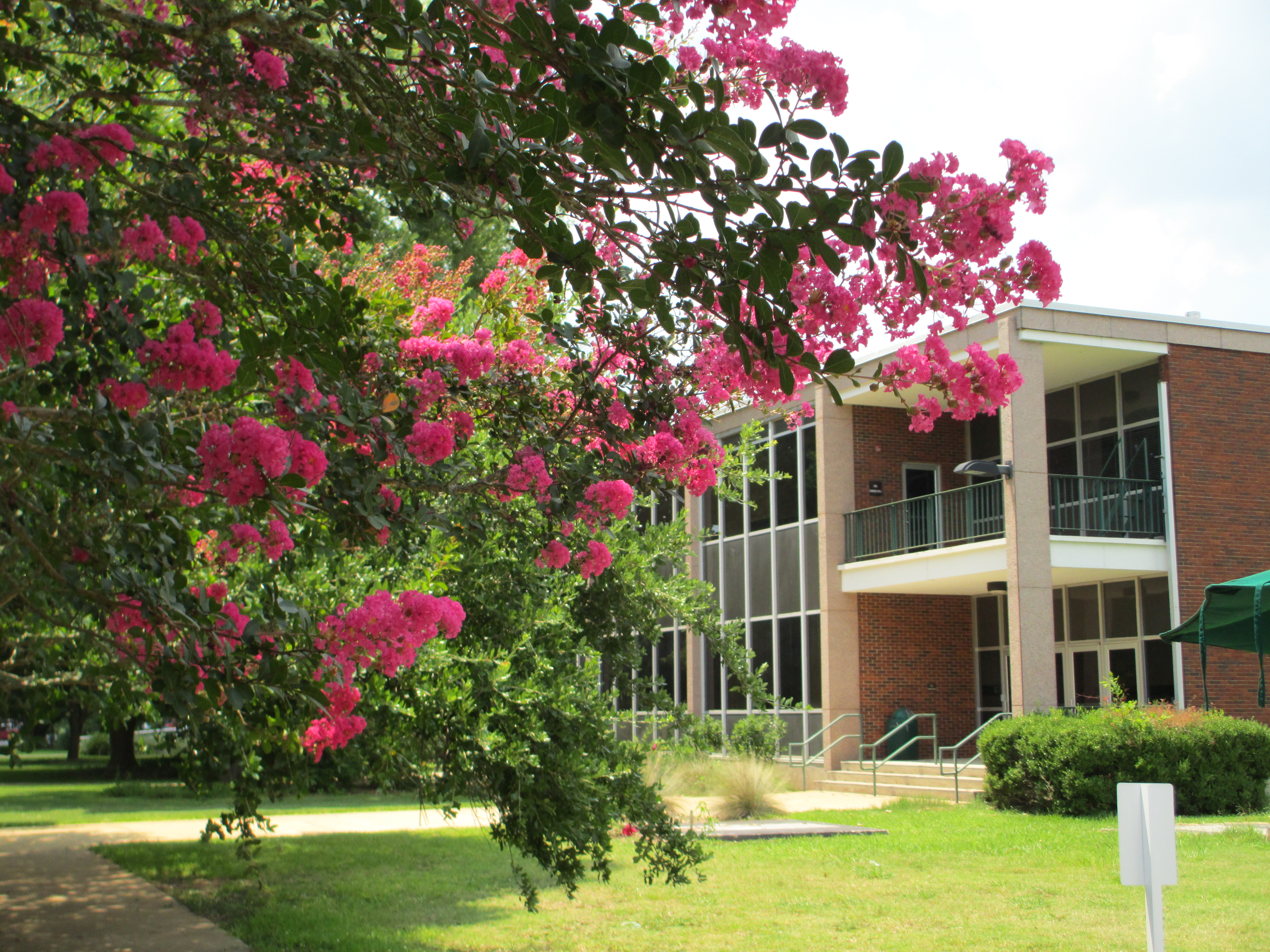
Faculté des Sciences de la LSUA
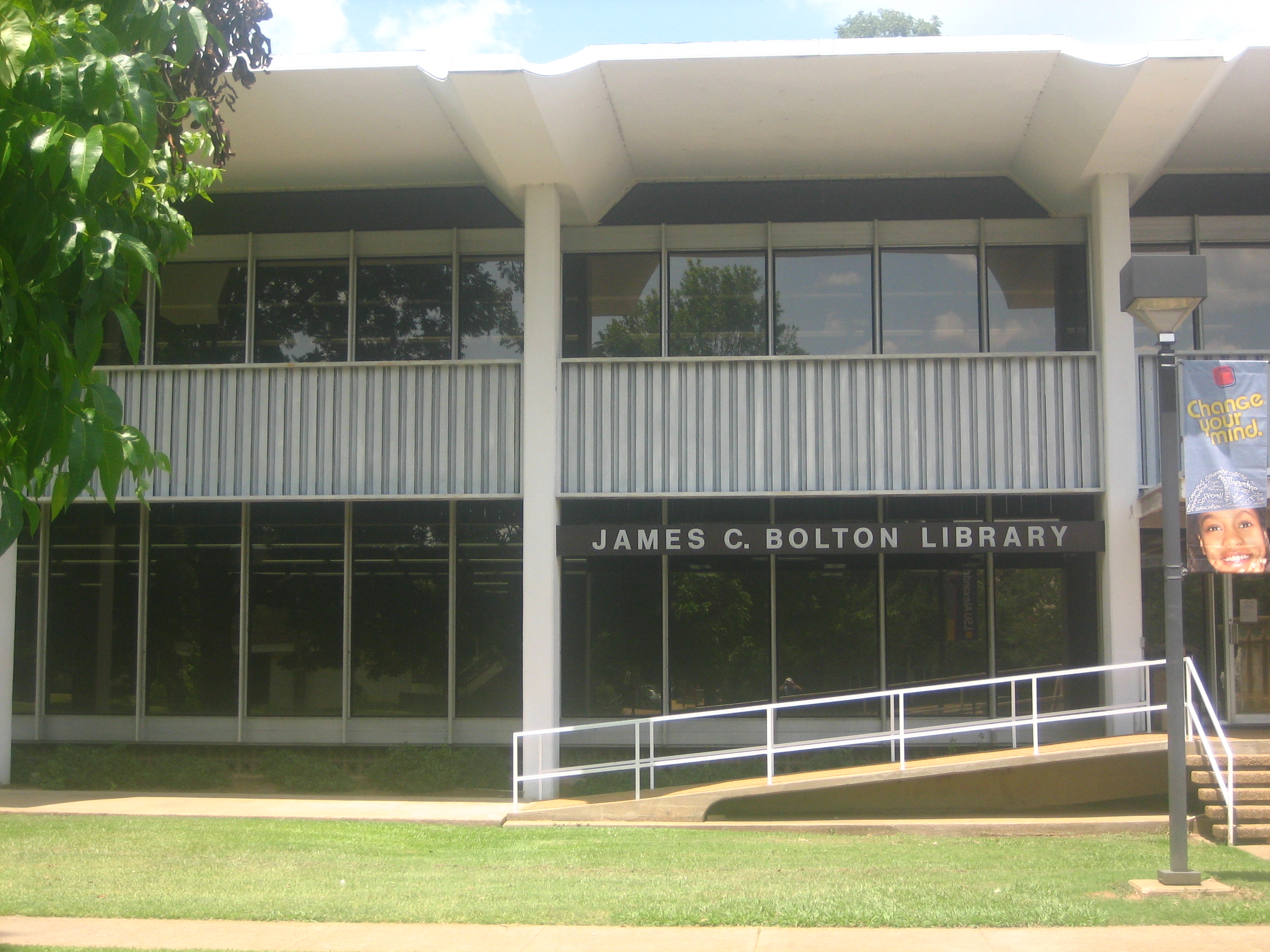
Bibliothèque Bolton, LSUA

- 10 août : Robert Ier Tracy (Robert Emmet Tracy) est nommé évêque de Bâton-Rouge.

#### 1961
- Gouverneur : Jimmie H. Davis

#### 1962
- Gouverneur : Jimmie H. Davis
- Doris Leon Menard se fait connaitre avec sa chanson La porte d'en arrière.

#### 1963
- Gouverneur : Jimmie H. Davis
- Création de KRVS, également connue sous le nom de Radio Acadie, station de radio publique américaine basée à Lafayette, ville de l'État de Louisiane. Propriété de l'Université de Louisiane à Lafayette, elle est affiliée aux réseaux NPR, APM et PRI, et diffuse des émissions en langue anglaise et en langue française sur la fréquence 88,7 FM.

#### 1964
- Gouverneur : Jimmie H. Davis puis John J. McKeithen
- Dewey Balfa, musicien cadiens,devient célèbre en participant au Festival de musique folk de Newport accompagné de Gladius Thibodeaux et de Vinus LeJeune.
- 8 novembre : John Cody (John Patrick Cody) est nommé archevêque de La Nouvelle-Orléans.

#### 1965
- Gouverneur : John J. McKeithen
- Dewey Balfa, musicien cadiens, forme le groupe Les Frères Balfa (The Balfa Brothers) avec ses frères Will et Rodney Balfa jusqu'à leur mort en 1979 dans un accident de voiture.
- 29 septembre : Philip Hannan (Philip Matthew Hannan) est nommé archevêque de La Nouvelle-Orléans.

#### 1966
- Gouverneur : John J. McKeithen

#### 1967
- Gouverneur : John J. McKeithen
- Ouverture à Shreveport de la Louisiana State University.

#### 1968
- Gouverneur : John J. McKeithen
- Le CODOFIL (Conseil pour le développement du français en Louisiane), organisme d'État chargé de promouvoir le français en Louisiane est créé, à l'initiative de James Domengeaux, représentant (député) et avocat francophone. Par la suite l'enseignement du français comme deuxième langue à l'école devient obligatoire. Les lois de 1968 en faveur de la renaissance francophone sont votées à l'unanimité par la Chambre des représentants et le Sénat de la Louisiane.

#### 1969
- Gouverneur : John J. McKeithen
- Ouverture à Shreveport de la Louisiana State University Health Sciences Center Shreveport, la seule école de médecine dans le nord de la Louisiane.
- Création du Festival de Jazz (appelé en anglais New Orleans Jazz & Heritage Festival ou encore « Jazz Fest ») de La Nouvelle-Orléans.

### Années 1970

#### 1970
- Gouverneur : John J. McKeithen
- La population de La Nouvelle-Orléans se monte à 593 471 habitants.
- Shreveport compte 182 064 habitants.
- New Orleans Jazz & Heritage Festival sur Congo Square.

#### 1971
- Gouverneur : John J. McKeithen
- New Orleans Jazz & Heritage Festival sur Congo Square.

#### 1972
- Gouverneur : John J. McKeithen puis Edwin W. Edwards, qui devient gouverneur (premier gouverneur francophone de l'État)
- 7 novembre : Gérard Frey (Gérard Louis Frey) est nommé évêque de Lafayette.

#### 1973
- Gouverneur : Edwin W. Edwards
- 10 mai : Lawrence Graves (Lawrence Preston Joseph Graves), évêque d'Alexandria, puis évêque d'Alexandria-Shreveport (18 octobre 1976).

#### 1974
- Gouverneur : Edwin W. Edwards
- 8 août : Joseph Sullivan (Joseph Vincent Sullivan) est nommé évêque de Bâton-Rouge.

#### 1975
- Gouverneur : Edwin W. Edwards
- Création du groupe de musique cadienne BeauSoleil à Lafayette. Leur répertoire est composé de traditionnels cadjins et zydeco sur des paroles en français cadien mais aussi en anglais.

#### 1976
- Gouverneur : Edwin W. Edwards
- 18 octobre : l'évêché d'Alexandria, devient l'évêché d'Alexandria-Shreveport.

#### 1977
- Gouverneur : Edwin W. Edwards
- Création du Musée d'art d'Alexandria (Alexandria Museum of Art) en Louisiane centrale. Le Musée est connu pour sa collection permanente d'art contemporain de la Louisiane et loge la plus grande collection d'art folklorique de la Louisiane du Nord dans l'état.

#### 1978
- Gouverneur : Edwin W. Edwards

#### 1979
- Gouverneur : Edwin W. Edwards

#### Images de la décennie

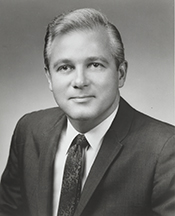
Edwin W. Edwards
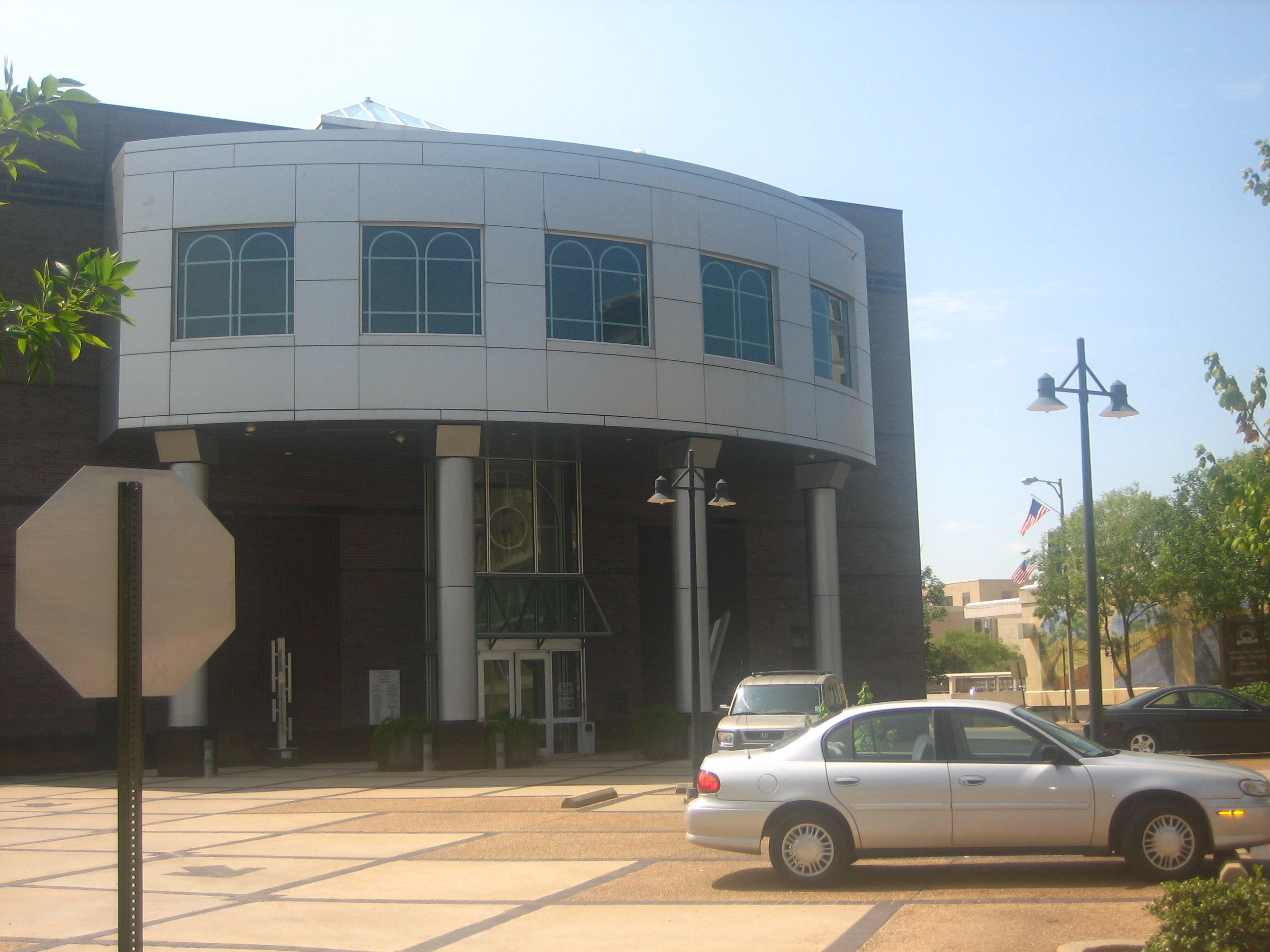
Alexandria Museum of Art

### Années 1980

#### 1980
- Gouverneur : Edwin W. Edwards puis David C. Treen
- La population de La Nouvelle-Orléans se monte à 557 515 habitants.
- Shreveport compte 205 820 habitants.
- Janvier : publication de La Conjuration des imbéciles (titre original : A Confederacy of Dunces), roman humoristique de John Kennedy Toole, non publié de son vivant.

#### 1981
- Gouverneur : David C. Treen

#### 1982
- Gouverneur : David C. Treen

#### 1983
- Gouverneur : David C. Treen
- 13 janvier : Stanley Ott (Stanley Joseph Ott) est nommé évêque de Bâton-Rouge.

#### 1984
- Gouverneur : David C. Treen puis Edwin W. Edwards, qui retrouve le poste qu'il avait occupé de 1972 à 1980

#### 1985
- Gouverneur : Edwin W. Edwards

#### 1986
- Gouverneur : Edwin W. Edwards
- 16 juin : l'évêché d'Alexandria-Shreveport, après scission du diocèse, redevient l'évêché d'Alexandria.

#### 1987
- Gouverneur : Edwin W. Edwards

#### 1988
- Gouverneur : Edwin W. Edwards puis Charles E. (Buddy) Roemer III

#### 1989
- Gouverneur : Charles E. (Buddy) Roemer III
- Fondation du groupe de zydeco Chubby Carrier and the Bayou Swamp Band
- 15 mai : Harry Flynn (Harry Joseph Flynn) est nommé évêque de Lafayette.
- 1er juillet : Sam Jacobs (Sam Gallip Jacobs) devient évêque d'Alexandria.

#### Images de la décennie
- Dave Treen
- Buddy Roemer

### Années 1990

#### 1990
- Gouverneur : Charles E. (Buddy) Roemer III
- La population de La Nouvelle-Orléans se monte à 496 938 habitants.
- Shreveport compte 201 512 habitants.

#### 1991
- Gouverneur : Charles E. (Buddy) Roemer III
- Jimmy C. Newman and Cajun Country sont nommés aux Grammy Awards pour l'album  Alligator Man.

#### 1992
- Gouverneur : Charles E. (Buddy) Roemer III puis Edwin W. Edwards, qui redevient une troisième fois gouverneur après ses précédents mandan t dans les années 1970 et 1980

#### 1993
- Gouverneur : Edwin W. Edwards
- 7 septembre : Alfred Hughes (Alfred Clifton Hughes) est nommé évêque de Bâton-Rouge.

#### 1994
- Gouverneur : Edwin W. Edwards
- Doris Leon Menard reçoit un prix du Folk Heritage Fellowship du National Endowment for the Arts.
- Tournage à La Nouvelle-Orléans de Entretien avec un vampire (Neil Jordan, 1994) film qui nous plonge dans la cité au XVIIIe siècle.
- 8 novembre : Edward O'Donnell (Edward Joseph O'Donnell) est nommé évêque de Lafayette.

#### 1995
- Gouverneur : Edwin W. Edwards
- Création d'un club de Gouren, lutte typiquement bretonne (ouest de la France), à La Nouvelle-Orléans.

##### Décès
- 29 juillet : Canray Fontenot (né le 16 octobre 1922 à L'anse Aux Vachesla, Louisiane; décédé à Welsh, Louisiane) était un musicien cadien. Il est considéré comme un des derniers grands joueurs de fiddle. Parmi ses compositions figurent Joe Pitre a Deux Femmes, Les Barres de la Prison et Bonsou Moreau.

#### 1996
- Gouverneur : Edwin W. Edwards puis Mike Foster
- Profitant de sa situation privilégiée au débouché des Grandes Plaines, le port de La Nouvelle-Orléans exporte 12,5 millions de tonnes de céréales.

#### 1997
- Gouverneur : Mike Foster

#### 1998
- Gouverneur : Mike Foster
- Création de KAQY, station de télévision américaine affilié au réseau ABC détenue par le groupe Parker Broadcasting of Louisiana et située à Monroe en Louisiane sur le canal 11. Elle sert aussi le marché d'El Dorado (Arkansas).
- BeauSoleil remporte le Grammy Award for Best Traditional Folk Album pour L'amour ou la Folie.

#### 1999
- Gouverneur : Mike Foster
- Bâton-Rouge est jumelée avec Aix-en-Provence.
- Du 1er au 15 août : 2e Congrès mondial acadien dans l'état.

##### Décès
- 27 avril : Alois Maxwell Hirt, plus connu sous le nom d'Al Hirt, était un trompettiste et chef d'orchestre américain né le 7 novembre 1922 à La Nouvelle-Orléans et mort dans la même ville. Il est connu pour son interprétation du thème de la série Le Frelon vert, un morceau également utilisé dans le film Kill Bill.

#### Images de la décennie

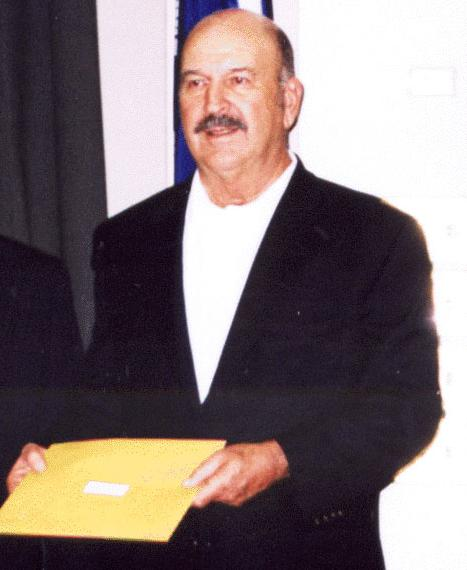
Mike Foster
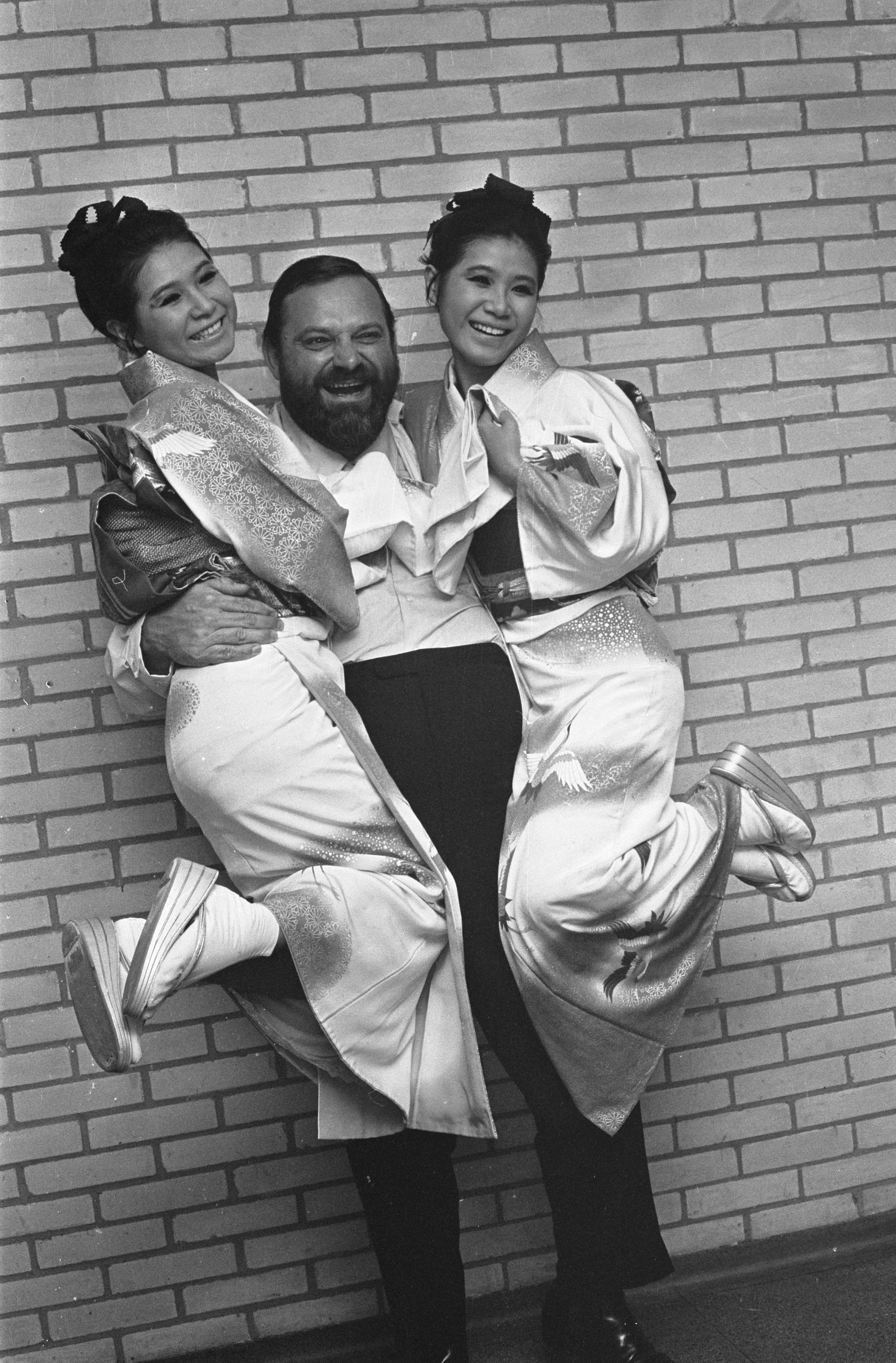
Al Hirt & the Peanuts

### Années 2000

#### 2000
- Gouverneur : Mike Foster
- Selon le dernier recensement fédéral américain (2000), 4,7 % de la population louisianaise parle le français à la maison (essentiellement des Cadiens, des Créoles francophones, des Amérindiens Houma et des Chitimachas âgés)
- Arnaudville compte 1398 habitants.
- Avondale compte 5 441 habitants.
- Bastrop, siège de la paroisse de Morehouse, compte 11 365 habitants.
- La population de La Nouvelle-Orléans se monte à 484 678 habitants.
  - D'après le recensement américain de 2000[49], La Nouvelle-Orléans est composée de :
    - Blancs : 28,05 %
    - Afro-Américains : 67,25 %
    - Latinos : 3,06 %
    - Asio-Américains : 2,26 %
    - Amérindiens et Inuits : 0,2 %
    - Autres : 1,30 %
- Shreveport compte 200 145 habitants.
- D'après le recensement de 2000, Abbeville était composée de 54,29 % de Blancs, 38,56 % de Noirs, 0,19 % d'Amérindiens, 5,50 % d'Asiatiques, 1,06 % de Multi-raciaux et 0,39 % d'autres groupes ethniques[50].
- 12 mars : Jimmy C. Newman est élu au Temple de la renommée de la musique country (Country Music Hall of Fame).

#### 2001
- Gouverneur : Mike Foster
- L'aéroport de La Nouvelle-Orléans est baptisé en l'honneur du jazzman néo-orléanais Louis Armstrong[51].
- 15 décembre : Robert II Muench (Robert William Muench) est nommé évêque de Bâton-Rouge.

##### Décès
- 5 mai : Boozoo Chavis, né le 23 octobre 1930 à Lac Charles en Louisiane, de son vrai nom Wilson Chavis, était un chanteur et compositeur de zarico américain.

#### 2002
- Gouverneur : Mike Foster
- Ray Nagin est élu une première fois maire de La Nouvelle-Orléans.
- 3 janvier : Alfred Hughes (Alfred Clifton Hughes) est nommé archevêque de La Nouvelle-Orléans.
- 3 octobre : l'Ouragan Lili frappe les côtes de la Louisiane, laissant 237 000 personnes sans électricité.
- 5 novembre : lors des élections sénatoriales, la démocrate Mary Landrieu est réélue face à la candidate républicaine, Suzanne Haik Terrell.
- 8 novembre : Charles Jarrell (Charles Michaël Jarrell) est nommé évêque de Lafayette.

#### 2003
- Gouverneur : Mike Foster
- Tournage à La Nouvelle-Orléans du film Le Maître du jeu, de Gary Fleder (2003), avec John Cusack et Gene Hackman, d'après un roman de John Grisham.
- 31 mars : la propriété de la France sur les restes de La Belle est réaffirmée par un accord entre les États-Unis d'Amérique et la France, signé à Washington, et qui a fait l’objet du décret 2003-540 du 17 juin 2003, publié au Journal officiel de la République française le 24 juin 2003, p. 10560.

##### Naissances
- 28 août : Quvenzhané Wallis est une actrice américaine, née à Houma. Elle est l'actrice principale du film Les Bêtes du sud sauvage.

##### Décès
- 17 juillet : Alvin Alcorn (Alvin Elmore Alcorn) est un trompettiste de jazz américain né le 7 septembre 1912 à La Nouvelle-Orléans et mort dans cette même ville.

#### 2004
- Gouverneur : Mike Foster puis Kathleen Babineaux Blanco
- Kathleen Babineaux Blanco devient gouverneur.

#### 2005
- Gouverneur : Kathleen Babineaux Blanco
- BeauSoleil gagne le Big Easy Entertainment Award for Best Cajun Band.
- Michael Doucet reçoit une National Heritage Fellowship.
- 76,0 % de la population d'Abbeville parle l'anglais à la maison, 16,5 % le français cadien et 5,5 % le vietnamien.
- Février : John Breaux, ancien sénateur de Louisiane, est embauché pour enseigner à l'université d'État de Louisiane.
- Mai : à Shreveport, le Louisiana Boardwalk, un complexe commercial de 51 000 m2 et de divertissement est ouvert au bord de la rivière Rouge vers Bossier City; le centre possède un centre commercial, plusieurs restaurants, un cinéma de 14 salles, un complexe de bowling, et un Bass Pro Shops.
- 29 août : l'ouragan Katrina atteint la Louisiane et détruit une partie de La Nouvelle-Orléans, faisant officiellement 1 836 morts et 705 disparus.
  - La Nouvelle-Orléans perd 30 % de sa population après le passage de l'ouragan Katrina, qui entraîne d'importantes inondations et destructions de bâtiments.
- 4 septembre : les tirs du pont Danziger (The Danziger Bridge shootings) sont une série de coups de feu au fusil d'assaut de policiers qui eurent lieu le 4 septembre 2005 sur le pont Danziger, à La Nouvelle-Orléans, en Louisiane. Six jours après que l'ouragan Katrina ait provoqué une importante inondation à la Nouvelle-Orléans, le service de police de la ville a tué deux civils, James Brissette, âgé de 17 ans et Ronald Madison, âgé de 40 ans à l'aide de fusils d'assaut[52].
- 24 septembre : l'ouragan Rita de force 5 touche les côtes du Texas et de la Louisiane faisant officiellement 120 victimes.
  - Dans une sorte de surenchère avec l'autre sénateur de Louisiane, Mary Landrieu, qui avait estimé le nombre de morts autour d'un millier, David Vitter avance que ce cyclone pouvait avoir fait 10 000 morts dans ce seul État, alors que le bilan final de ce désastre s'avérera être de 832 victimes.

##### Décès
- 14 avril : John Fred, né John Fred Gourrier le 8 mai 1941 à Bâton-Rouge, mort à La Nouvelle-Orléans, est un musicien et chanteur américain de blue-eyed soul, swamp pop et R&B. Il est célèbre pour le titre Judy in Disguise (With Glasses)[53].
- 12 août : Rufus Thibodeaux (né le 5 janvier 1934 à Ridge, un lieu-dit de la Paroisse de Lafayette, en Louisiane est un violoniste acadien.

#### 2006
- Gouverneur : Kathleen Babineaux Blanco
- Jimmy C. Newman est devenu membre du groupe d'élite qui a collaboré pendant plus de cinquante ans avec le Grand Ole Opry.
- L'agglomération de La Nouvelle-Orléans compte environ 120 clubs[54] de jazz.
- La Nouvelle-Orléans est la ville qui organise le plus de festivals dans le monde : chaque année, près de 500 manifestations[54] diverses sont organisées dans différents quartiers.
- Ray Nagin est réélu de justesse au poste de maire de La Nouvelle-Orléans.

#### 2007
- Gouverneur : Kathleen Babineaux Blanco
- Le carnaval (Mardi gras), avec des parades et des décors flottants, a rassemblé près de 700 000 personnes en février[55].
- 9 juillet : alors qu'il est le directeur de campagne pour les États du Sud de Rudolph Giuliani, David Vitter, élu de Louisiane, doit reconnaître avoir des liens avec Deborah Jeane Palfrey, la « Madame de Washington D.C. », accusée de gérer un réseau de call-girls[56].

##### Décès
- Andy Sidaris, (né en 1931), producteur, acteur et scénariste.
- 16 mai : Alphonse « Bois sec » Ardoin (né le 16 novembre 1915 à Duralde dans la paroisse d'Evangeline ; mort à Eunice) était un accordéoniste américain qui s'est spécialisé dans la musique cadienne et était influent dans ce qui est devenu musique de zydeco.
- Zydeco Joe ou Zydeco Joe Mouton, né Joseph Adam Mouton le 25 octobre 1943 à Lafayette où il est mort, est un chanteur et musicien louisianais de musique zydeco.

#### 2008
- Gouverneur : Kathleen Babineaux Blanco puis Bobby Jindal
- BeauSoleil remporte un Grammy Award for Best Zydeco or Cajun Music Album pour son album Live at the 2008 New Orleans Jazz & Heritage Festival.
- Tournage à La Nouvelle-Orléans du film L'Étrange Histoire de Benjamin Button, réalisé par David Fincher. Il se déroule en grande partie dans une vieille maison de la ville ; plusieurs scènes montrent les rues, le Mississippi, le lac Pontchartrain et évoquent le passage de l'Ouragan Katrina.
- 25 juin 2008 : se basant sur le 8e amendement, la Cour suprême confirme que la peine de mort ne doit s'appliquer qu'aux meurtriers et non pas aux violeurs d'enfants de moins de treize ans, rendant inconstitutionnelle une loi de Louisiane adoptée en 1995.
- Les 30 et 31 août 2008, La Nouvelle-Orléans est de nouveau évacuée, à la suite de l'annonce de l'approche de l'ouragan Gustav, qui contourne finalement la ville le lendemain.
- Septembre : passage de l'Ouragan Ike au-dessus de la Louisiane, causant au total huit morts et laissant 200 000 personnes sans électricité.

#### 2009
- Gouverneur : Bobby Jindal
- Jimmy C. Newman est élu au Temple de la renommée de la Musique de Louisiane.
- La Nouvelle-Orléans est le 51e aéroport nord-américain avec plus de 7,7 millions de passagers qui y ont transité.
- 12 rounds : film tourné à La Nouvelle-Orléans mettant en vedette John Cena, lutteur de la WWE.
- 21 janvier : David Vitter est l'un des deux seuls sénateurs à s'opposer à la nomination d'Hillary Clinton au Département d'État[57].

- 12 juin : Grégory Aymond (Grégory Michaël Aymond) est nommé archevêque de La Nouvelle-Orléans.
- Le Festival de Jazz (appelé en anglais New Orleans Jazz & Heritage Festival ou encore « Jazz Fest »), organisé depuis 1969, a rassemblé plus de 400 000 personnes[54] en avril-mai 2006.
- Tournage à La Nouvelle-Orléans du film Déjà vu, de Tony Scott (2006), avec Denzel Washington.
- 16 janvier : Chocolate City speech (« discours de la ville chocolat »), surnom que la presse a donné au discours de Ray Nagin, maire de La Nouvelle-Orléans (Louisiane) pour le Martin Luther King Day.

##### Décès
- 5 mars : Marietta Marie LeBreton, née le 26 mars 1936 à La Nouvelle-Orléans et morte en Louisiane, est une historienne américain d'origine cajun, qui fut professeur à la Northwestern State University en Louisiane.

#### Images de la décennie

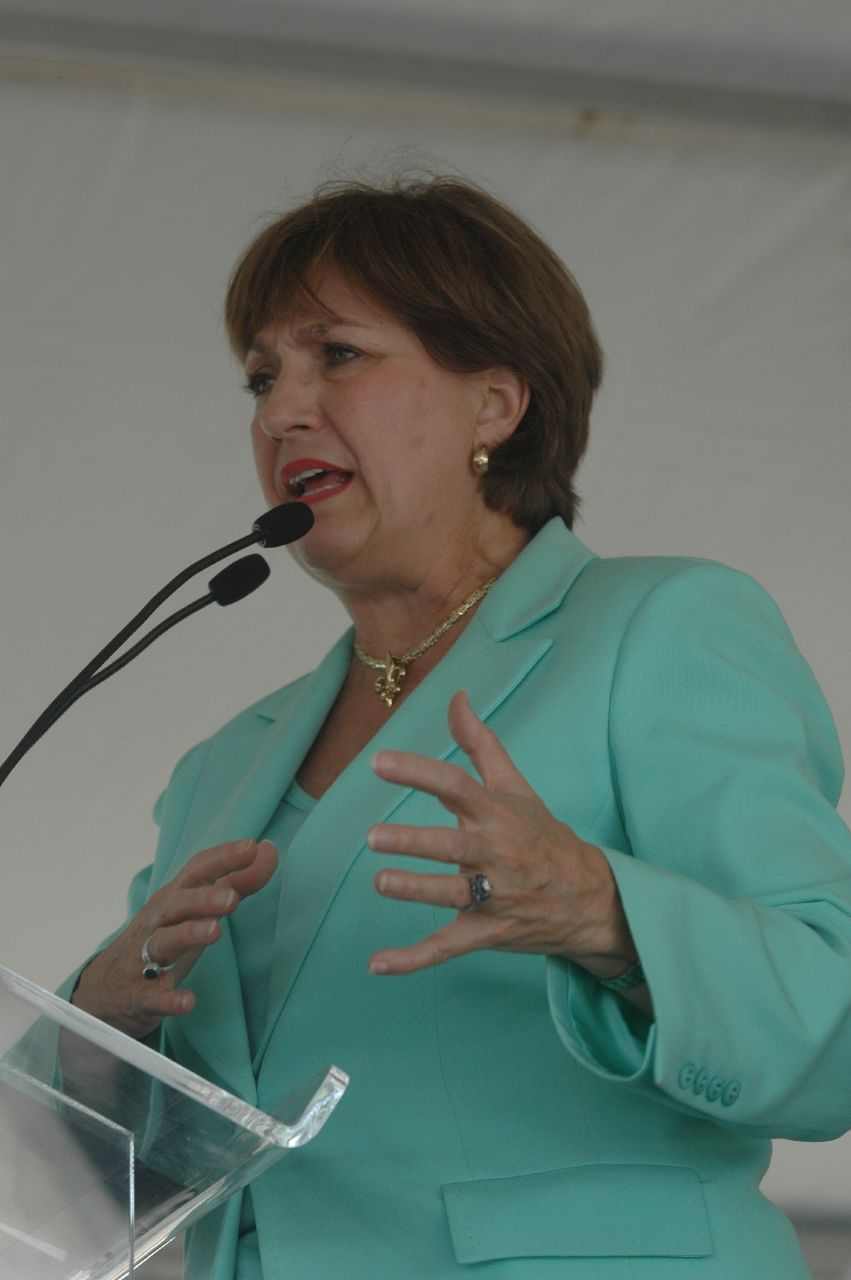
Kathleen Blanco
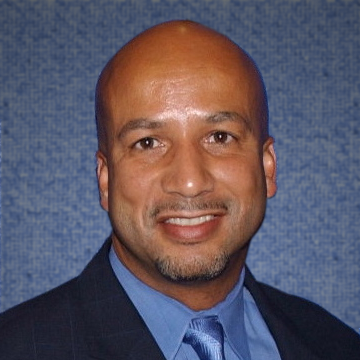
Ray Nagin, maire de La Nouvelle-Orléans (2006).
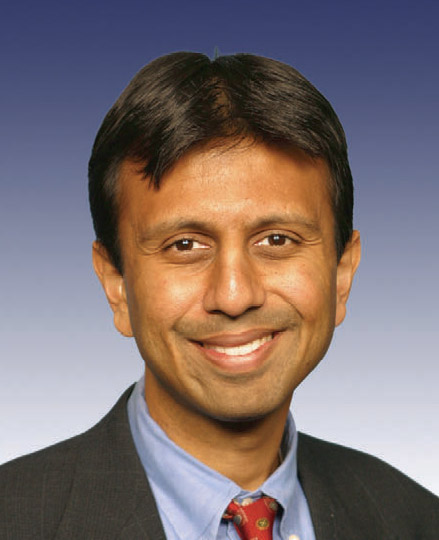
Bobby Jindal

### Années 2010

#### 2010
- Gouverneur : Bobby Jindal
- 60 % de la population d'Arnaudville est francophone[58].
- La Nouvelle-Orléans (New Orleans en anglais) est la plus grande ville de l'État de Louisiane, aux États-Unis. Comptant 343 829 habitants et 1 167 764 dans son agglomération, selon le recensement fédéral de 2010.
- Shreveport compte 218 021 habitants. Selon le recensement de 2010, la composition ethnique de la population était de 41,2 % de Blancs, 54,7 % d'Afro-américains, de 0,4 % d'Amérindiens, de 1,3 % d'Asiatiques, de 2,5 % d'Hispaniques[59].
- Le français est la quatrième langue la plus parlée à La Nouvelle-Orléans : 90,31 % des habitants de la ville parlent l'anglais à la maison, 4,84 % parlent l'espagnol, 1,87 % parlent le vietnamien et 1,20 % parlent le français (dont 0,15 % un parler créole)[60].
- Mars : sortie du film Bad Lieutenant : Escale à La Nouvelle-Orléans, film de Werner Herzog avec Nicolas Cage et Eva Mendes. L'histoire raconte celle d'un inspecteur de police criminelle à La Nouvelle-Orléans. Blessé lors de l'Ouragan Katrina, celui-ci devra se soigner à l'aide de puissant médicament, agissant sur son comportement, son entourage, ses décisions.
- 20 avril 2010 : une explosion et un incendie se déclarent sur la plate-forme pétrolière Deepwater Horizon, louée par la compagnie pétrolière BP, dans le golfe du Mexique (dans les eaux territoriales américaines) [61]. Une immense marée noire menace désormais les côtes de la Louisiane, du Mississippi et de l'Alabama.
- Mai : le démocrate Mitch Landrieu est élu Maire de La Nouvelle-Orléans.
- 1er mai 2010, Deepwater Horizon : le président Barack Obama décrète l'« état de catastrophe nationale » deux jours après l'arrivée au large de la Louisiane des premières galettes de pétrole provenant de l'accident de la plateforme pétrolière, qui rejette environ 800 000 litres par jour.
- 2 septembre 2010 : une plate-forme pétrolière prend feu au large de la Louisiane, dans le golfe du Mexique, l'incendie a cependant pu être éteint et n'a pas provoqué de fuite de pétrole, selon les garde-côtes américains[62],[63],[64],[65],[66].
- 2 novembre : David Vitter est reconduit pour un deuxième mandat lors des élections sénatoriales de mi-mandat.

##### Décès
- Harold King, (né en 1945), romancier.

#### 2011
- Gouverneur : Bobby Jindal
- Août : 30 jours avec des températures supérieures à 40 °C à l'ombre à l’intérieur de l’État, notamment à Shreveport.

##### Décès
- 22 décembre : Bennie Ellender Jr (né le 2 mars 1925 à Sulphur et mort à Metairie) est un joueur et entraineur américain de football américain.

#### 2012
- Gouverneur : Bobby Jindal
- La population de La Nouvelle-Orléans se monte à 369 250 habitants.

##### Décès
- 25 septembre : James "Sugar Boy" Crawford, Jr. (La Nouvelle-Orléans 12 octobre 1934 - La Nouvelle-Orléans) est un musicien Néo-Orléanais de rhythm and blues. Il est l'auteur de Jock-A-Mo, un hit recréé par la suite sous le titre Iko Iko par The Dixie Cups et enregistré par de nombreux artistes dont Dr. John, The Belle Stars, Grateful Dead et Cyndi Lauper.
- 31 mai : Orlando Vernada Woolridge, né le 16 décembre 1959 à Bernice, Louisiane et mort à Mansfield en Louisiane, est un joueur de basket-ball qui effectue la plus grande partie de sa carrière en National Basketball Association (NBA), puis deux saisons en Italie. Il occupe par la suite des postes d'entraîneurs.

#### 2013
- Gouverneur : Bobby Jindal

##### Décès
- 21 juillet : Jude Speyrer, né le 14 avril 1929 à Leonville en Louisiane et mort à Opelousas, est un prélat catholique américain.

#### 2014
- Gouverneur : Bobby Jindal (Républicain)
- Lieutenant-gouverneur : Jay Dardenne (en) (Républicain)
- 3 avril : 6 mai : canonisation de saint François de Montmorency-Laval ou Monseigneur de Laval, né le 30 avril 1623 à Montigny-sur-Avre (France) et mort à Québec (Nouvelle-France), est le premier évêque de Québec et le fondateur du Séminaire de Québec. Il a été déclaré Saint par le pape François, lequel a utilisé le rare processus de canonisation équipollente[12]
- 22 septembre : le juge Edward Rubin pense que l'interdiction des mariages homosexuels de la Louisiane prouve une violation inconstitutionnelle de la protection égale, la procédure régulière, et les clauses des pleins fois des homosexuels (en) et du crédit de la Constitution des États-Unis. Les fonctionnaires de l'état décide de rester sur la décision et annoncent son intention de faire appel directement à la Cour suprême de la Louisiane[67]

##### Décès
- 12 janvier : George Dement (en), maire de Bossier City (1989-2005).
- 21 mai : Evelyn Blackmon (arz), politicienne.
- 21 juin : Jimmy Yves Newman plus connu sous son nom de scène Jimmy C. Newman[68], chanteur et guitariste de musique country et de musique cadienne .
- 19 juillet : Lionel Ferbos (en), musicien de jazz.

#### 2015
- Gouverneur : Bobby Jindal (Républicain)
- Lieutenant-gouverneur : Jay Dardenne (en) (Républicain)
- L'ours noir de Louisiane a été retire de la liste des espèces menacées par le Bureau américain de la pêche et de la vie sauvage (US Fish and Wildlife Service)[69].
- 23 juillet : une fusillade (en) dans une salle de cinéma à Lafayette fait deux morts[70].
- 27 août :
  - dix ans après le passage de l'Ouragan Katrina, Barack Obama visite La Nouvelle-Orléans et en particulier le quartier afro-américain de Tremé, l'un des plus anciens de la ville. Il a salué le renouveau de la ville[71];
  - à Sunset, un homme poignarde trois femmes , dont une mortellement. Deux des victimes sont des sœurs du maire de Grand Coteau, ville située à proximité[72].

#### Images de la décennie

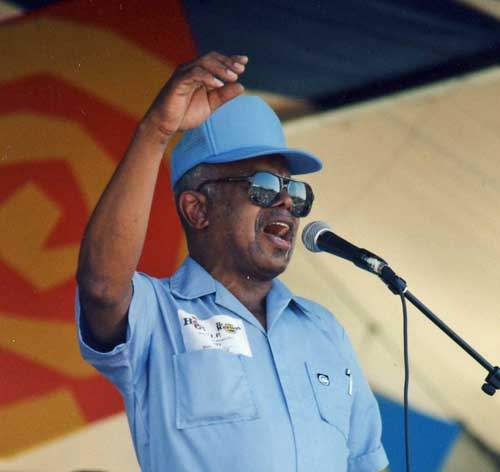
Sugar Boy Crawford
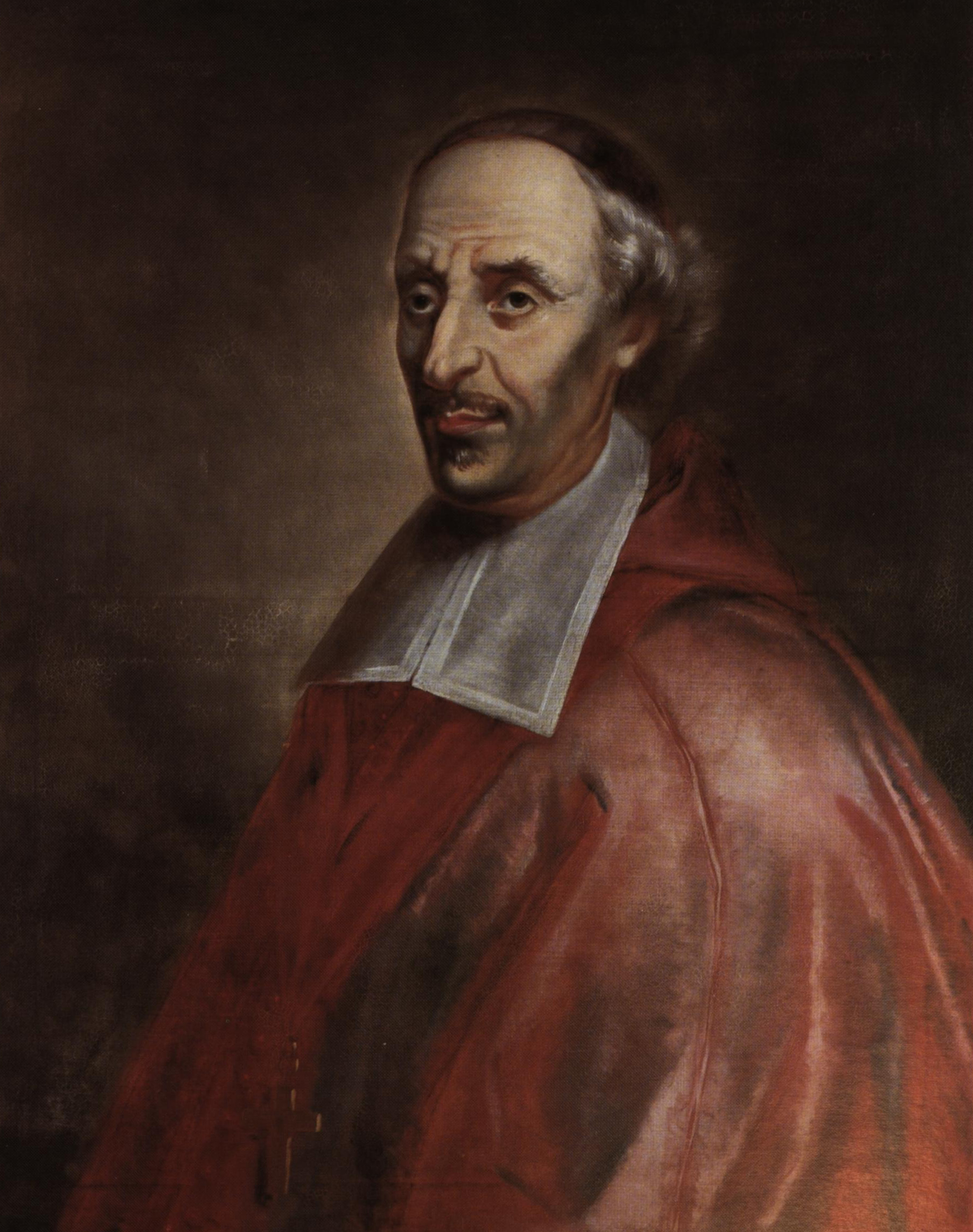
Portrait de Mgr François de Laval